# Église Saint-Martin de Lierville
L'église Saint-Martin est une église catholique paroissiale située à Lierville, dans l'Oise, en France. Sa nef unique non voûtée remonte à la fin du XIe siècle, et reçut un nouveau portail richement décoré au second quart du XIIe siècle. C'est à cette époque aussi que l'on ajouta un clocher au sud du chœur. C'est l'un des cinq clochers romans octogonaux du Vexin français. Pendant la seconde moitié du XIIe siècle, un chœur gothique de deux travées au chevet plat vint remplacer le sanctuaire roman primitif. Muni d'une fenêtre au remplage rayonnant tardif à l'occasion de l'adjonction d'une chapelle au sud, dans l'angle avec le clocher, au cours du XIVe siècle, sa véritable époque n'est plus gère visible depuis l'extérieur, d'autant plus qu'un collatéral le flanque également au nord. Ajouté plus tardivement que son pendant du sud, sans doute au cours de la guerre de Cent Ans, il ne fut pas voûté avant le XVe siècle, et ses voûtes affichent clairement le style gothique flamboyant. C'est également à l'époque flamboyante, au second quart du XVIe siècle, que la nef fut équipée d'un bas-côté de cinq travées au nord, et que l'on projeta le voûtement de la nef, finalement resté lettre morte. Pour la forme rare de ses piliers et ses intéressants culs-de-lampe recevant les voûtes, ce bas-côté représente sans doute l'élément le plus remarquable à l'intérieur de l'église, mais la base du clocher est également intéressante pour sa voûte d'ogives romane, et la chapelle latérale sud, pour représenter l'un des rares témoignages de l'architecture du XIVe siècle dans le Vexin. Le chœur paraît moins réussi, car ses grandes arcades sont frustes, pratiquement sans mouluration et dépourvues de colonnettes à chapiteaux. Il est néanmoins bien préservé. L'église Saint-Martin a été inscrite monument historique par arrêté du 30 avril 1969. Elle est aujourd'hui affiliée à la paroisse Saint-François-d'Assise de Chaumont-en-Vexin, qui a suspendu la célébrationdes messes dominicales en 2018.

## Localisation

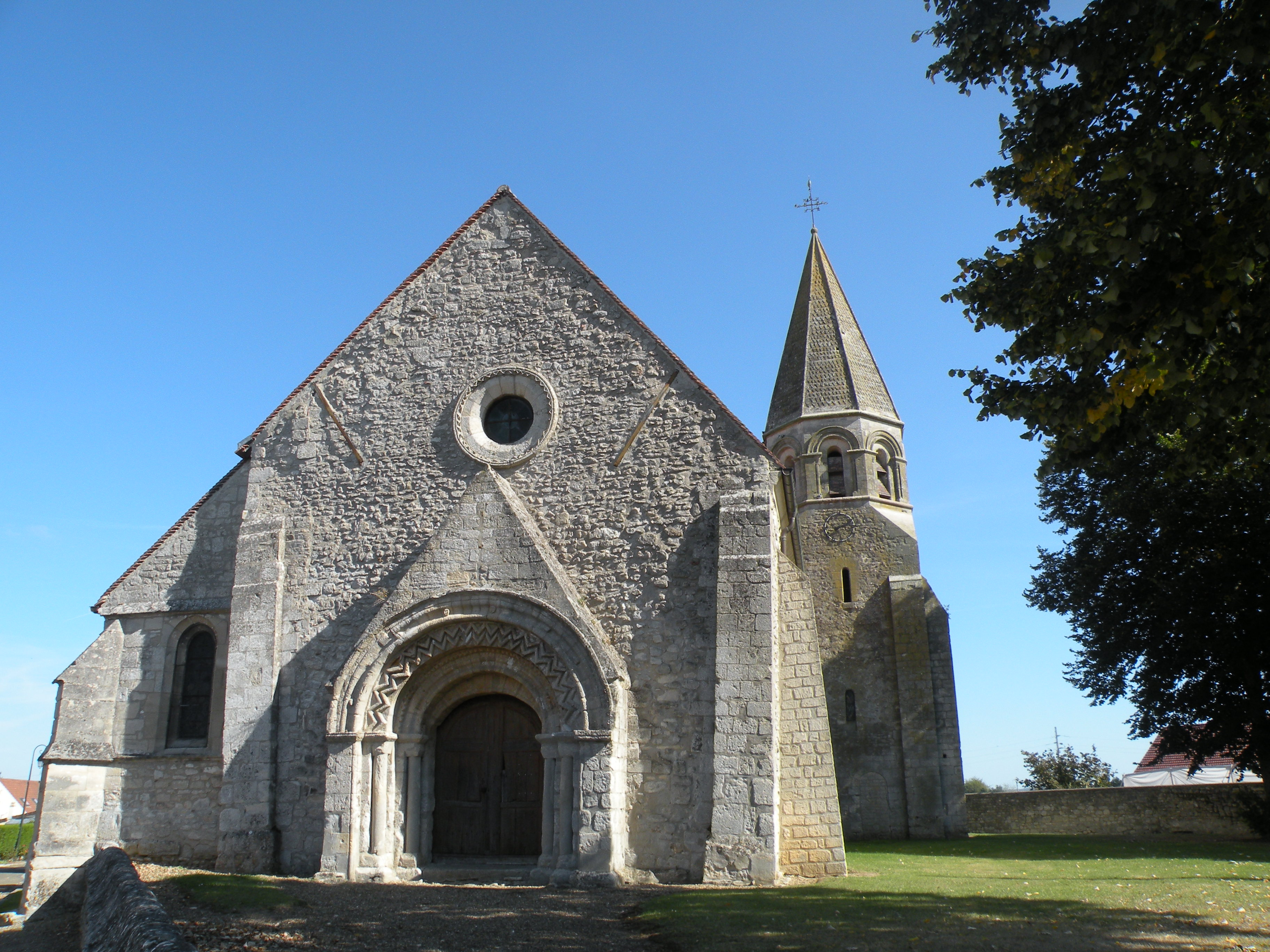
Façade occidentale.

L'église est située en France, en région Hauts-de-France et dans le département de l'Oise, dans le Vexin français, sur la commune de Lierville, rue Saint-Martin / rue du Grand Orme. Elle est entourée d'ancien cimetière, clos par des murets, et délimité à l'ouest et au nord par les deux rues citées, et à l'est et au nord, par des propriétés privées. L'ancien cimetière est aujourd'hui une place publique engazonnée et plantée de quelques arbres, et permet à l'église d'être dégagée de bâtiments mitoyens, et d'être bien mise en valeur au milieu du village. L'on y trouve toujours l'ancienne croix de cimetière, dont le socle date du XVIe siècle.

## Historique

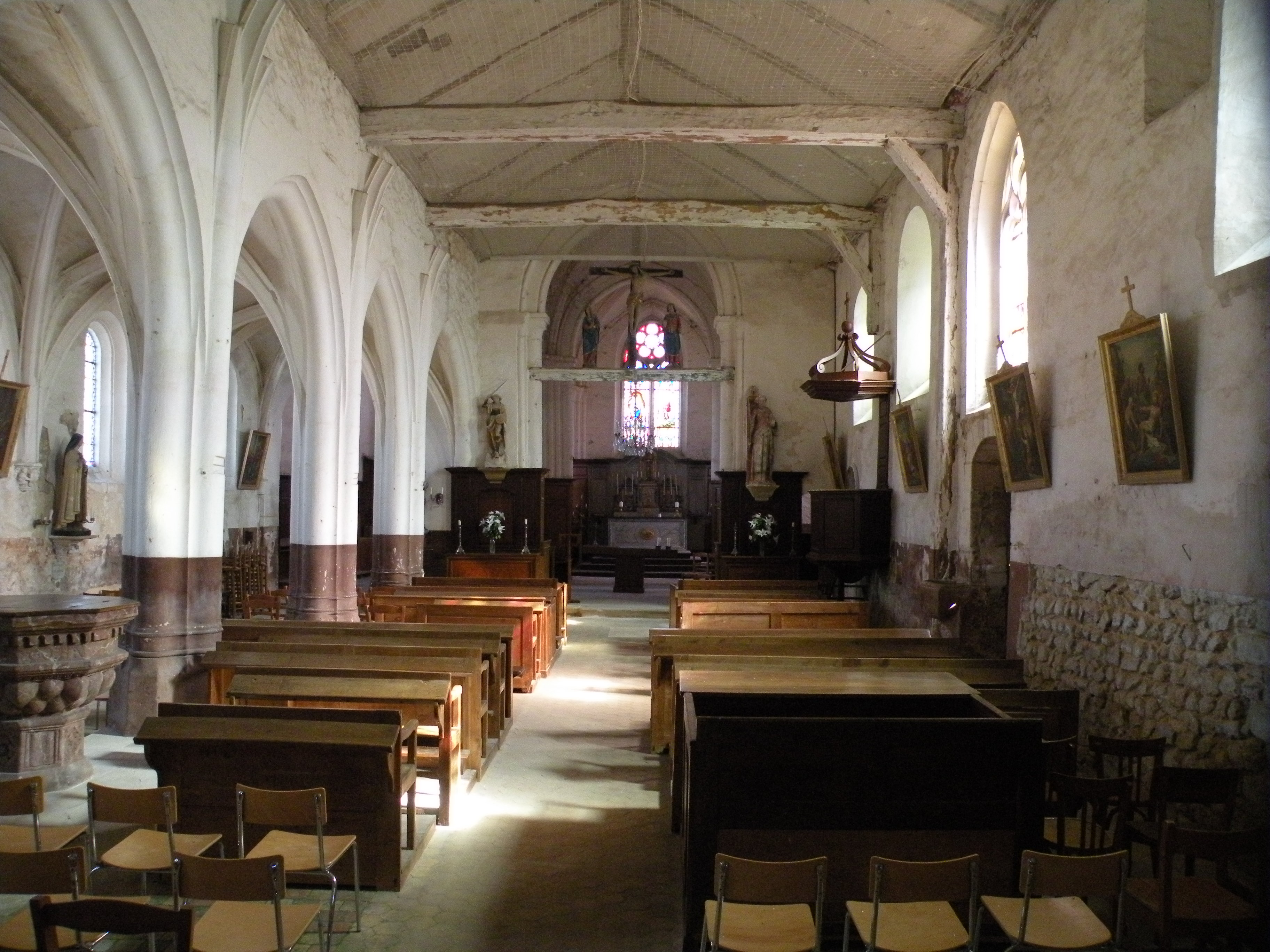
Vue intérieure générale.

La date de fondation de la paroisse n'est pas connue. Elle remonte tout au moins à la fin du XIe siècle, date des petites baies romanes de la nef de l'église, qui sont à ébrasement simple et claveaux simulés. Le saint patron de l'église est Martin de Tours. Sous l'Ancien Régime, la paroisse relève du doyenné de Magny-en-Vexin, de l'archidiaconé du Vexin français avec siège à Pontoise, et de l'archidiocèse de Rouen. Le collateur de la cure est l'abbé de Saint-Germer-de-Fly. L'église Saint-Martin n'est pas l'unique lieu de culte catholique de la commune. Il y a aussi la chapelle Saint-Jean-Baptiste au hameau du Boulleaume, qui date en partie du XIIIe siècle, et a été vendue à un particulier à la Révolution française, mais reste affectée au culte.

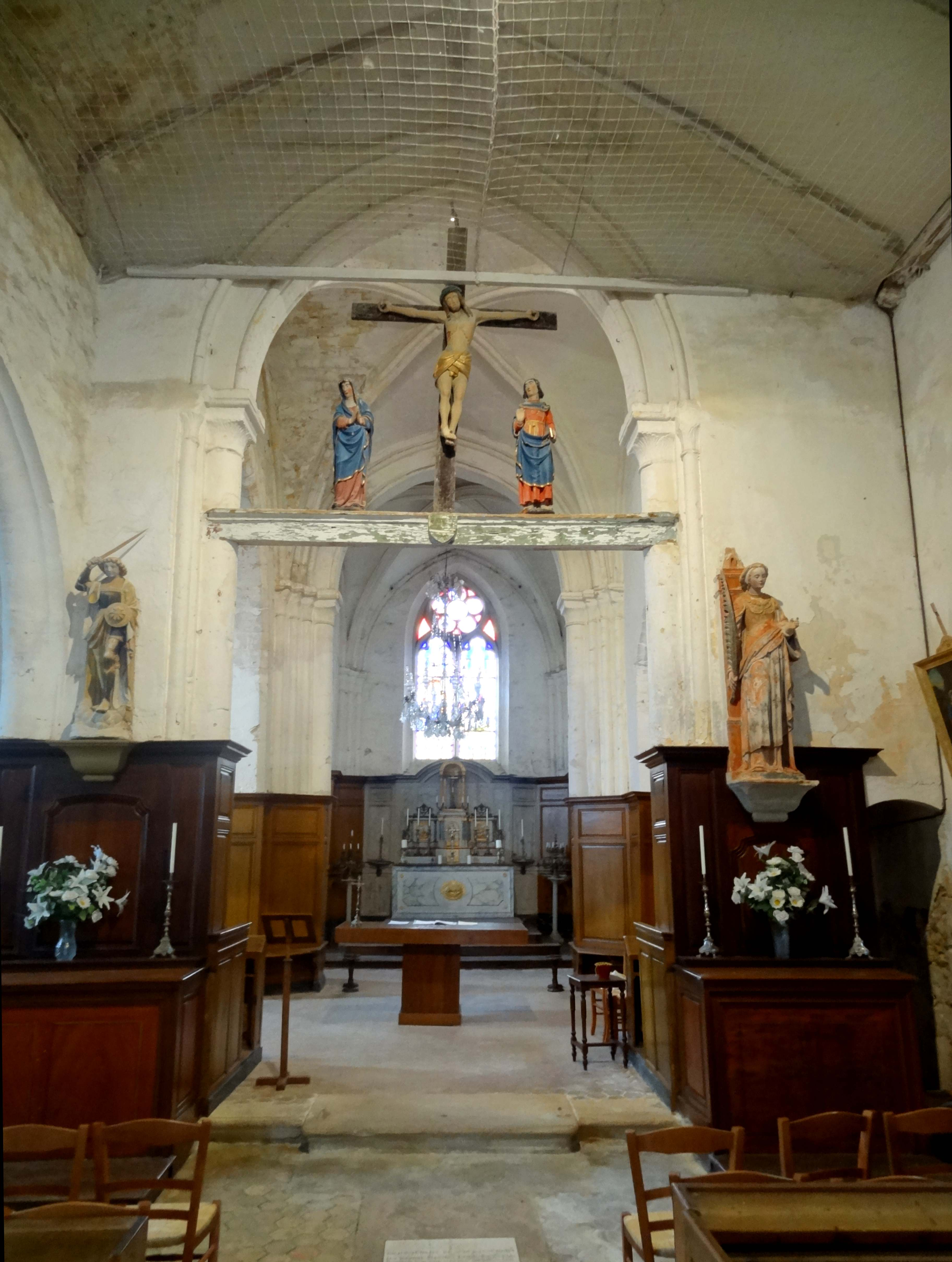
Nef, vue sur le chœur.

L'église primitive se compose d'une nef-grange assez spacieuse, mais peu élevée, sans bas-côtés, et d'un sanctuaire dont il n'est plus possible de reconstituer le plan. Dès la fin du XIe ou le tout début du XIIe siècle, la nef est exhaussée, comme le donne à penser une baie romane bouchée du côté sud, analogue à l'autre, mais située nettement plus haut. Peu avant le milieu du XIIe siècle, un nouveau portail est plaqué devant la façade, l'on y aménage un oculus entouré d'un cordon sculpté, et l'on élève un clocher de deux étages au sud du chœur. Sa base est voûtée d'ogives dès l'origine. Son second étage est octogonal, comme c'est le cas d'un certain nombre de clochers romans du Vexin et du Beauvaisis, et coiffé d'une pyramide de pierre. Jusqu'alors, les travaux visent à embellir l'église et à lui donner une belle allure. À partir de la seconde moitié du XIIe siècle, l'on commence à l'agrandir, tout d'abord en remplaçant le petit sanctuaire roman par un chœur gothique de deux travées au chevet plat. Au XIVe siècle, l'on ajoute une chapelle d'une travée dans l'angle entre clocher et chœur, puis un collatéral de deux travées au nord du chœur. À la même occasion, l'on remplace la baie du chevet gothique par une fenêtre au remplage rayonnant tardif, annonçant le style flamboyant, qui s'exprime déjà bien par le profil prismatique aigüe des ogives. Enfin, au second quart du XVIe siècle, la nef est pourvue d'un unique bas-côté du côté nord, dont l'on remarque la construction soignée. Elle est voûtée d'ogives, alors que la nef conserve son caractère rustique. Le millésime de 1544 gravé sur les fonts baptismaux placés au début du bas-côté, peut être considéré comme la date ultime de fin des travaux. Les fenêtres sont effectivement déjà en plein cintre, comme à la Renaissance.
Sous la Révolution française, l'organisation des diocèses est mise à plat, et l'ensemble des paroisses d'un département est désormais regroupé dans un seul diocèse, en l'occurrence le diocèse de Beauvais pour le département de l'Oise. L'archidiocèse de Rouen ne recouvre plus que le département de Seine-Maritime. Ainsi, le Vexin français se trouve réparti entre le diocèse de Versailles nouvellement érigé à la Révolution, et le diocèse de Beauvais. En son sein, la paroisse de Lierville dépend du doyenné de Chaumont-en-Vexin, qui existait déjà sous l'Ancien Régime, mais avec un territoire différent. En 1859, Jean-Baptiste Frion indique que la commune de Lierville ne possède pas de presbytère, mais ne précise pas comment est logé le curé. En 1967, la flèche du clocher s'effondre et est reconstruite à l'identique. Peu de temps après, l'édifice est inscrit monument historique par arrêté du 30 avril 1969. Les publications actuelles ne permettent pas de connaître l'année de l'affiliation de Lierville à la paroisse de Boubiers, qui est la dernière des villages environnants à conserver un prêtre résident, le père Seïté, jusqu'en 1992. Dans le cadre de la définition de quarante-cinq nouvelles paroisses à l'échelle du diocèse en 1996, motivée par le manque de prêtres, Lierville est rattachée à la paroisse Vexin-Sud. Au début de l'année 2015, les trois paroisses de Vexin-Nord, Chaumont-en-Vexin et Vexin-Sud fusionnent pour former la nouvelle paroisse Saint-François-d'Assise du Vexin, qui s'étend sur quarante-huit communes,. La célébration des messes dominicales a été suspendu en 2018, mais l'église reçoit néanmoins quelques célébrations particulières.

## Description

### Aperçu général

Plan de l'église.

Régulièrement orientée, l'église Saint-Martin se compose d'une nef-grange non voûtée de cinq travées barlongues, accompagnée d'un unique bas-côté au nord ; d'un chœur de deux travées se terminant par un chevet plat ; d'une base de clocher au sud de la première travée du chœur, et d'une chapelle d'une seule travée au sud de la deuxième travée, communiquant également avec la base du clocher ; ainsi que d'une chapelle de deux travées au nord du chœur, dans l'axe du bas-côté. Un étroit passage berrichon relie directement la nef à la base du clocher. La nef est recouvert d'un plafond lambrissé ; le reste de l'église est voûté d'ogives. Le clocher est flanqué au sud par une tourelle d'escalier biscornue. Il n'y a pas de sacristie. L'on accède à l'église par le portail occidental, par une petite porte au sud de la nef, ou par une petite porte au sud de la chapelle latérale sud. Le clocher est coiffé d'une pyramide de pierre sur plan octogonal. La nef est recouverte d'une toiture à deux rampants avec un pignon en façade, et le bas-côté, d'un toit en appentis prenant appui contre la toiture de la nef. Les trois vaisseaux des parties orientales disposent chacun d'un toit en bâtière indépendant, ce qui donne une enfilade de trois pignons au chevet.

### Intérieur

#### Nef et bas-côté

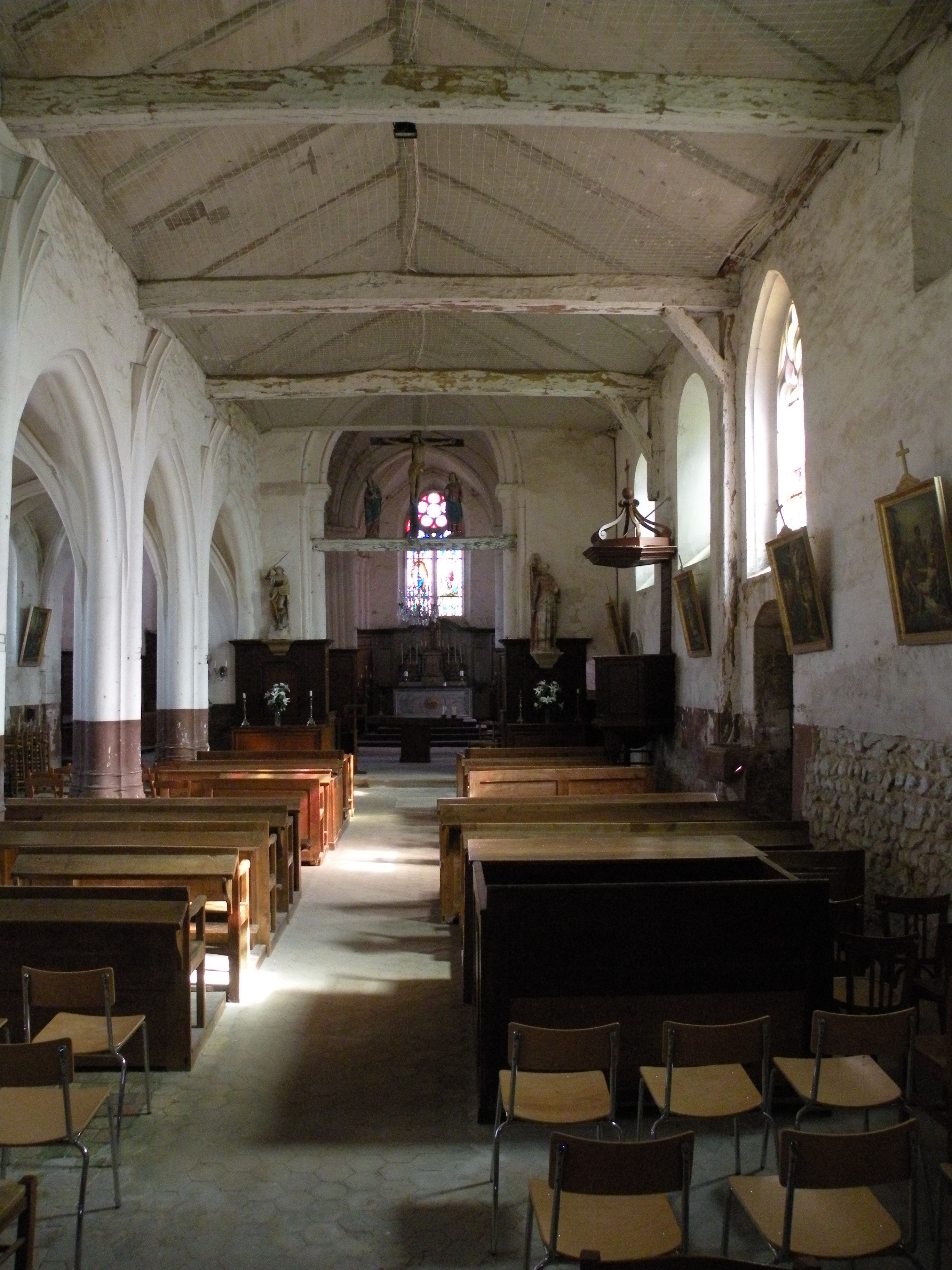
Nef, vue vers le chœur.

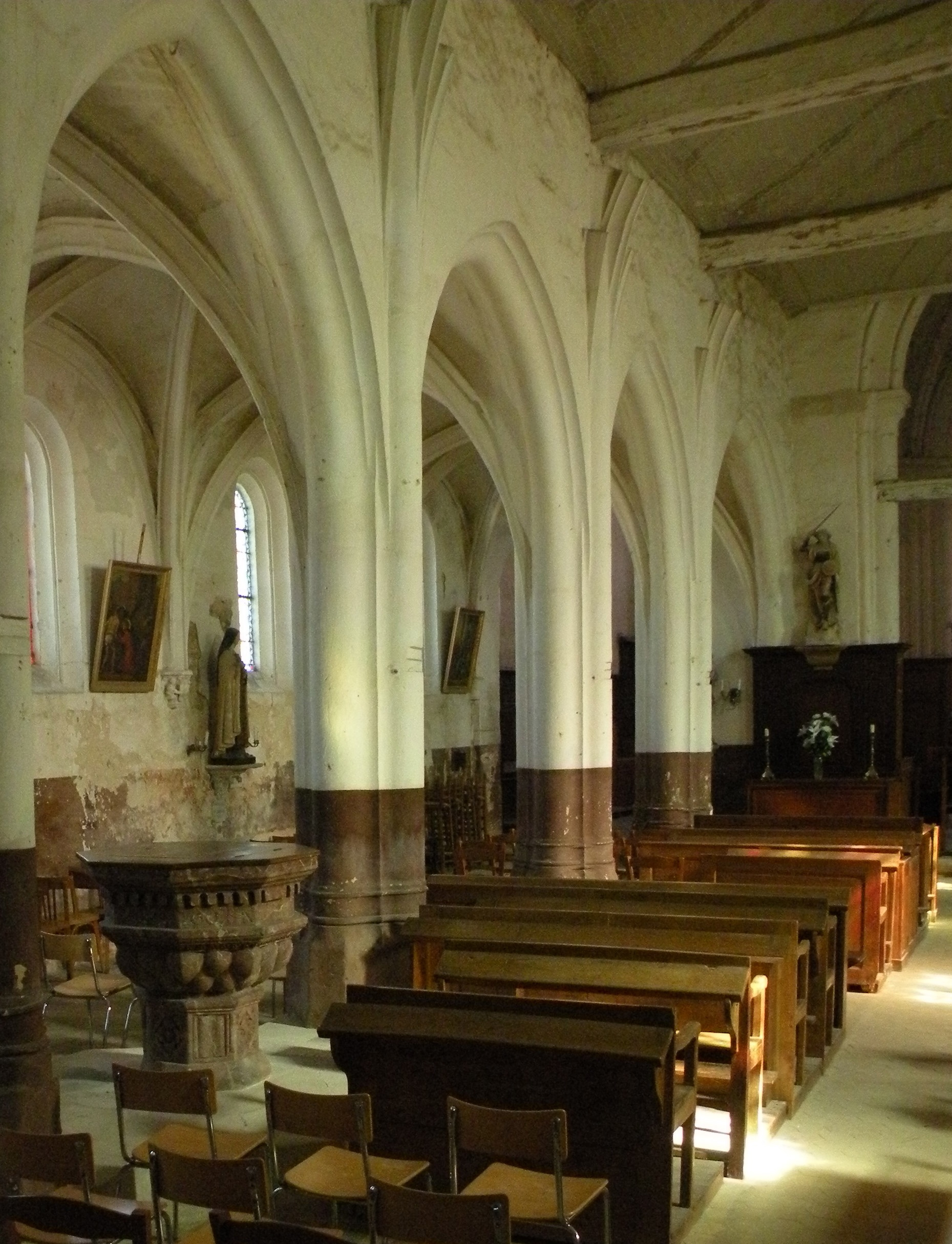
Grandes arcades du nord.

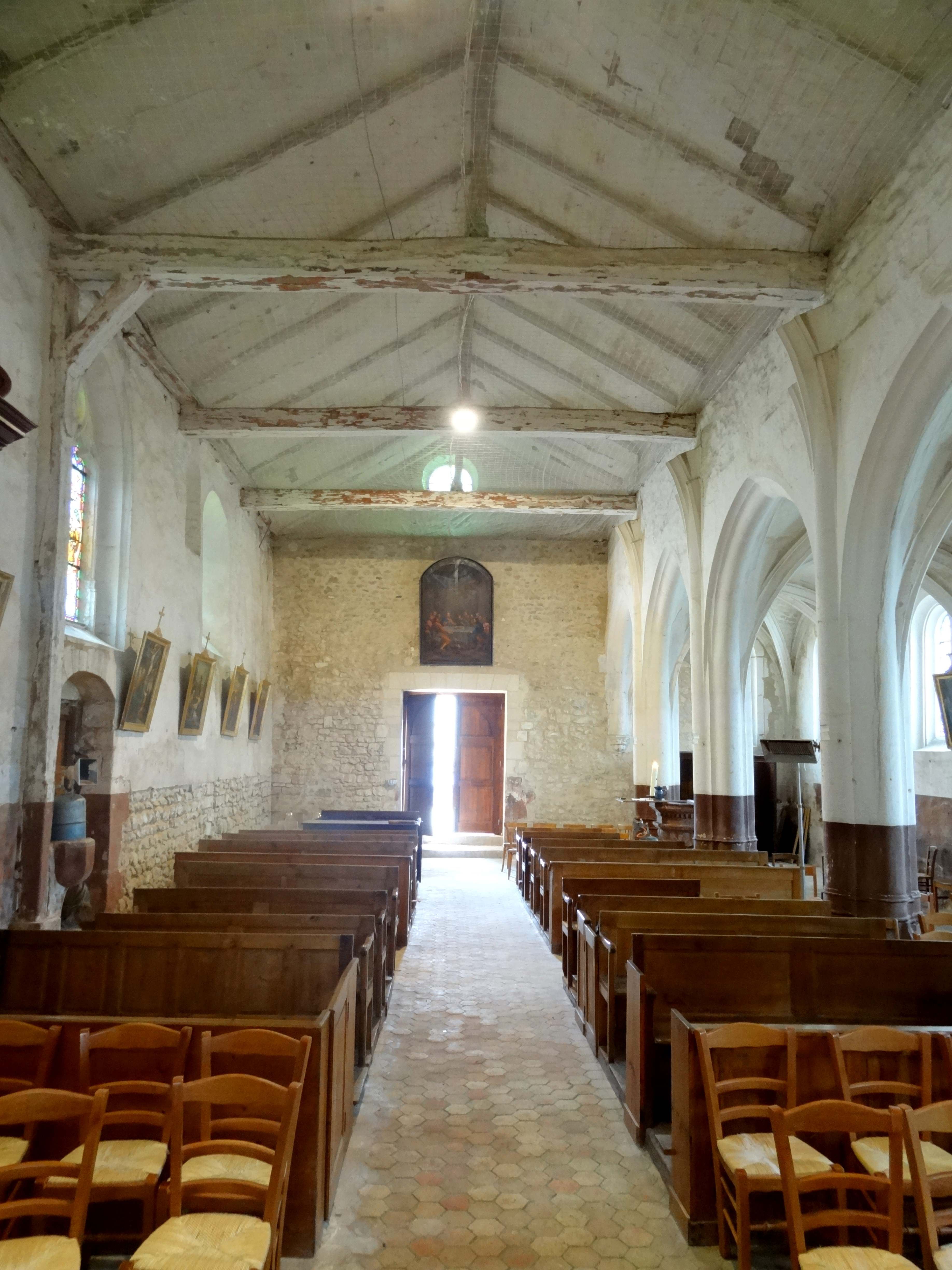
Nef, vue vers l'ouest.

L'intérieur de l'église est entièrement badigeonné de blanc. Au sud de la nef, l'appareil de petits moellons a toutefois été mis à nu en bas du mur, et l'enduit a également été enlevé au revers de la façade. Le mur gouttereau sud du XIe siècle présente un aspect des plus hétérogènes. Au milieu, le petit portail latéral en anse de panier s'ouvre dans le soubassement d'une fenêtre au remplage gothique flamboyant, qui a dû être aménagée à l'occasion de la construction des grandes arcades vers le bas-côté, ou un peu avant. Son pourtour est mouluré d'une fine moulure concave et d'une large gorge, et son réseau est formé par deux lancettes à têtes trilobées surmontées de deux soufflets dissymétriques accouplés entre deux étroites mouchettes. Trois baies en plein cintre irrégulièrement réparties ont été percées dans le mur bien après la construction de la nef, deux à gauche et une à droite du portail. Les deux baies voisines du portail sont de dimensions identiques ; celle située le plus à gauche (soit à l'est) est un peu plus petite. Immédiatement à gauche de la baie à droite du portail (ou de la baie la plus proche de la façade), l'ébrasement de la baie romane ajoutée à l'occasion de l'exhaussement de la nef subsiste toujours. Quant au mur occidental, il est dénué d'intérêt : le portail roman s'ouvre, contre toute attente, sous un linteau horizontal moderne ; le pourtour de l'oculus n'est pas décoré ; et il n'y a pas de traces visibles des modifications subies au fil du temps. L'on note seulement que le mur se retraite à la naissance du pignon. Le plafond n'évoque pas davantage le style roman. Il s'agit d'une charpente ordinaire, dont le revers est lambrissé et plâtré, sans dissimuler les fermes. Les différents éléments ne sont ni sculptés ni moulurés, et les entraits sont même assez sommairement équarris. Comme particularité, la panne du côté sud est soutenue par plusieurs poutres moyennant des contrefiches, et ceci pour remédier à la solidité insuffisante du mur. L'on trouve le même procédé dans la nef de Saint-Félix.
Si la nef n'est malgré tout pas dépourvue d'une certaine élégance, c'est grâce à l'arc triomphal ouvrant sur le chœur, faisant partie de la campagne de construction de celui-ci, et aux grandes arcades qui établissent la communication avec le bas-côté. Probablement construites moyennant une reprise en sous-œuvre du mur gouttereau nord de la nef, afin de conserver la toiture et assurer la continuité du culte, elles sont au nombre de cinq, une de plus que le chiffre le plus habituel de quatre, et de belle facture. L'on ne s'est effectivement pas contenté de percer des arcades dans le mur préexistant et de les retailler avec des facettes concaves, comme par exemple à Saint-Clair-sur-Epte, mais on les a construites de toutes pièces. Elles sont en tiers-point, et atteignent les quatre cinquièmes de la hauteur du mur. Leur profil d'un large boudin en double doucine, encadré de deux fines moulures concaves, est une déclinaison du profil le plus répandu dans la région pour les grandes arcades à la période flamboyante. En l'occurrence, le boudin est plus large qu'à l'accoutumée, et la doucine faiblement prononcé, de sort à prêter confusion avec un profil en demi-cercle. Le boudin retombe jusqu'au sol, mais non les moulures concaves, qui cèdent la place à des arêtes vives, avec lesquelles elles s'interpénètrent. Avec les boudins correspondant à la retombée des nervures des voûtes du bas-côté et de la nef, dont ces dernières n'ont finalement jamais été construites, l'on obtient des piliers symétriques. Selon Monique Richard-Rivoire, l'arête saillante permet d'obtenir un effet de brisure de lumière beaucoup plus heureux qu'avec les piliers ondulés ordinaires. Elle fait le rapprochement avec les piliers de Guiseniers, Jambville, Oinville-sur-Montcient, Notre-Dame-de-l'Isle et Vaudancourt. Il n'est pas sans intérêt d'observer qu'à Jambville, Oinville et Vaudancourt, l'on ajouta également un unique bas-côté flamboyant à côté d'une nef ancienne, dont on prévoyait le voûtement en même temps, de même qu'à Arthies, Boury-en-Vexin et Pressagny-l'Orgueilleux. Le XVIe siècle est également riche en projets de voûtement restés sans suite, comme le montrent les départs d'ogives à Avilly-Saint-Léonard, Brignancourt, Marolles, Remy, Vauréal, etc.
Les bases des piliers se composent d'un filet, d'une baguette, d'un large méplat et d'une autre baguette. Immédiatement en dessous des bases, les socles épousent le plan des piliers, puis transitent rapidement vers un plan octogonal. Les faces obliques des socles sont plus larges que celles tournées vers les points cardinaux. À propos, Monique Richard-Rivoire commente : « Le souci des artistes semble avoir été de rechercher la difficulté ; ils ont souvent poussée la complication jusqu'à établir à des niveaux différents les bases des divers éléments de la pile : ainsi à Bennecourt et à Lierville ». C'est le cas du troisième et du quatrième pilier, où les bases des arêtes saillantes sont situées en dessous de celles des renflements. Au début des arcades, dans l'angle nord-ouest et le long du mur gouttereau nord du bas-côté, le maître d'œuvre à tout au contraire opté pour un parti plus simple, à savoir la retombée des nervures des voûtes sur des culs-de-lampe, mais ce n'est pas pour autant qu'il a fait l'économie de formerets ou de la sculpture. Les culs-de-lampe ont des tailloirs à angles abattus, qui s'apparentent à des tablettes biseautées garnies d'un tore. Dans certains cas, le tore a disparu ; dans d'autres cas, le biseau est intégré dans la corbeille. Au nord du premier arc-doubleau, il prend même la forme d'une gorge, et accueille un rang de fleurettes. Les motifs des corbeilles sont des feuilles grasses ; une tête humaine ; une tête humaine entre deux consoles et deux autres têtes flanquant la corbeille ; plusieurs personnages en pied ou assis, malheureusement tous martelés ; deux anges tenant un écusson ; et deux anges présentant un livre ouvert, motif qui revient à Amfreville-sous-les-Monts. Les clés de voûte offrent également une certaine variété, mais sont pour la plupart incomplètes. Sauf dans la troisième travée, où l'on voit un écusson entouré d'une guirlande, il s'agit généralement de roses entourées de découpages flamboyants. Un exemplaire presque intact est conservé dans la deuxième travée, et celle de la dernière travée est plus qu'à moitié complet. Dans la première et la quatrième travée, ne subsiste plus que la rose. Pour venir au profil des ogives et doubleaux, il se compose d'un filet entre deux moulures concaves de face, et une face oblique de chaque côté, reliée par une gorge à un filet saillant qui dégage les ogives des voûtains. C'est une variante du profil adopté pour la quasi-totalité des voûtes flamboyantes du Vexin, alors que des profils différents existent dans le Beauvaisis et le nord de l'Île-de-France historique. Conformément à l'usage à l'époque, les formerets correspondent à la moitié des ogives.

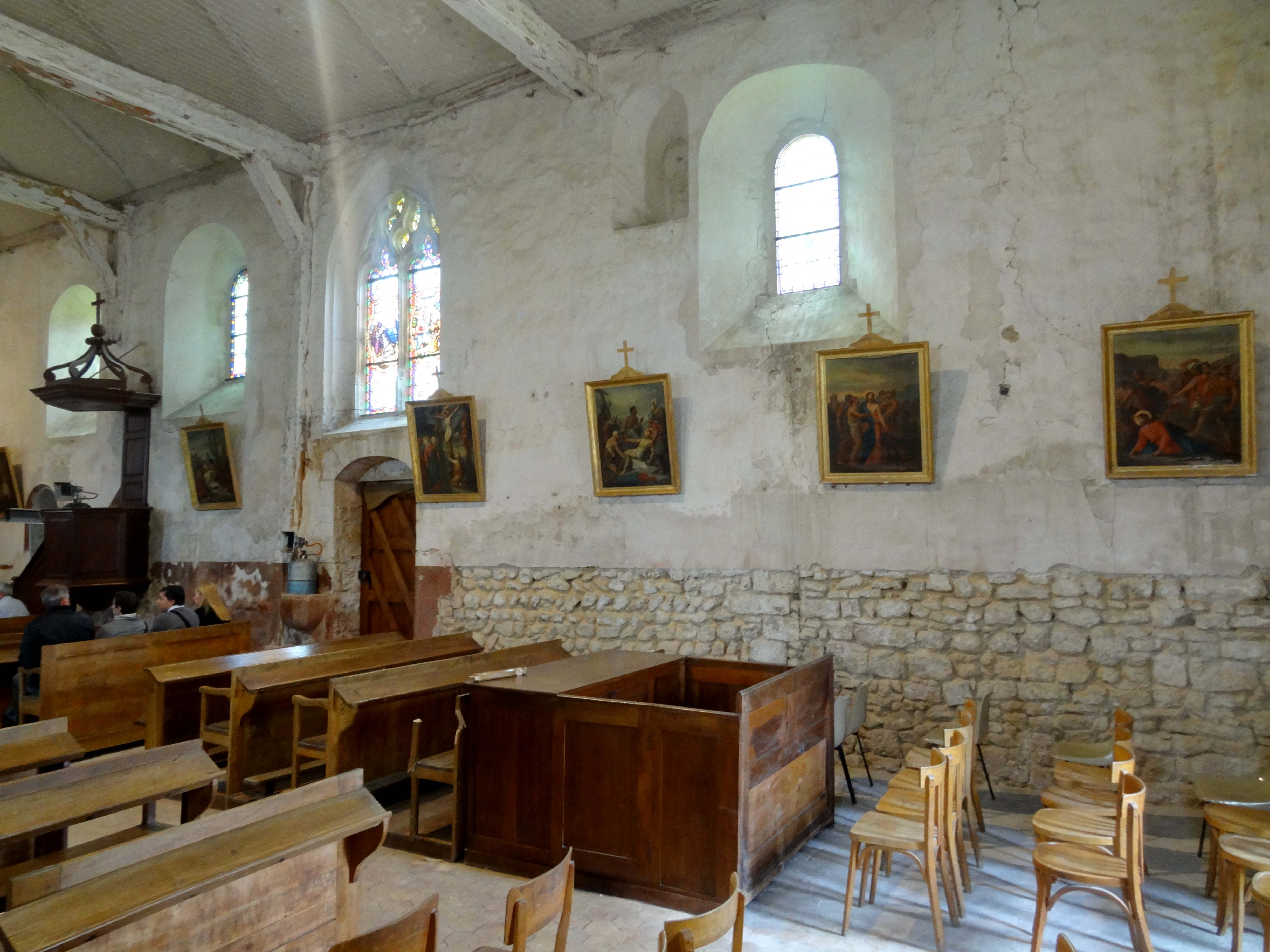
Mur gouttereau sud.
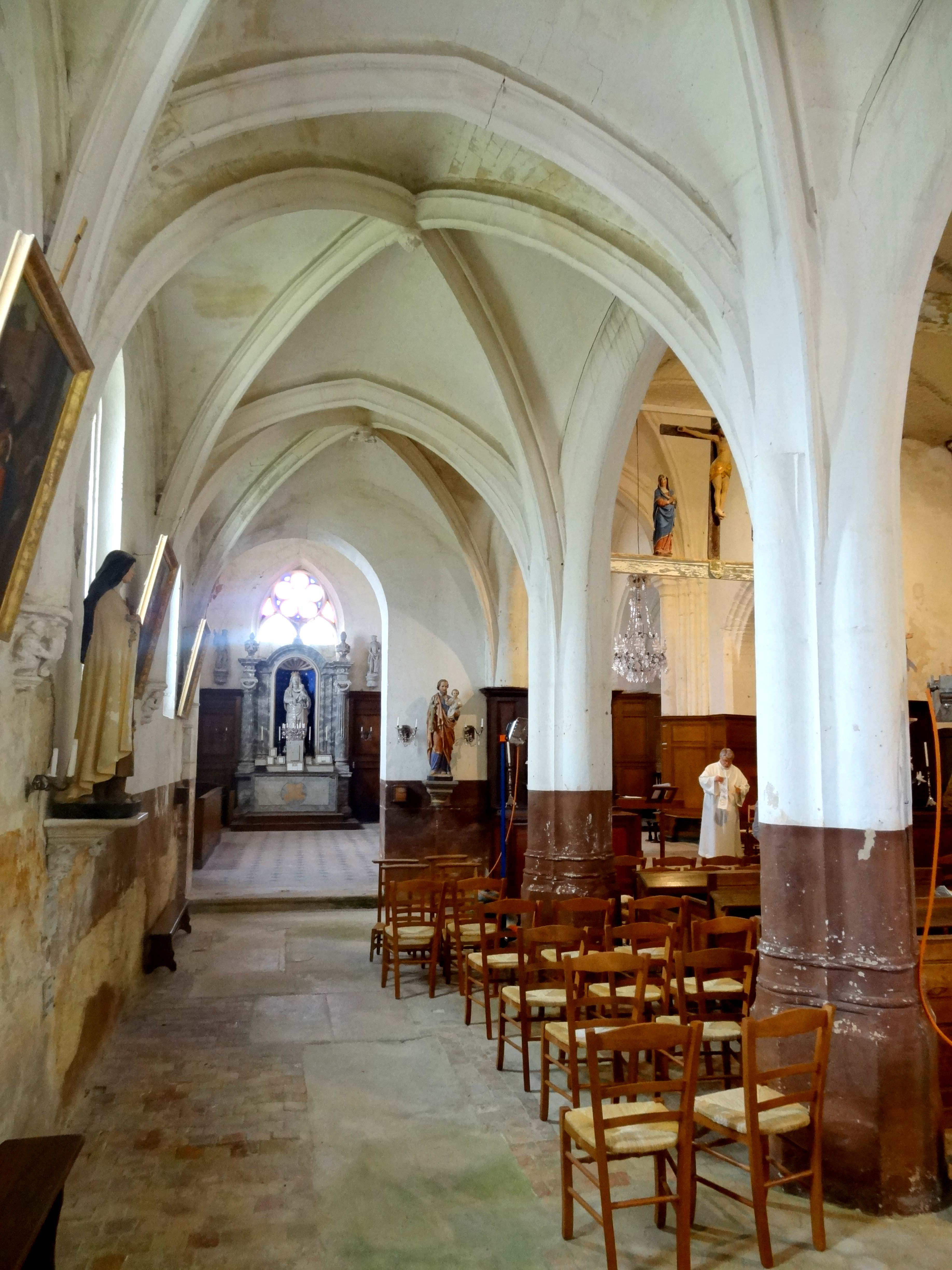
Bas-côté nord, vue vers l'est.
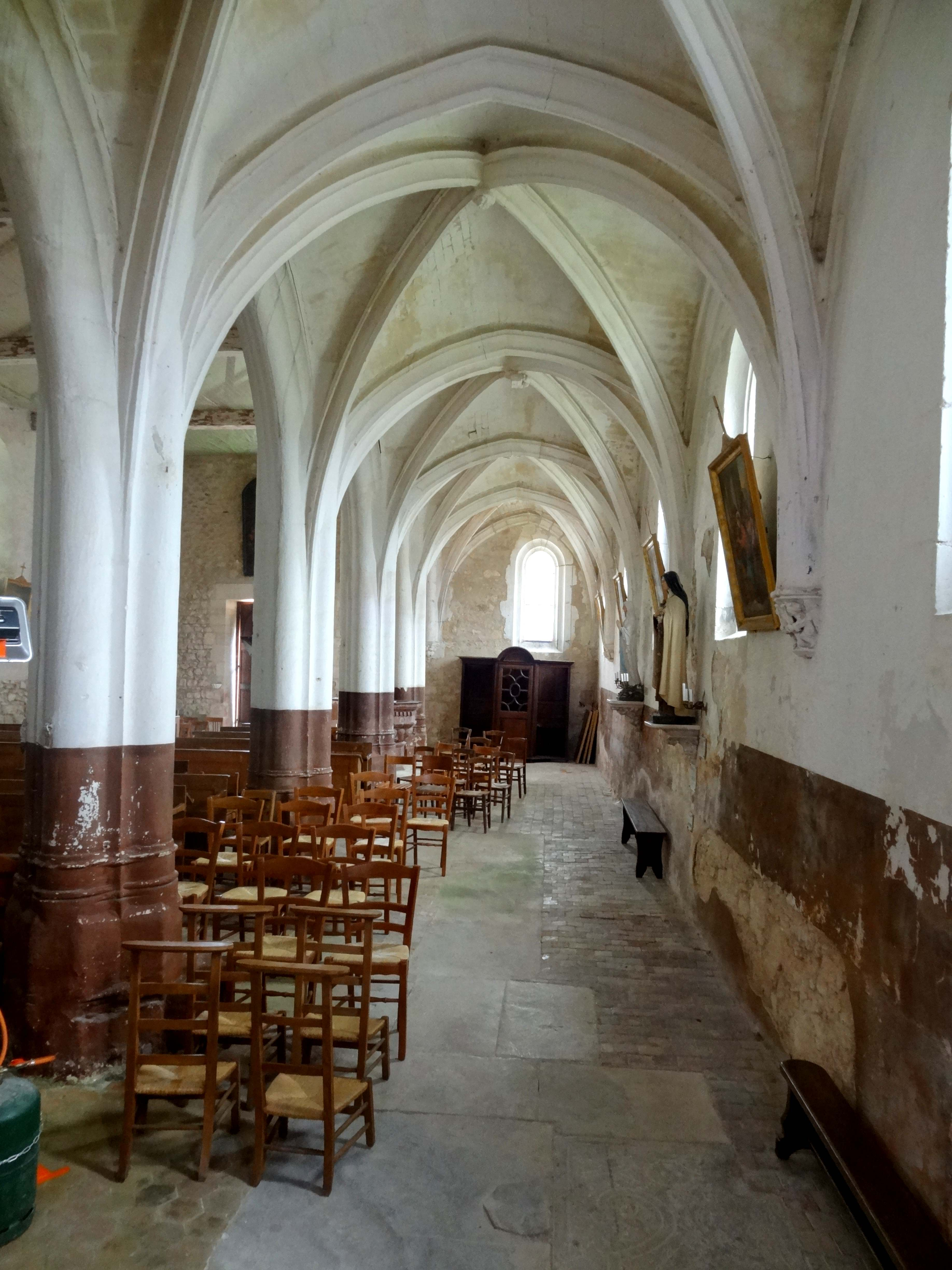
Bas-côté nord, vue vers l'ouest.
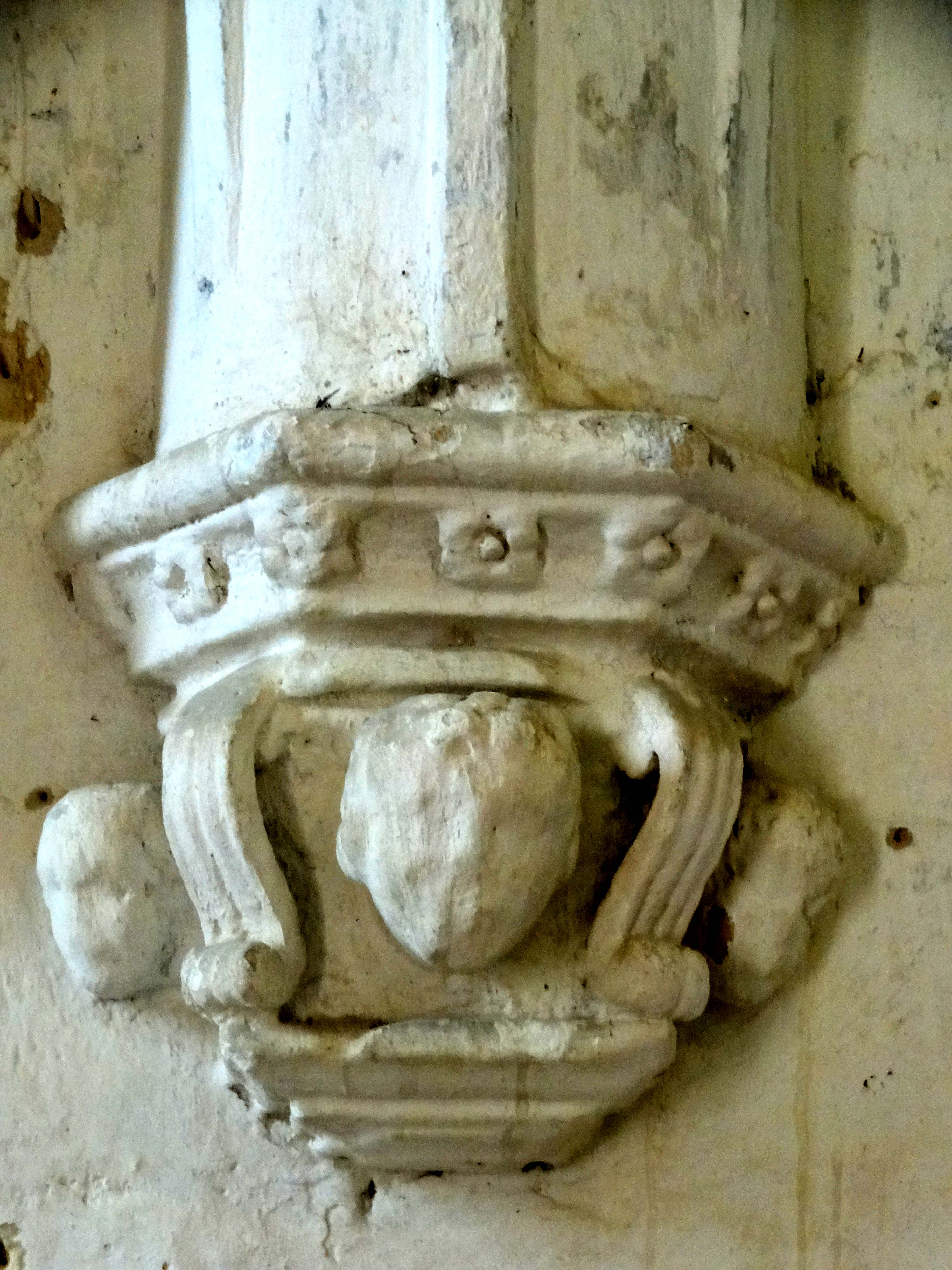
Bas-côté, cul-de-lampe du 1er doubleau.
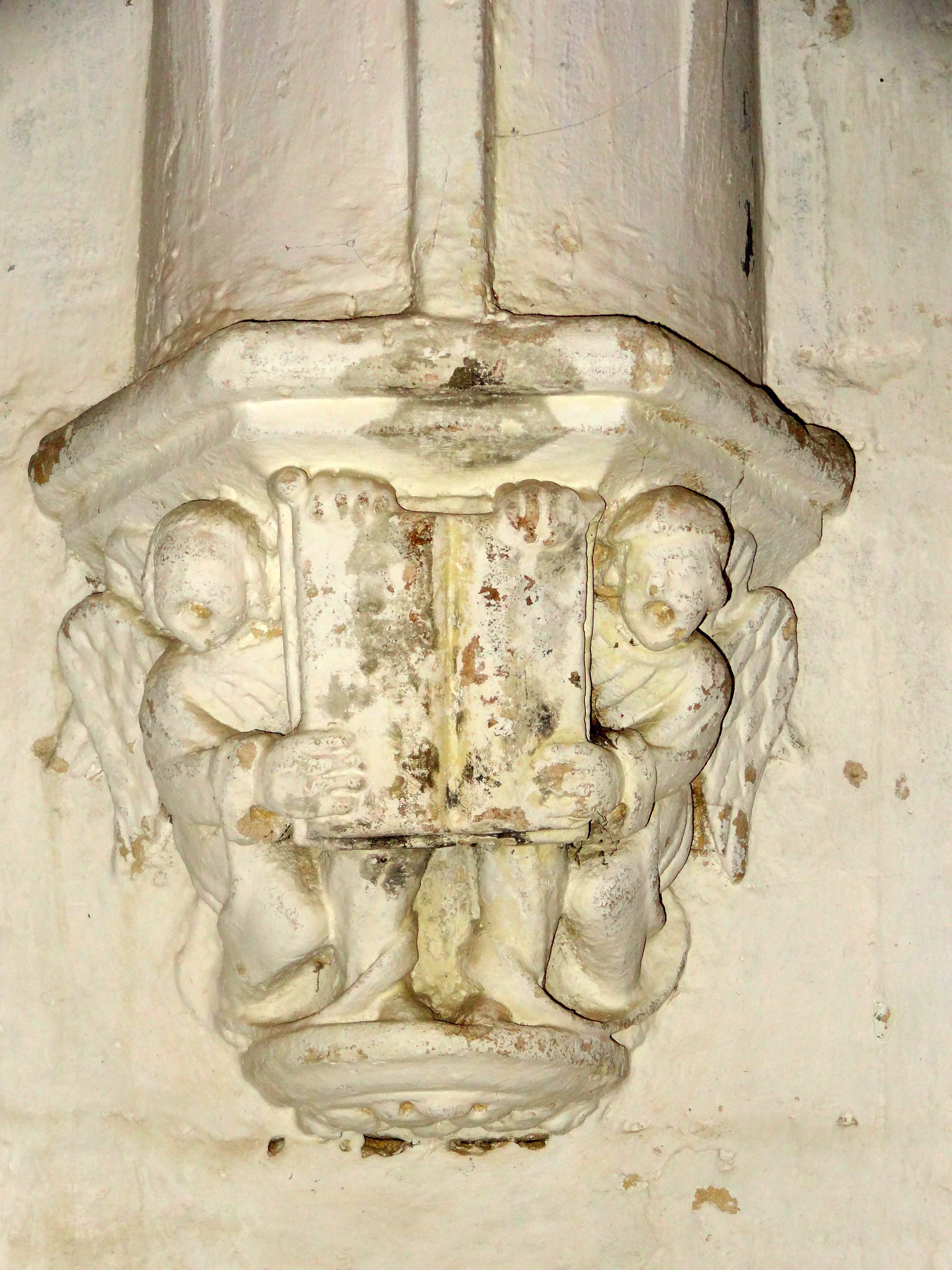
Bas-côté, cul-de-lampe du 4e doubleau.
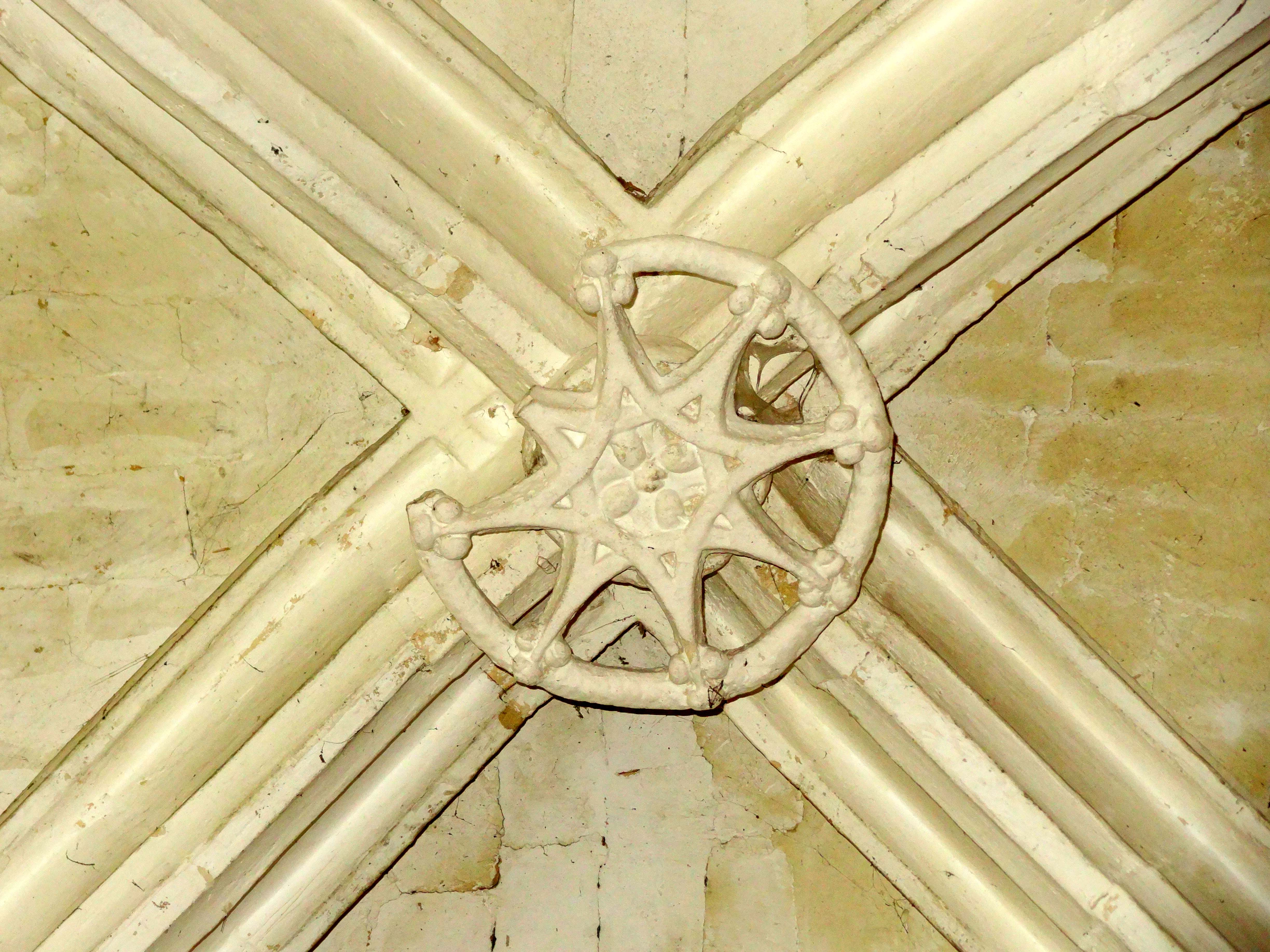
Bas-côté, clé de voûte de la 2e travée.

#### Base du clocher

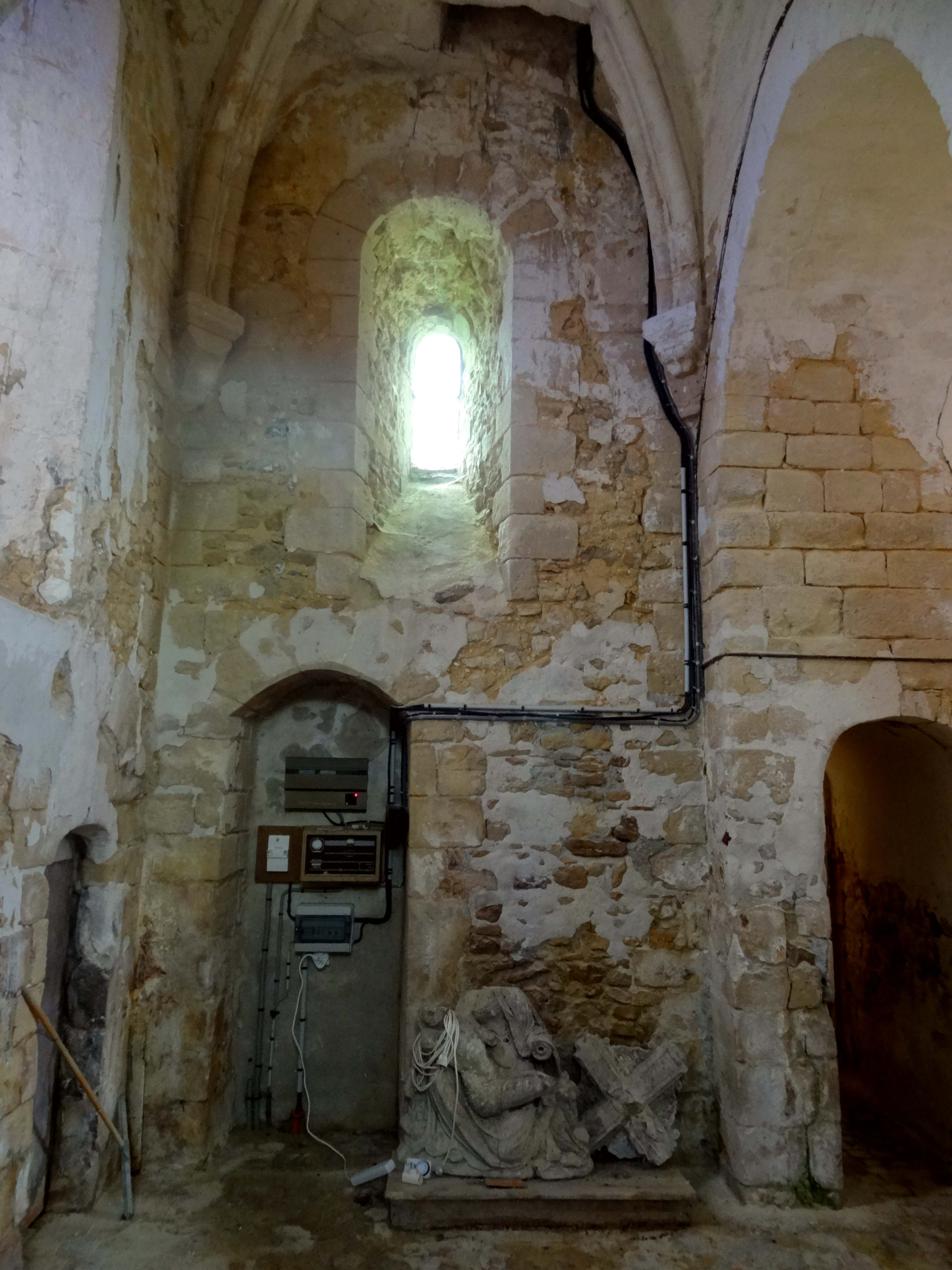
Base du clocher, vue vers l'ouest.

Dans les églises à nef unique, la nef est presque toujours plus large que le chœur. Quand le chœur est équipé de chapelles latérales, ou quand sa première travée est transformée en croisée du transept par l'ajonction de croisillons, des passages berrichons sont généralement aménagés entre la nef et les nouvelles travées, afin que les fidèles puissent les atteindre sans traverser le sanctuaire, traditionnellement fermée par des grilles ou balustrades. En l'occurrence, le clocher occupe l'emplacement d'un croisillon sud, comme à Acy-en-Multien, Cramoisy, Fontenay-en-Parisis, Frouville, Goussainville et Nesles-la-Vallée, sans tenir compte des églises où le vaisseau central primitif a été déclassé en collatéral par l'adjonction d'une nef plus vaste. La règle dans le Vexin est le clocher central. D'autres exemples de passages berrichons dans la région sont Ableiges, Arthies, Belle-Église, Brignancourt, Delincourt, Heilles, Marquemont, Moussy, Nogent-sur-Oise, Villers-sous-Saint-Leu et Saint-Martin-des-Champs, à Paris. Souvent, il n'y a qu'un unique passage berrichon, car le chœur n'est pas situé dans l'axe de la nef, ce qui ne laisse pas assez de place de l'autre côté, comme c'est aussi le cas à Lierville. Une particularité à Lierville est que le passage berrichon n'aboutit pas tout à fait dans la base du clocher, mais dans l'épaisse arcade en arc brisé qui la fait communiquer avec le chœur. Cette arcade n'est moulurée que du côté chœur, et il n'est pas assuré qu'elle date d'origine, car le plein cintre règne sur tout le reste du clocher.
L'arcade vers la chapelle latérale sud du XIVe siècle est en plein cintre, contrairement à l'usage à cette époque, et retombe sur un imposte sous la forme d'une tablette biseautée du côté sud. Au nord, l'on trouve un imposte situé plus haut, dont seule l'amorce est moulurée. On peut signaler dans le même contexte les deux fenêtres en plein cintre de moyennes dimensions, fortement ébrasées, dont celle du sud est désaxée vers l'est afin de tenir compte de la présence de la cage d'escalier hors œuvre. On y accède par une porte en anse de panier depuis l'intérieur. Une porte bouchée existe par ailleurs du côté ouest. Le principal intérêt de la base du clocher réside cependant dans sa voûte d'ogives en plein cintre archaïque, sans formerets, retombant sur les tailloirs de quatre culs-de-lampe implantés à 45° face aux ogives. La dimension restreinte des bases des clochers en fait un terrain d'expérimentation idéal pour le voûtement d'ogives précoce, dès les années 1110 à Acy-en-Multien. Un certain nombre de bases de clocher vexinois sont ainsi voûtées d'ogives dès la période romane tardive ou le milieu du XIIe siècle, dont Cergy, Courcelles-sur-Viosne, Frémécourt, Frouville, Hardricourt, Limay et Nesles-la-Vallée. À Frouville aussi, les ogives sont reçues sur des culs-de-lampe implantés de biais, mais leur profil est rudimentaire, et les culs-de-lampe sont seulement décorés de moulures. À Lierville, les ogives accusent une fine arête entre deux tores, ce qui est l'un des profils les plus fréquents sous la première période gothique, et sous des tailloirs assez divers, les corbeilles affichent une tête grimaçante crachant des rinceaux ; un personnage ; un atlante comme on en voit en plusieurs exemplaires à Bury, Cambronne-lès-Clermont, Saint-Étienne de Beauvais et Saint-Germer-de-Fly. Une seule des corbeilles se contente d'un décor de moulures. Il n'y a pas de clé de voûte sculptée, mais l'on devine l'arrachement d'une petite rosace d'un diamètre moitié inférieur à celui des ogives.

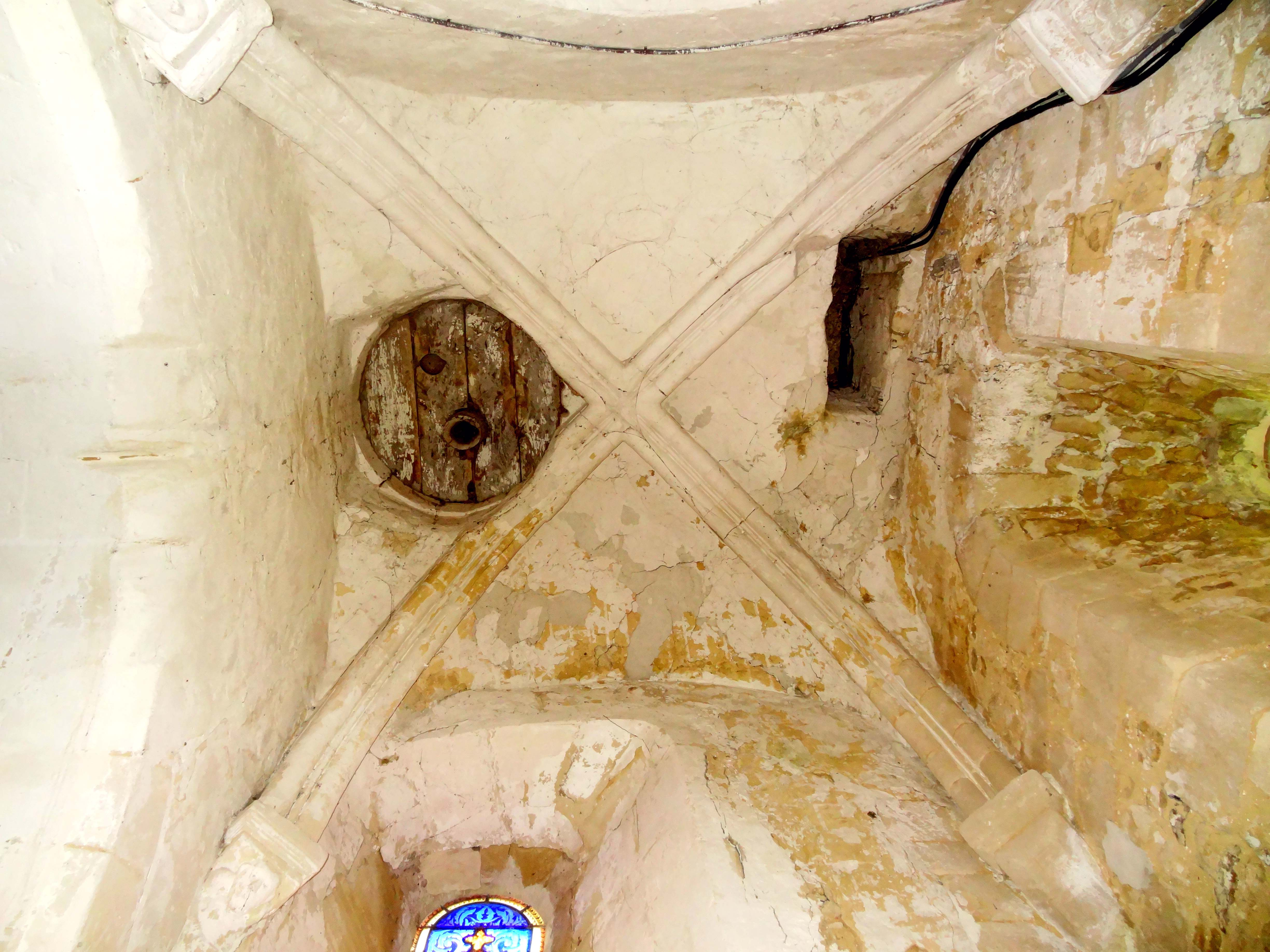
Voûte d'ogives.
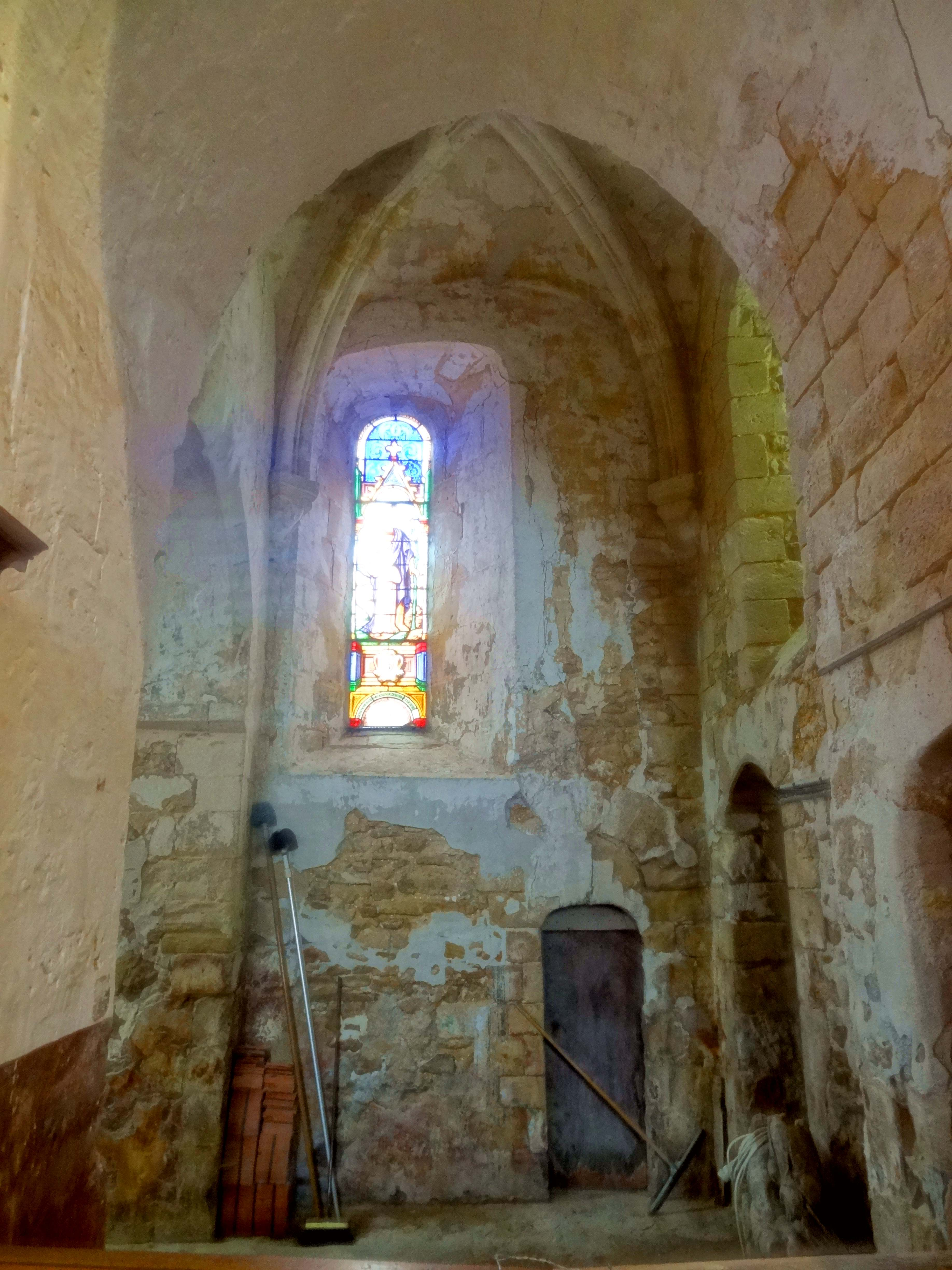
Vue vers le sud.
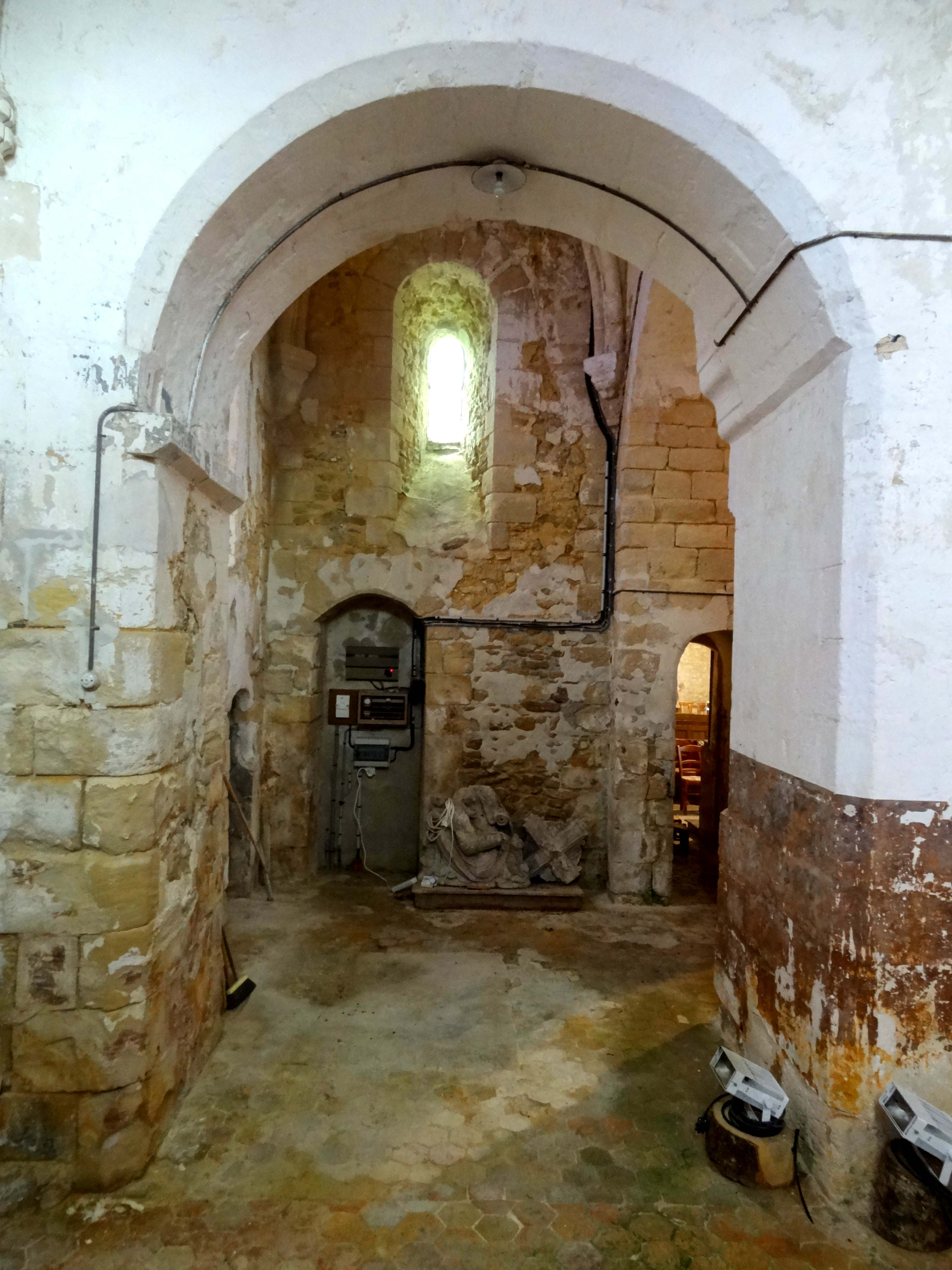
Vue depuis la chapelle sud.
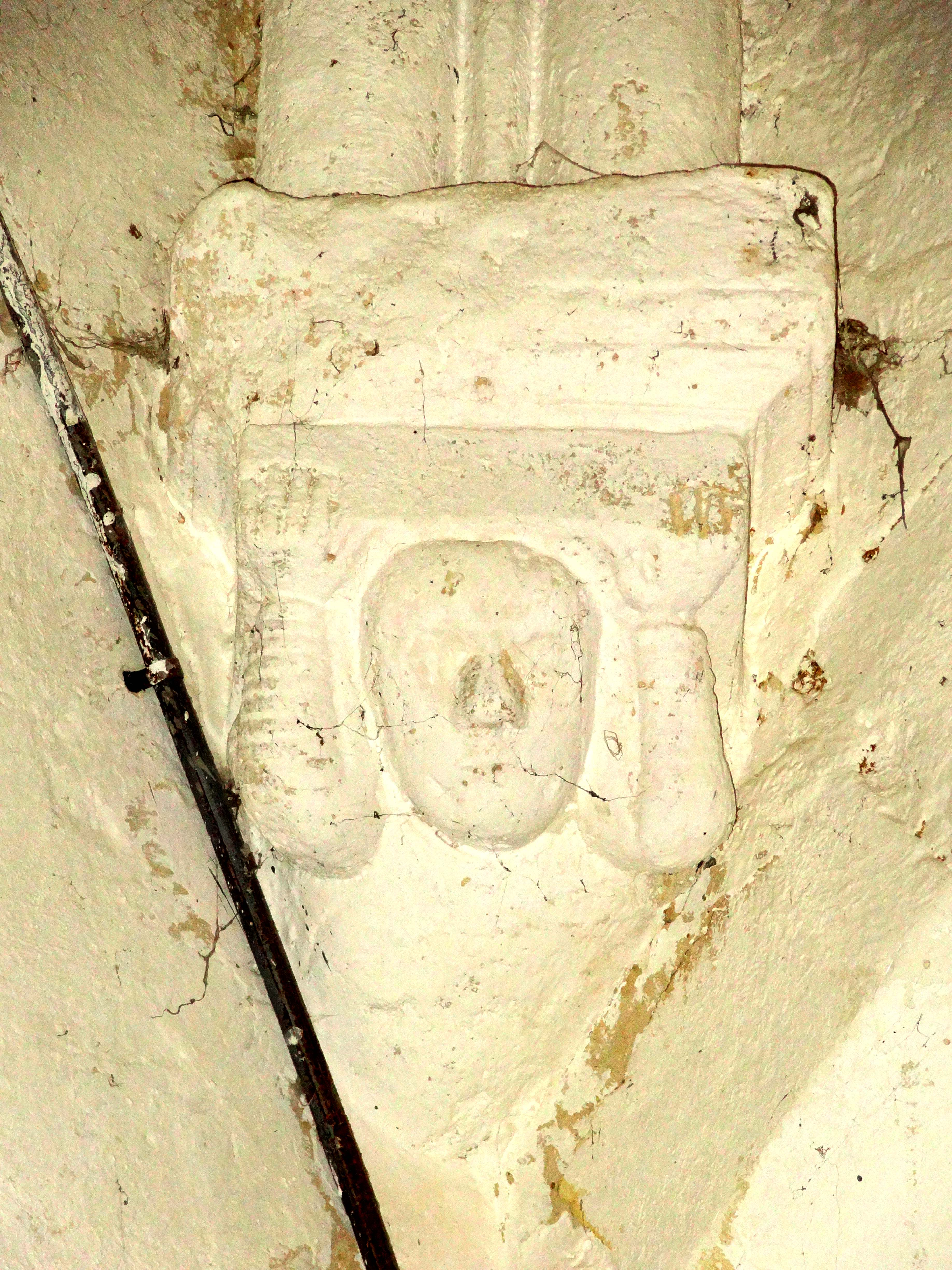
Cul-de-lampe dans l'angle nord-est.
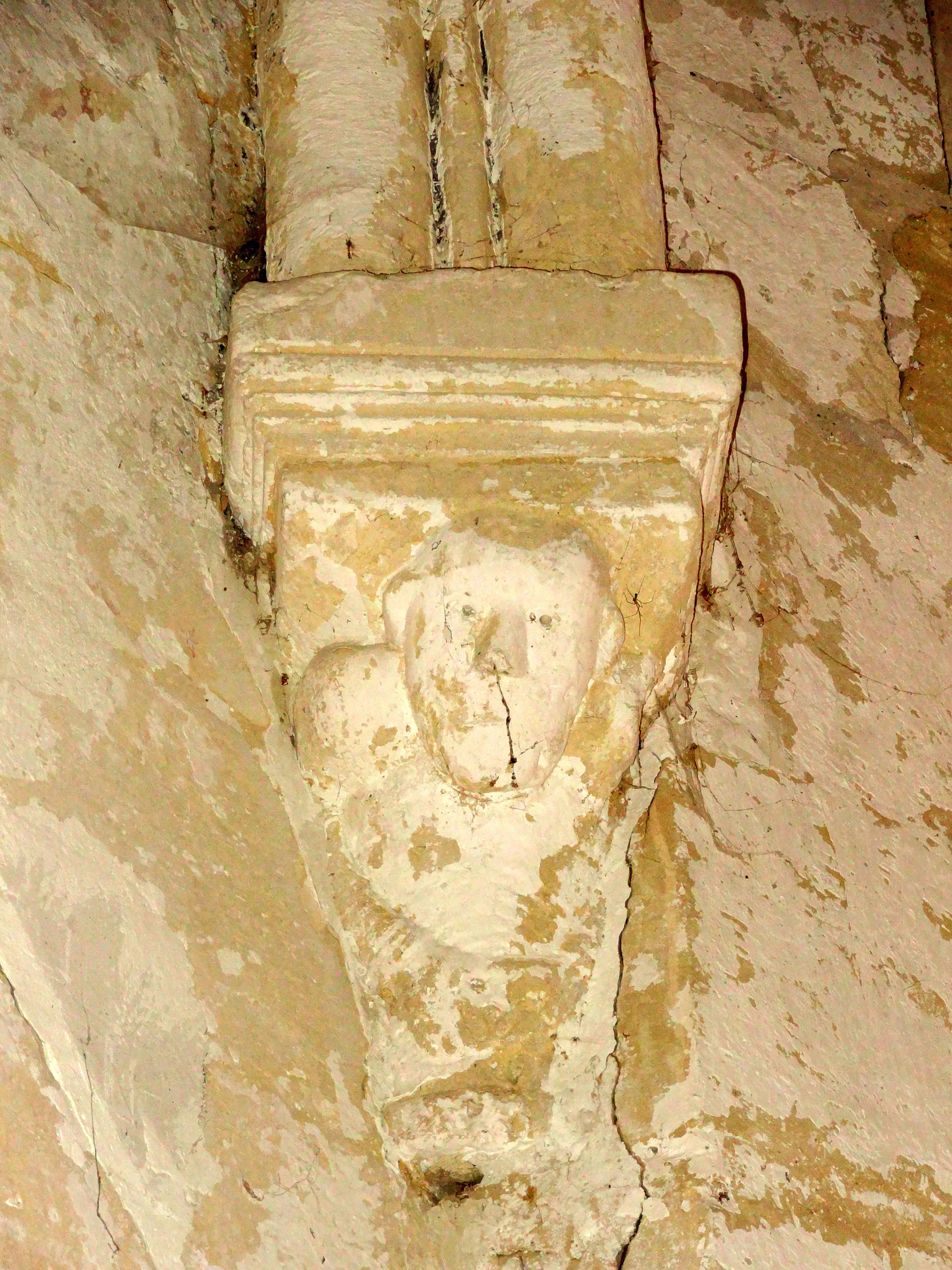
Cul-de-lampe dans l'angle sud-est.
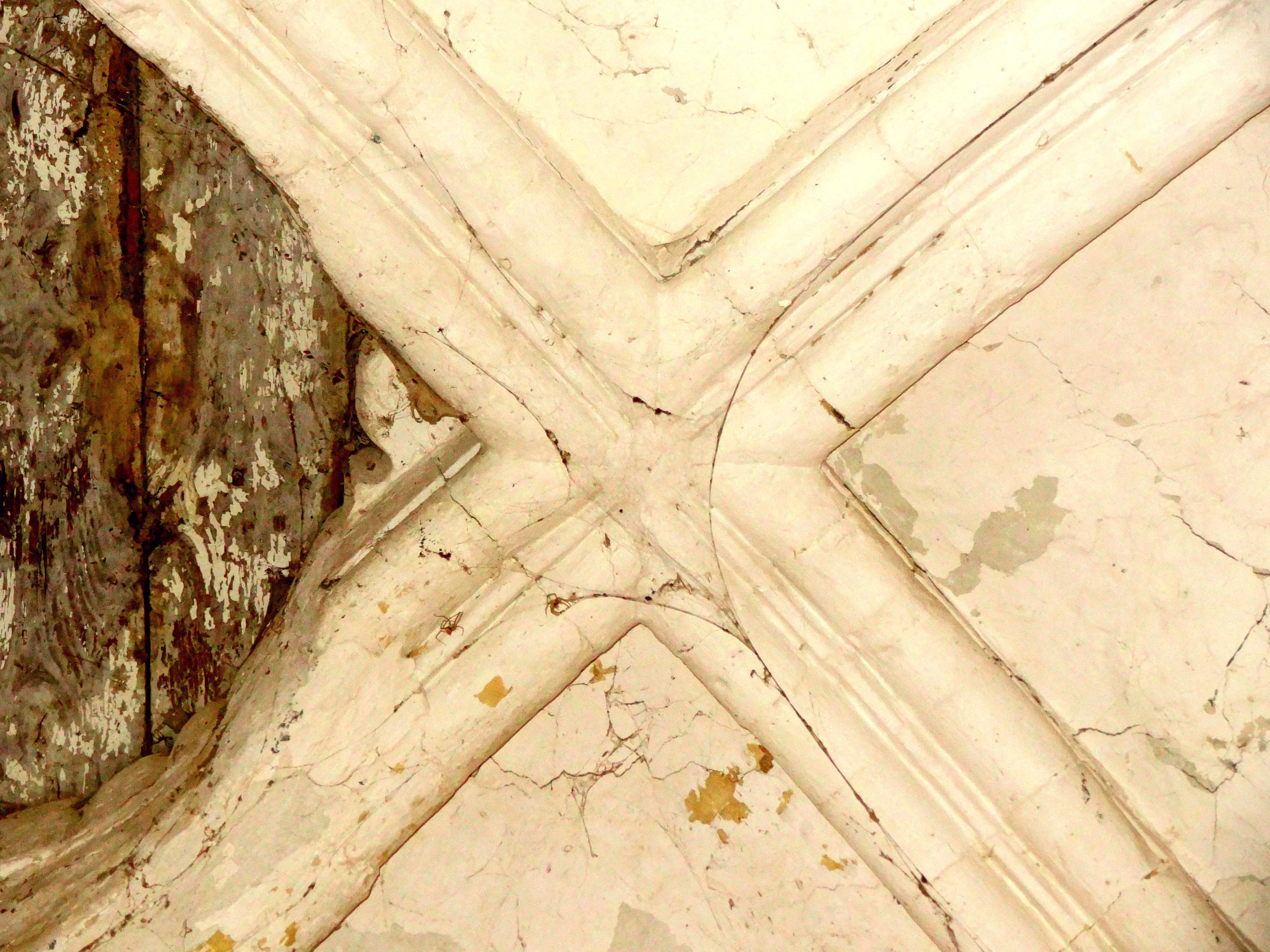
Clé de voûte.

#### Chœur

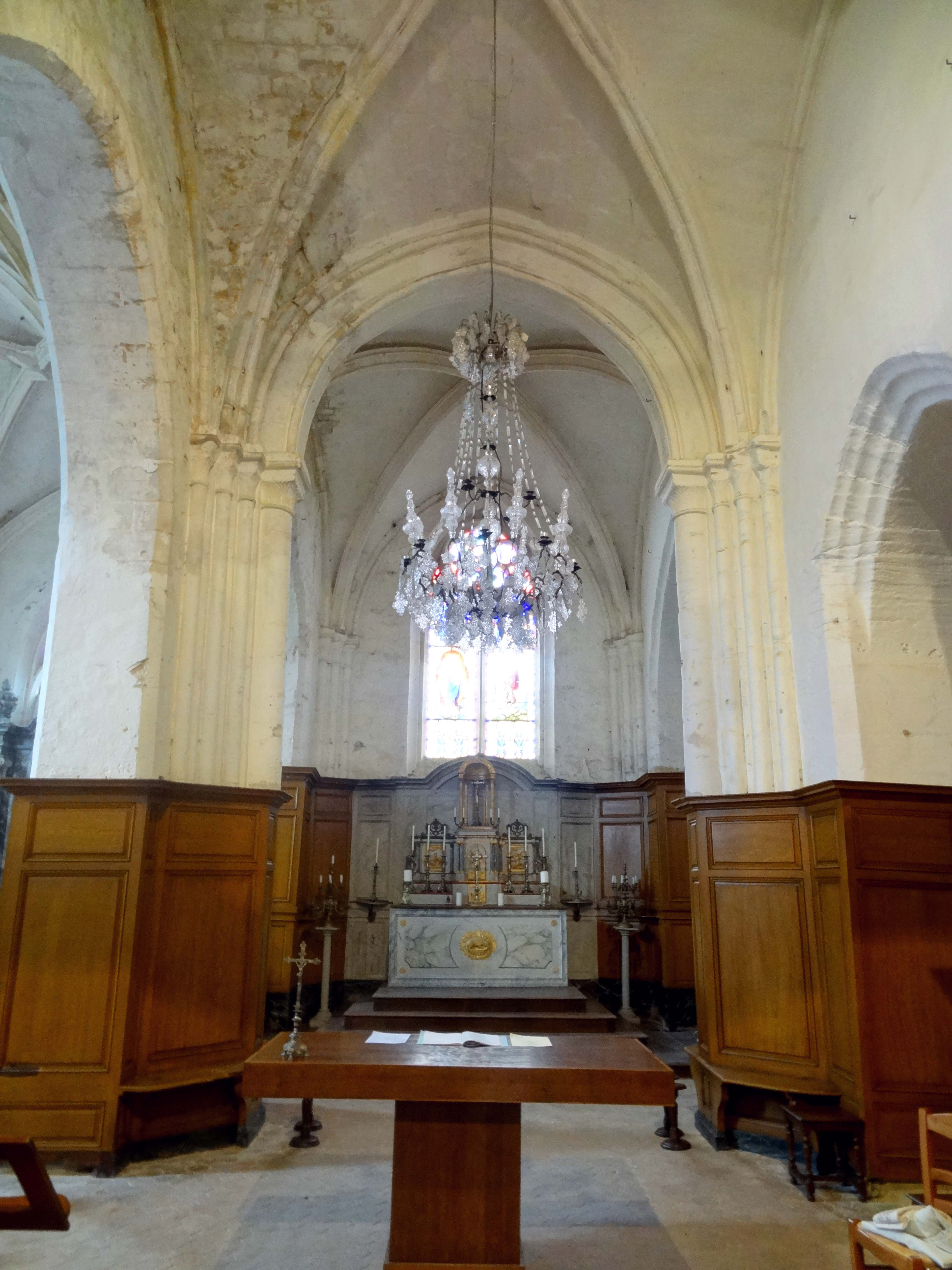
Vue vers l'est.

Depuis la nef, le chœur s'ouvre par un arc triomphal en tiers-point, qui est un peu plus élevé que les murs latéraux de la nef, sans pour autant atteindre le sommet du plafond. L'arcade est à double rouleau. Le rang de claveaux supérieur est mouluré d'un tore, et le rang de claveaux inférieur, d'un méplat entre deux tores. Ils retombent sur les tailloirs carrés des chapiteaux de deux fines colonnettes logées dans des angles rentrants, et de deux colonnes engagées. Les tailloirs se composent, du haut vers le bas, d'une tablette, d'un tore et d'une plate-bande en retraite, et les chapiteaux sont tous sculptés de palmettes de feuilles d'acanthe ou de feuilles d'eau. Comparée aux autres églises de la région, la sculpture est assez stéréotypée, car ne variant presque pas les motifs, et ne développe pas une grande plasticité. Elle est d'un niveau assez moyen, à une époque qui ne manque pas de sculpteurs habiles. La feuille d'acanthe, d'inspiration antique, se rencontre aussi à Le Bellay-en-Vexin, Béthisy-Saint-Pierre, Brignancourt, Foulangues, Hardricourt, Juziers, Lavilletertre, Limay, Noël-Saint-Martin (commune de Villeneuve-sur-Verberie), Wy-dit-Joli-Village, et ceci à la fin de la période romane et au début de la période gothique. Elle n'est globalement pas beaucoup représentée dans les petites églises rurales de la région, où la feuille d'eau, la volute d'angle et la feuille plate occupe la place prépondérante, à côté des motifs d'inspiration normande. L'architecture du chœur est assez simple.
Le doubleau intermédiaire est analogue à l'arc triomphal. Aux colonnettes du rouleau supérieur, s'associent celles des ogives et des formerets, ce qui donne des faisceaux de trois fines colonnettes dans chacune des angles des deux travées. Dans la première travée, les ogives adoptent le profil d'une arête entre deux tores déjà rencontrée dans la base du clocher, et la clé de voûte est une délicate rosace piquée au trépan, dont le diamètre atteint déjà celui des ogives, contrairement à la période romane. Mais l'écart stylistique entre la base du clocher romane et le chœur n'est, somme toute, pas très importante. Dans la seconde travée, les ogives, et sans doute aussi les voûtains, ont été refaits à la période flamboyante, selon un profil analogue au bas-côté de la nef. La clé de voûte est un écusson fruste. Subsistent toutefois les formerets toriques d'origine. Les élévations latérales ne présentent que des hautes arcades sans supports ni mouluration ; elles ont simplement les arêtes taillées en biseau et n'étaient pas encore prévues au moment de la construction. Seule l'arcade, moins élevée, fait exception : sa partie supérieure a été entaillée de trois facettes concaves à la période flamboyante, en épargnant les jambages. Quant à la fenêtre du chevet, elle est analogue à celle de la chapelle latérale sud, et doit être datée dans le contexte de celle-ci ; les lancettes à têtes trilobées et le profil chanfreinée aigu préfigurent déjà le style flamboyant, tandis que le pentalobe en haut rappelle le style rayonnant.

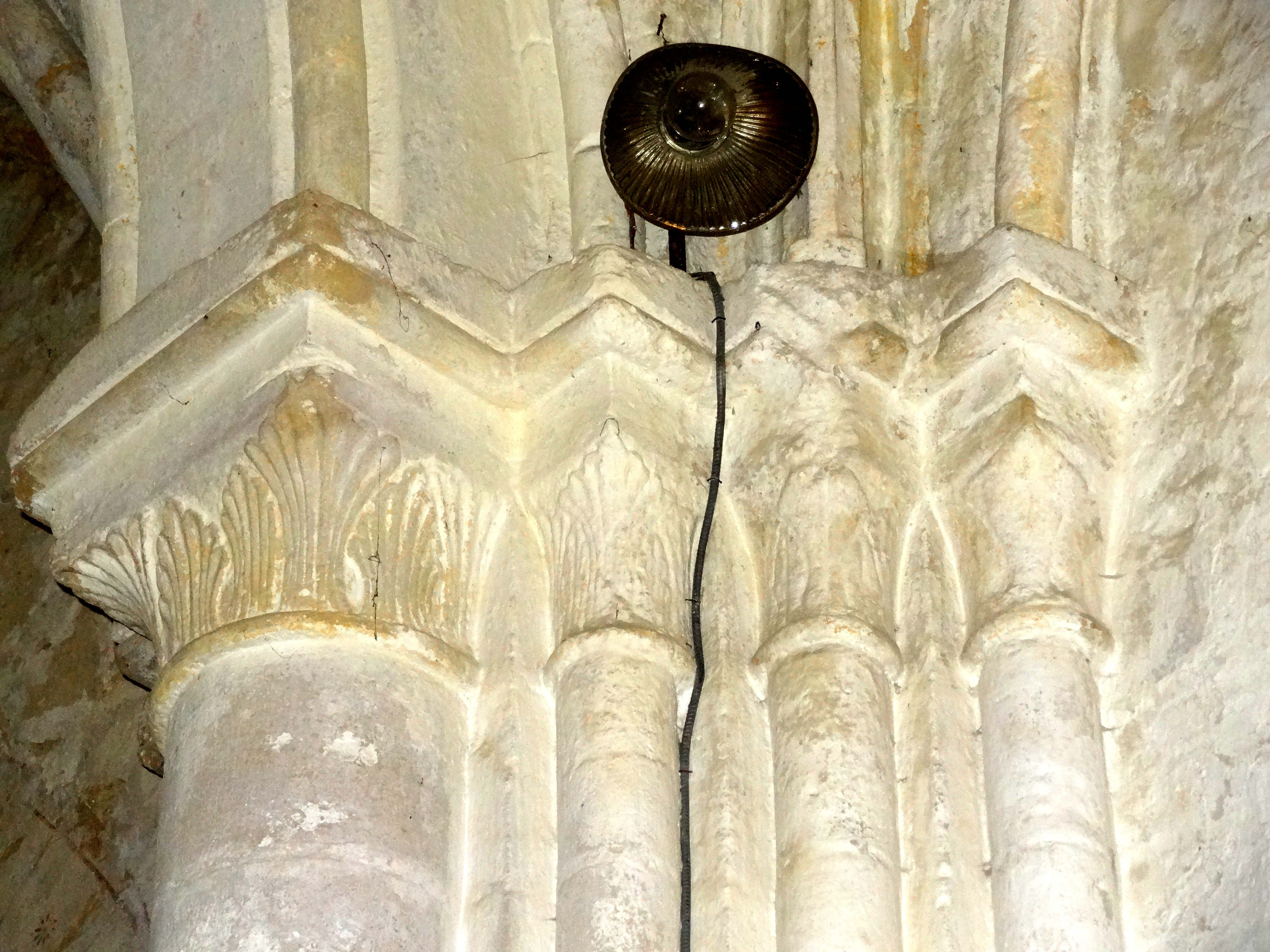
2e travée, chapiteaux dans l'angle nord-ouest.
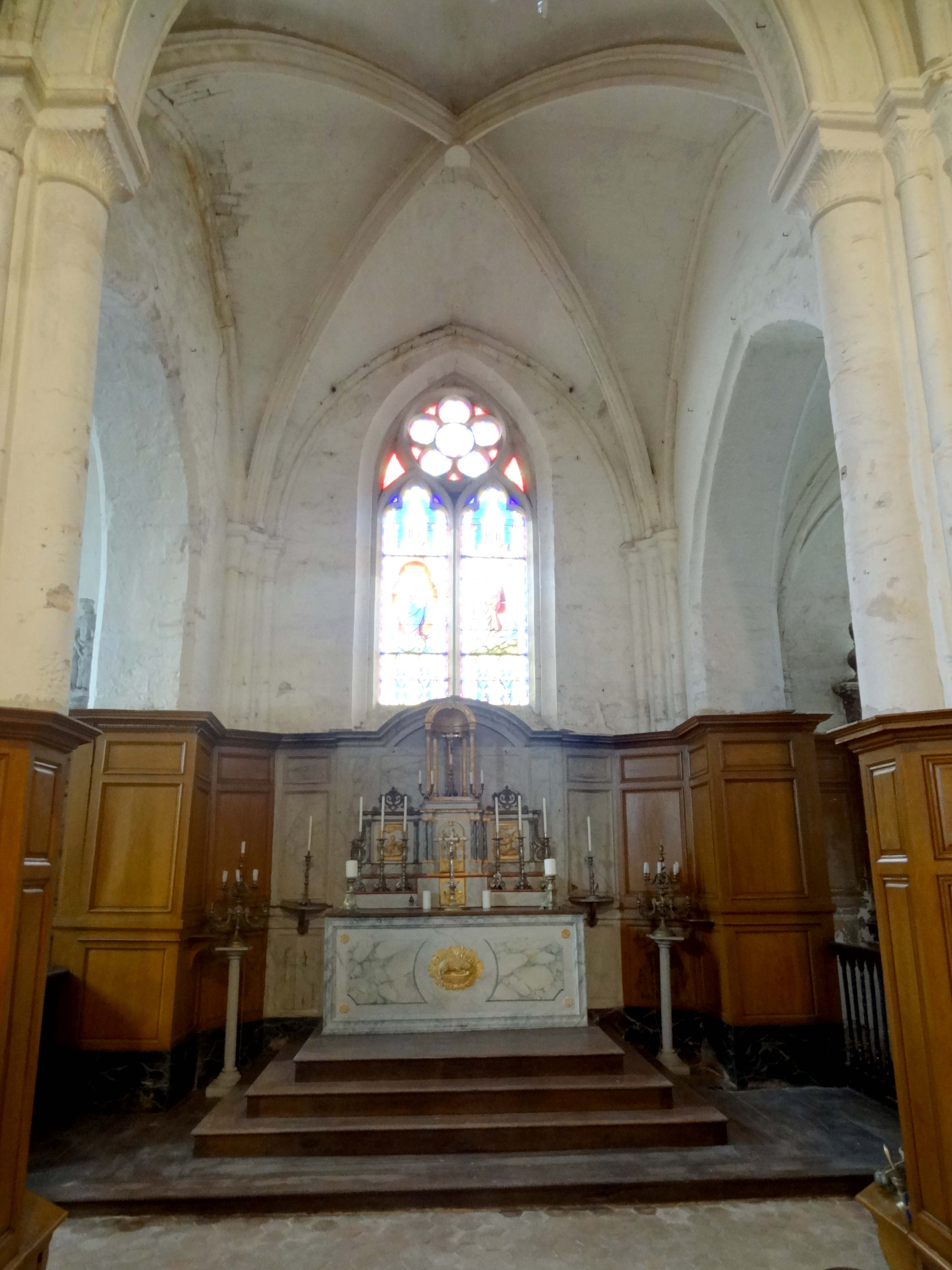
2e travée, vue vers l'est.
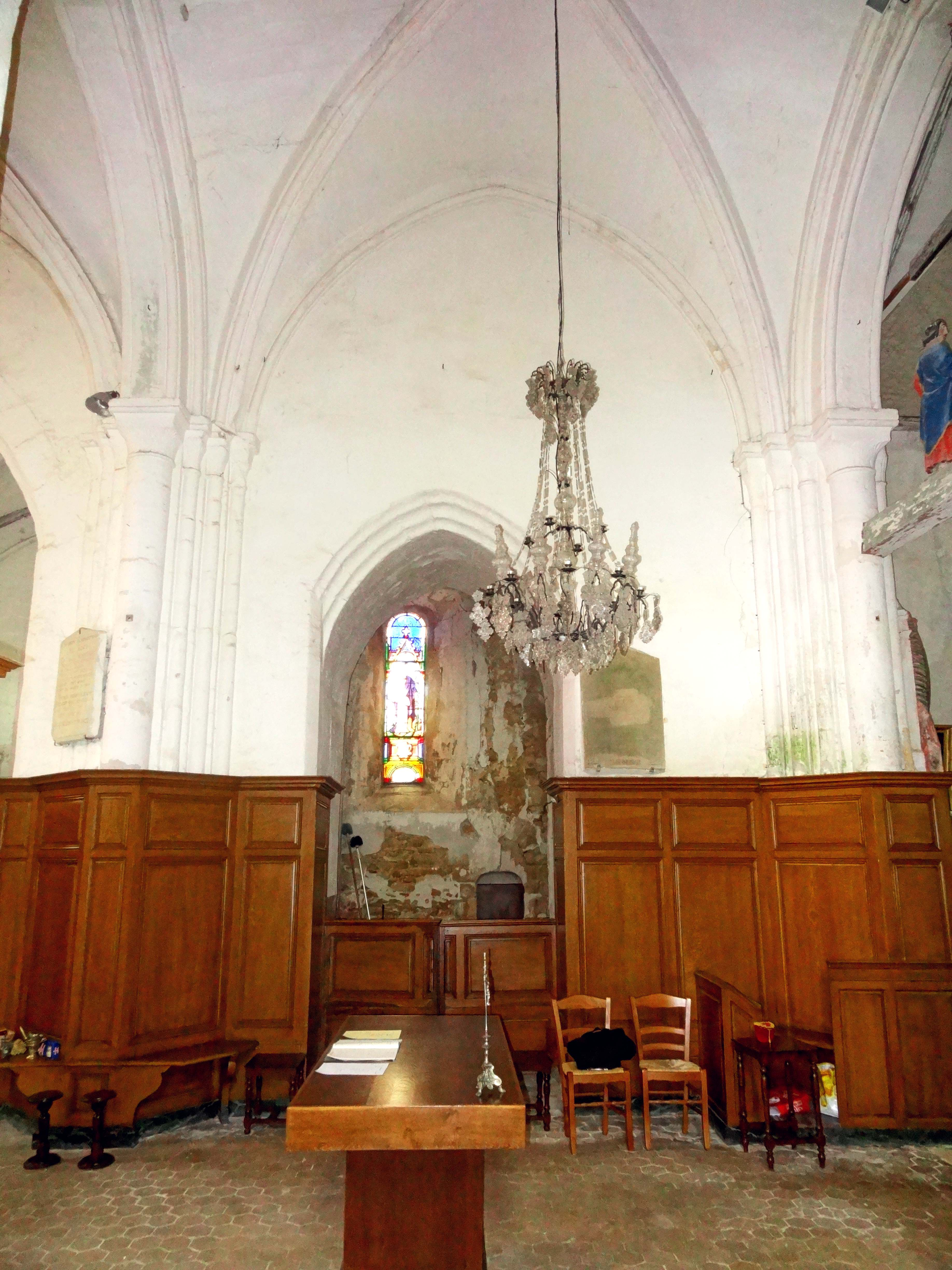
1re travée, vue vers le sud sur le clocher.
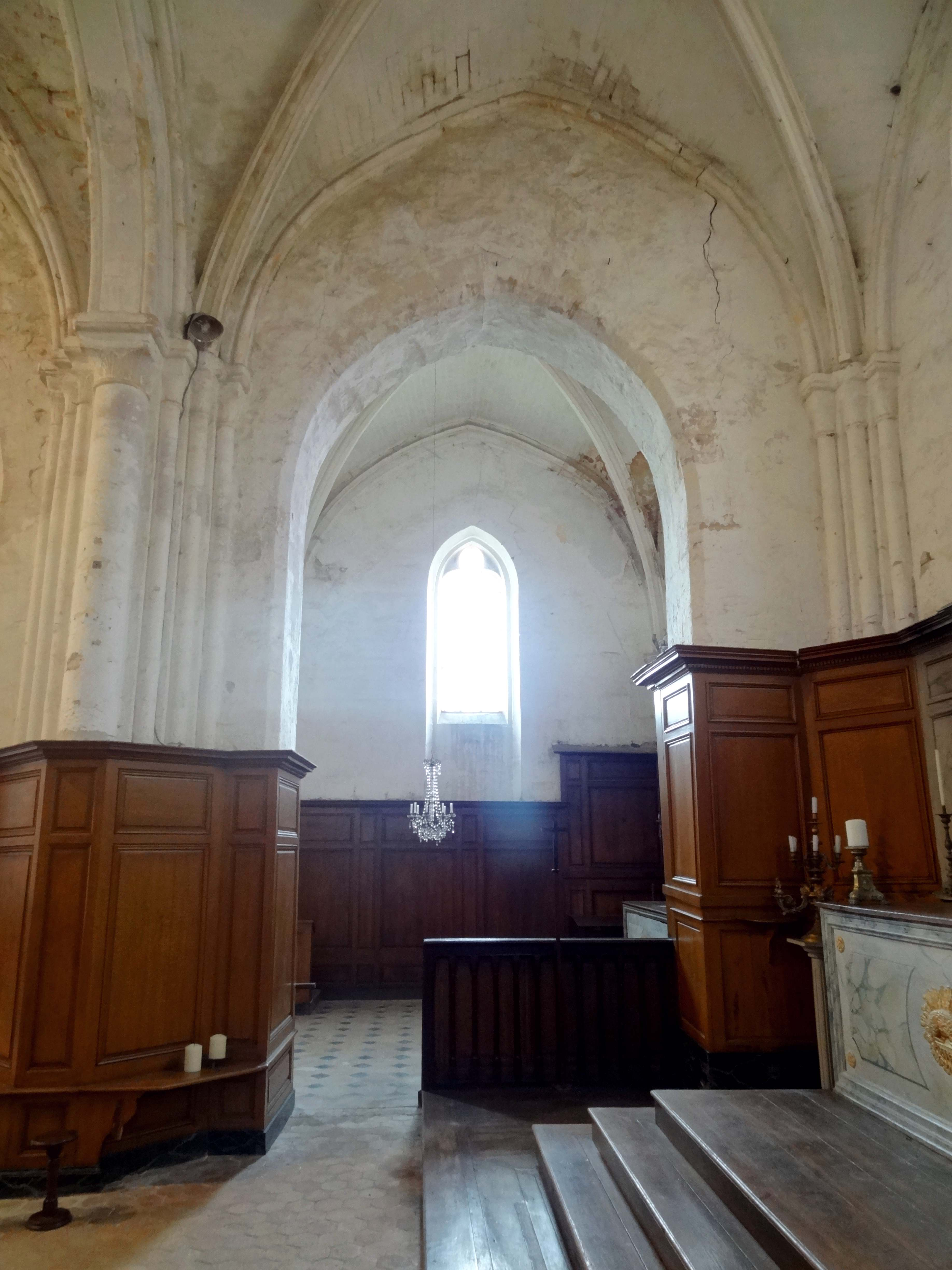
2e travée, vue vers le nord.
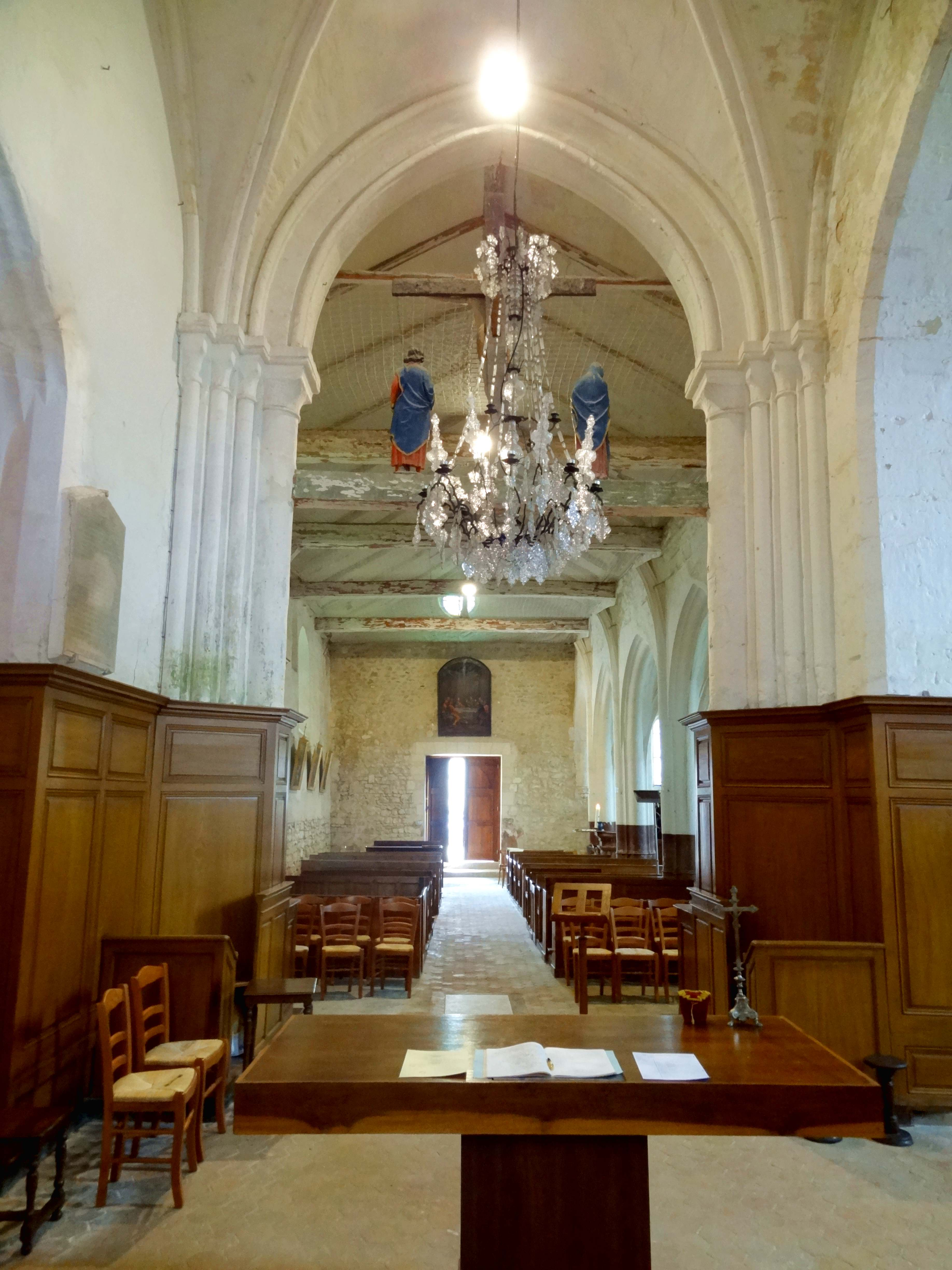
1re travée, vue vers l'ouest dans la nef.
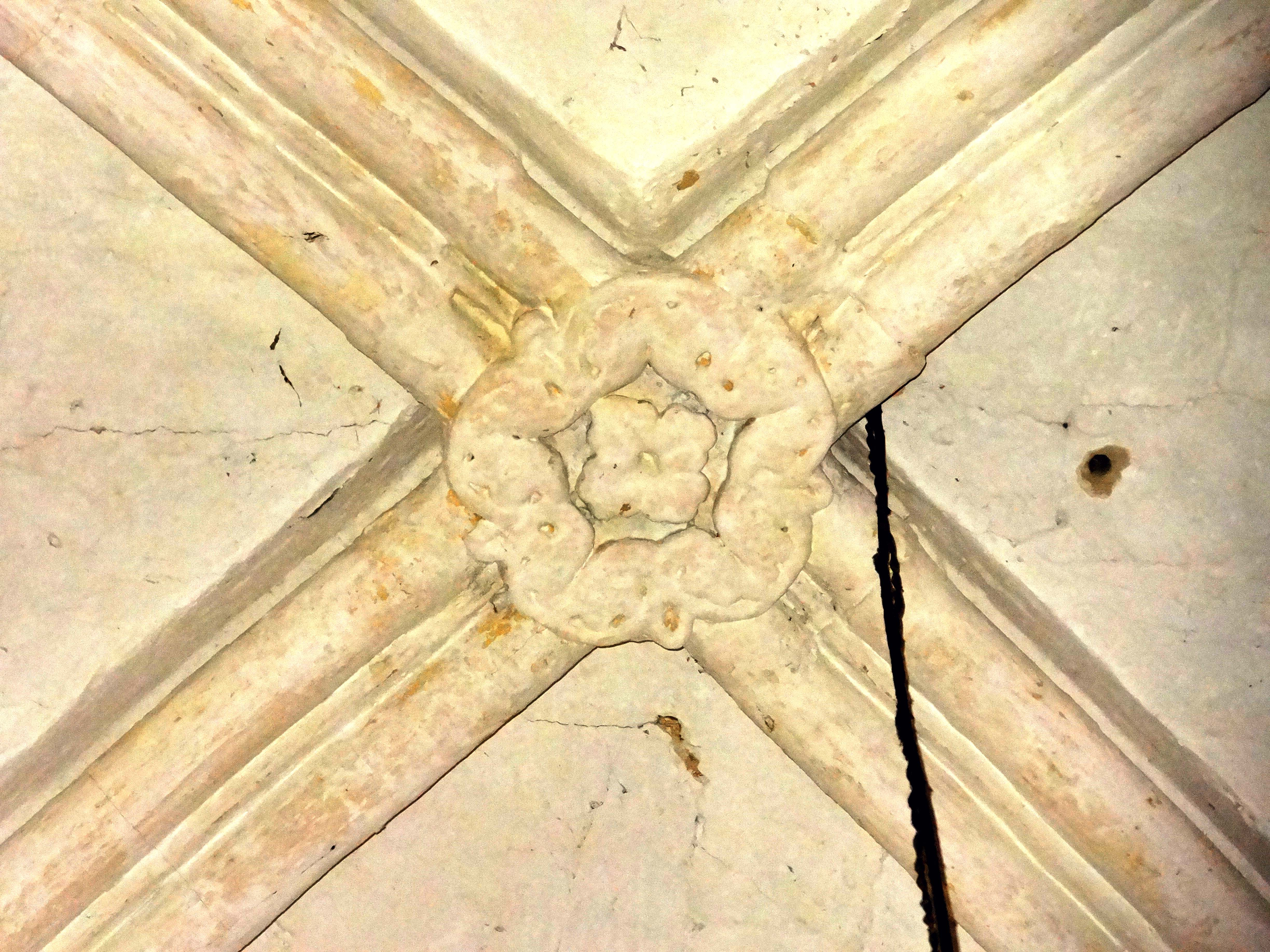
Clé de voûte de la 1re travée.

#### Chapelles latérales

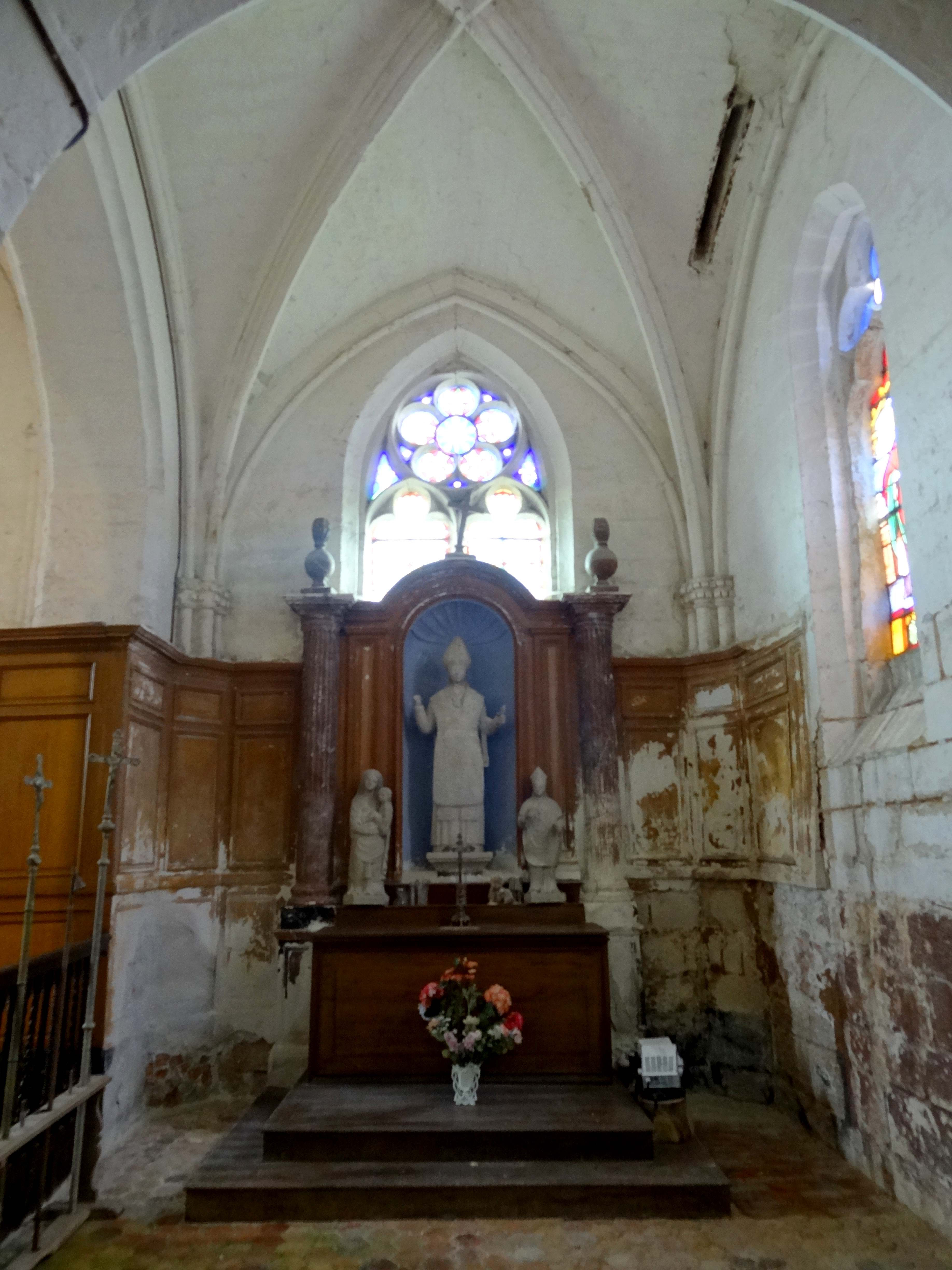
Chapelle latérale sud, vue vers l'ouest.

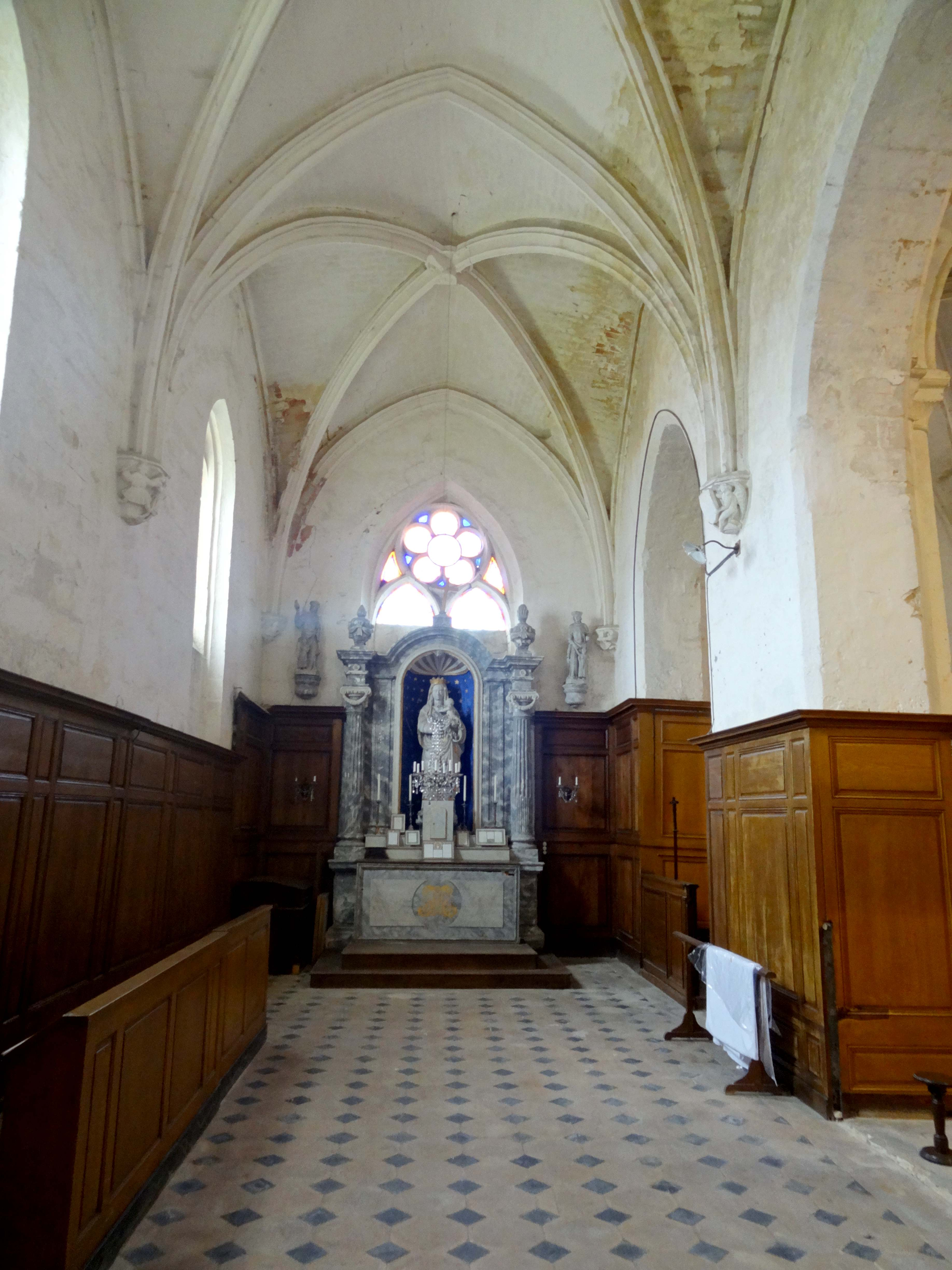
Collatéral nord, vue vers l'est.

La chapelle latérale sud du chœur, d'une seule travée, est de style rayonnant tardif, et date du XIVe siècle. Contrairement à ce que suggèrent les réseaux des fenêtres, qui paraissent aussi compatibles avec le XVe siècle et les débuts de l'architecture flamboyante, la voûte et ses supports s'inscrivent encore très clairement dans le courant rayonnant. Les ogives sont au profil d'un tore en forme d'amande garni d'un mince filet relié par deux gorges à un bandeau en arrière-plan. En regardant les ogives latéralement, on s'aperçoit que les gorges sont amorties par une baguette dégagée du voûtain. C'est, en somme, un profil précurseur de celui observé dans la deuxième travée du chœur et dans le bas-côté, mais la modénature n'est pas encore aigüe ni prismatique, et le tore en forme d'amande garni d'un mince filet apparaît déjà dès la fin du XIIIe siècle. Aussi, les formerets sont-ils toujours toriques. La retombée des ogives et formerets s'effectue sur des faisceaux de trois grêles colonnettes à chapiteaux placées dans les angles. Tant les tailloirs que les chapiteaux sont de plan circulaire. Les tailloirs sont très plats et apparentés aux astragales des chapiteaux, dont l'on note le profil aigu. Les corbeilles devaient être sculptées de deux rangs de feuilles maigres, mais sont restées dans le stade de l'épannelage, avec en plus des incisions entre chaque segment devant être sculptées en feuille. Finalement, les chapiteaux ont été montés avant d'être terminés. De tels compromis sont fréquents au XIVe siècle, quand la crise économique et politique, puis la guerre de Cent Ans, ne permettent pas toujours une exécution soignée, alors que l'architecture reste, en principe, ambitieuse. D'autres exemples sont la chapelle latérale nord de Delincourt et la chapelle latérale sud de Haravilliers. Avec la chapelle latérale sud Seraincourt, le XIVe siècle a néanmoins laissé un morceau d'architecture parfaitement abouti dans le Vexin français. Le remplage de la baie du chevet a déjà été décrit, et il sort du contexte de la chapelle qu'il ne devrait pas s'agir du produit d'un remaniement flamboyant. La chapelle possède une deuxième fenêtre, du côté sud, qui est une lancette simple néanmoins munie d'un remplage sous la forme d'une tête trilobée surmontée d'un trilobe. Monique Richard-Rivoire rattache cette fenêtre aux éléments flamboyants de l'église, ce qui, stylistiquement parlant, n'est pas faux.
Le collatéral nord du chœur, qui compte deux travées, réunit des caractéristiques de la chapelle latérale sud et du bas-côté. De son pendant du sud, il a la fenêtre orientale, sans toutefois les têtes trilobées s'inscrivant dans les lancettes, ainsi que les baies latérales, sans toutefois le trilobe supérieur. Le gros-œuvre de la chapelle a donc pu être achevé sous la guerre de Cent Ans ou peu après, mais au cas d'une période de construction relativement haute, les voûtes déjà typiquement flamboyantes doivent avoir été ajoutées après coup. En faveur d'une construction avant même la fin des troubles parle aussi la négligence totale du raccordement avec le chœur. En dépit de l'importance symbolique de cette partie de l'église en tant que sanctuaire, lieu de la célébration de l'Eucharistie et lieu de la conservation et de l'adoration du Saint-Sacrement, les arcades vers le chœur sont des plus rudimentaires, comme déjà au sud. Le contraste avec le soin apporté aux grandes arcades de la nef est saisissant. Pourtant, la construction et l'entretien du sanctuaire est à la charge des gros décimateurs sous l'Ancien Régime, et non des paroissiens, qui rencontrent généralement davantage de difficultés pour réunir les fonds. La différence entre les profils des nervures des voûtes de la chapelle latérale nord et du bas-côté de la nef est infime. La clé de voûte de la première travée, qui est ornée d'un écusson entouré de découpages flamboyants, ne détonnerait pas dans le bas-côté. La clé de la seconde travée est particulière, car des quarts-de-cercle s'insèrent ici dans les quatre angles entre les ogives, tandis qu'au centre, un petit écusson est sommairement gravé du monogramme IHS. L'on peut supposer que le décor initial fut buriné à la Révolution, ce qui n'exclut pas qu'il s'agissait du même sujet, traité avec davantage d'égards. D'un intérêt particulier sont les culs-de-lampe ; pas ceux dans les angles du côté nord et au milieu du mur sud, qui représentent simplement des anges tendant des phylactères ou un écusson, mais les trois autres. Au milieu du mur nord, on trouve trois hommes debout, peut-être dansants, dont celui au centre semble vouloir boire d'une gourde, alors que les deux autres lui assènent des coups de pied au niveau des pieds, et que l'un le saisit par le bras. Dans les angles du sud, l'on distingue un homme courant, levant fièrement la main gauche qui tend une bourse, et fixant du regard cet objet de convoitise ; et un saltimbanque dansant, un livre ouvert dans une main et un bretzel dans l'autre. Ces motifs burlesques évoquent ceux qui ont cours pour les miséricordes des stalles à la même époque.

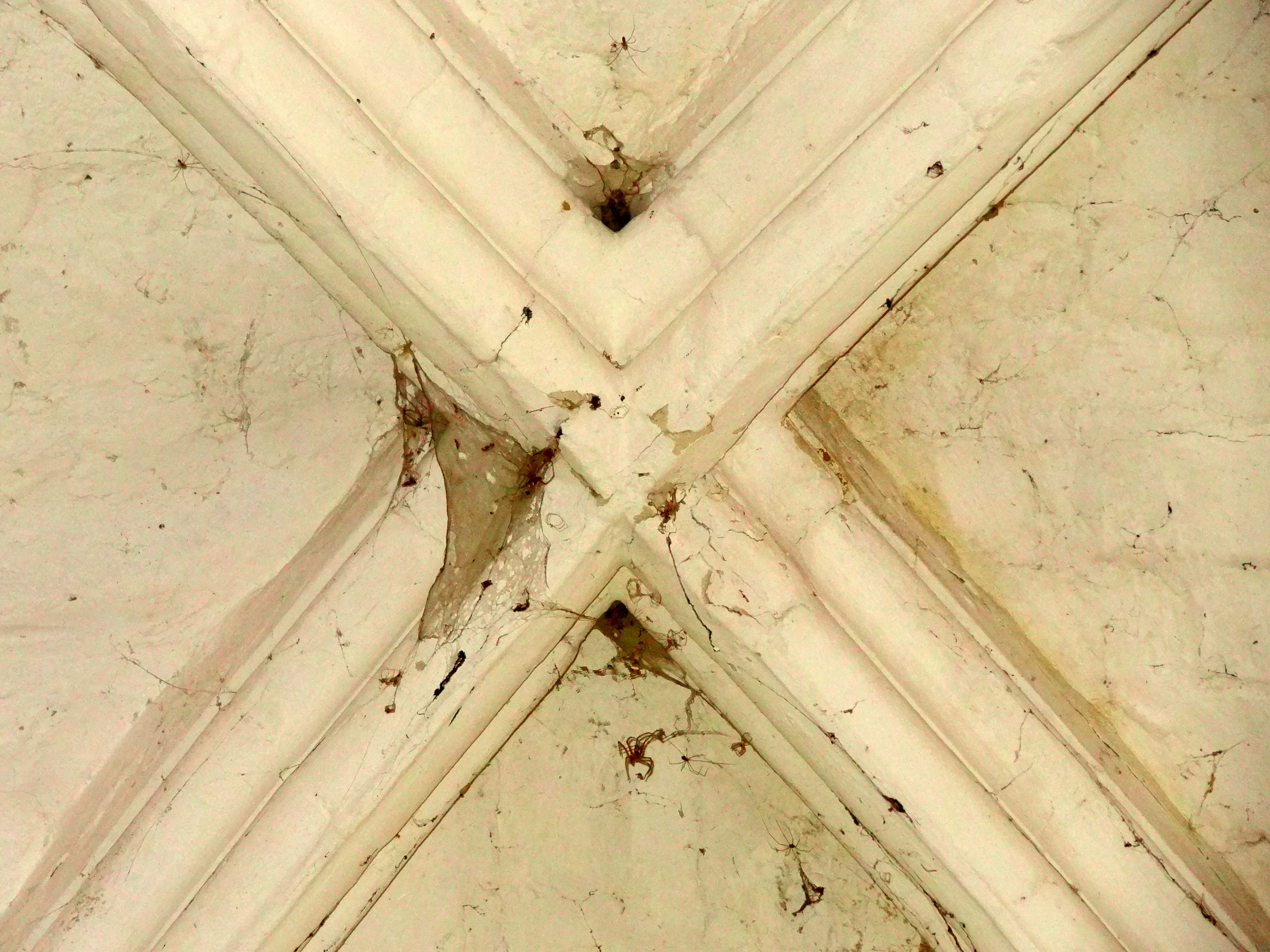
Chapelle sud, clé de voûte.
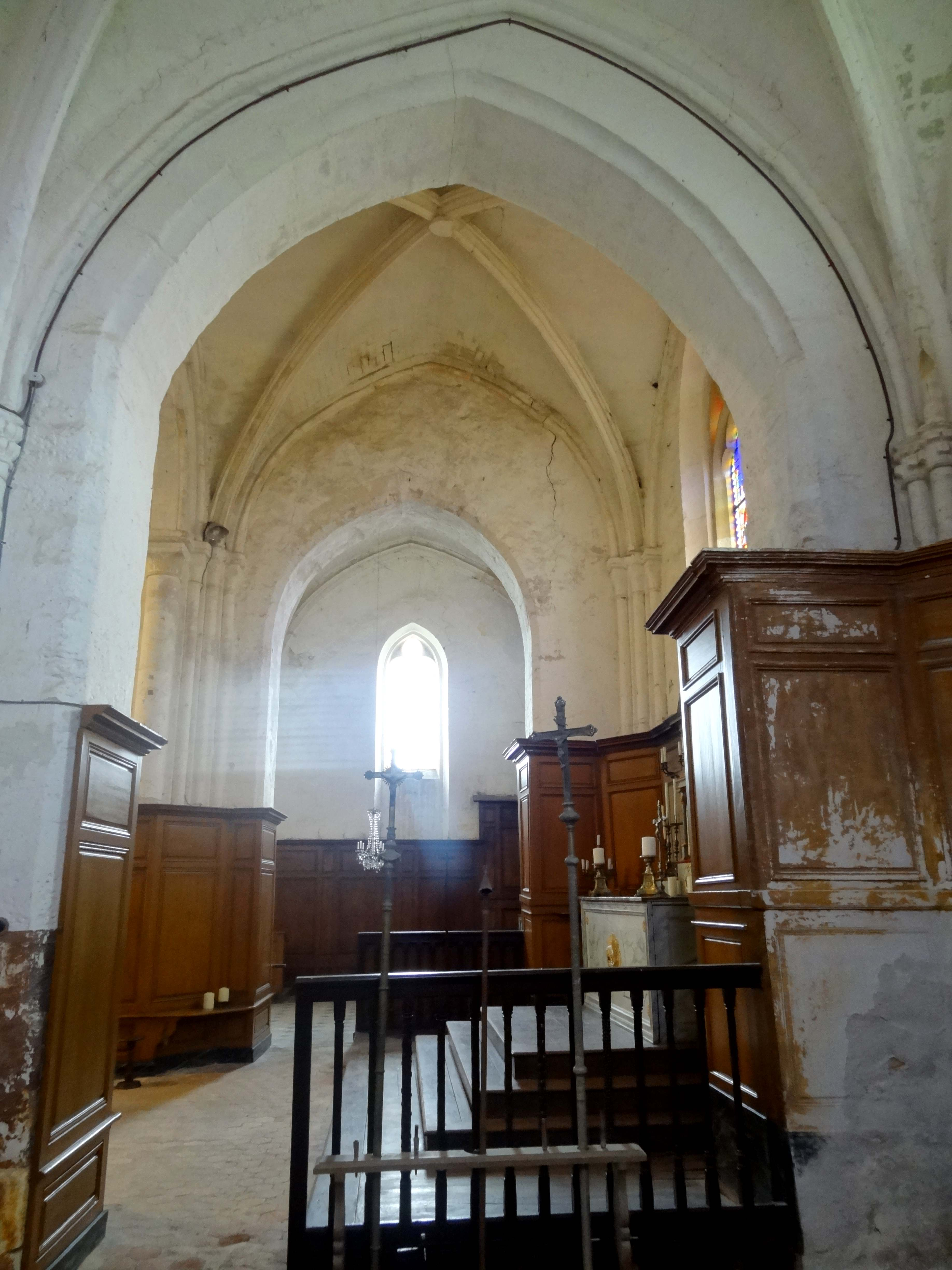
Chapelle sud, vue vers le nord.
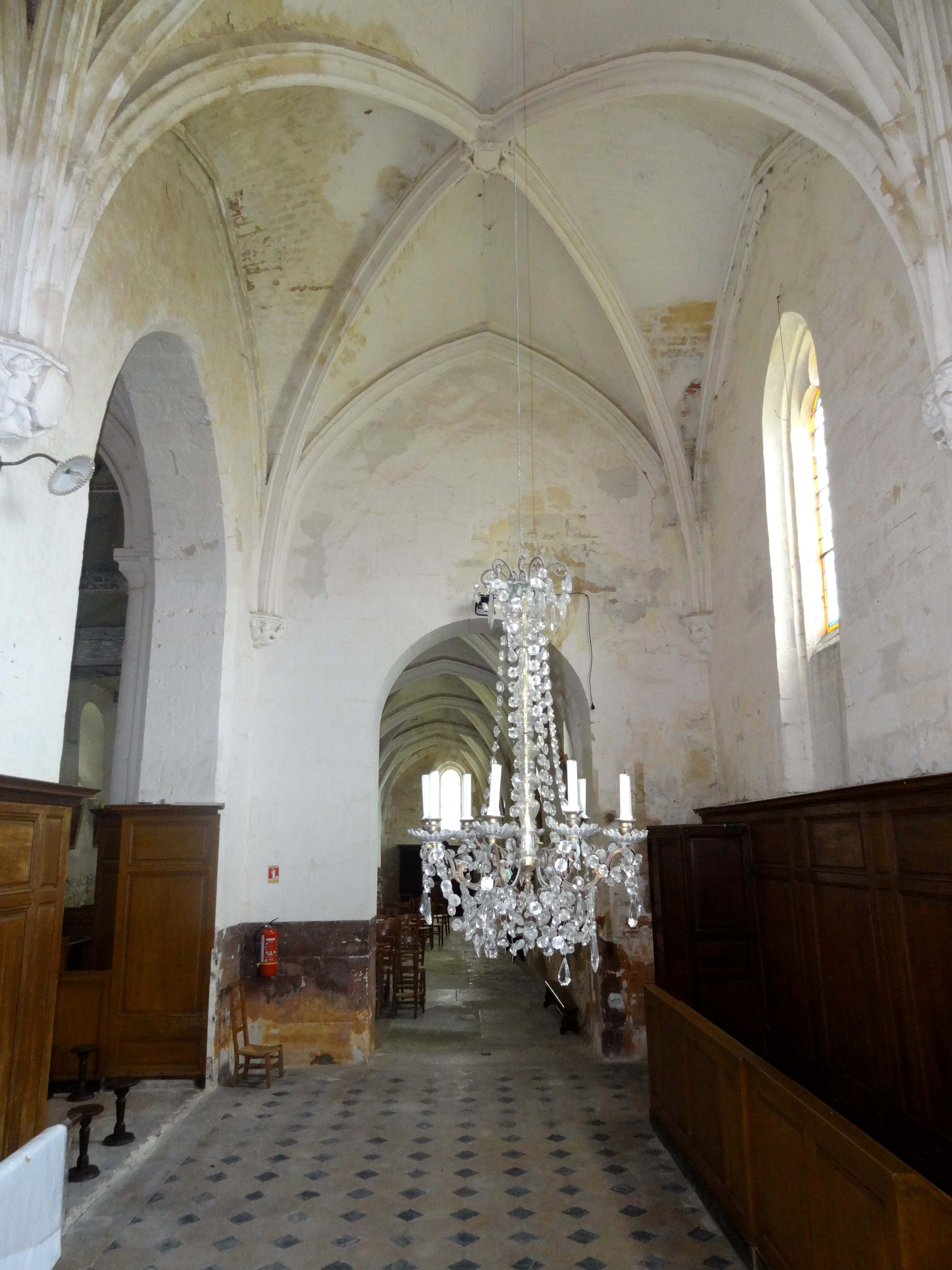
Chapelle nord, vue vers l'ouest.
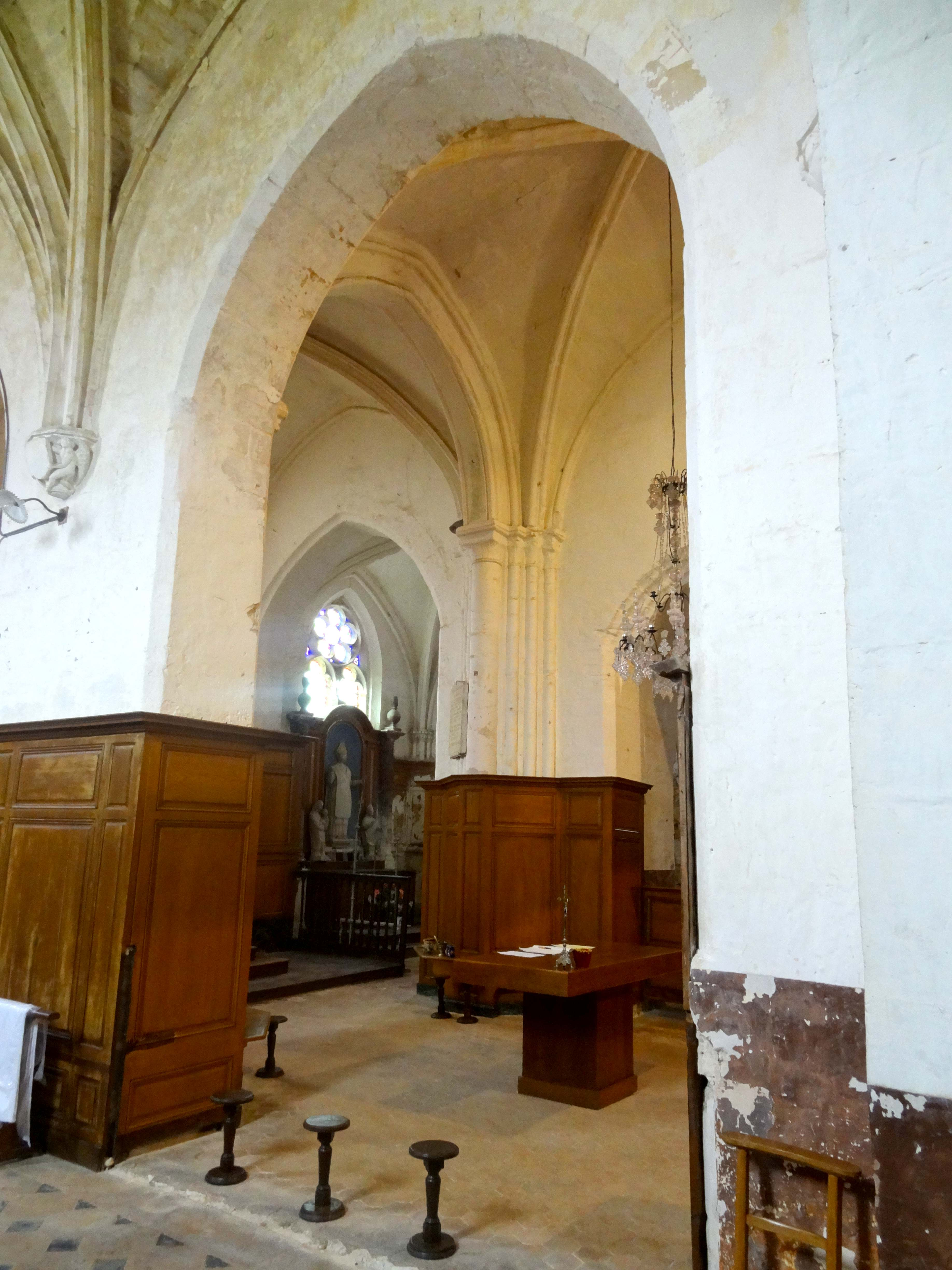
Chapelle sud, vue par la 1re grande arcade.
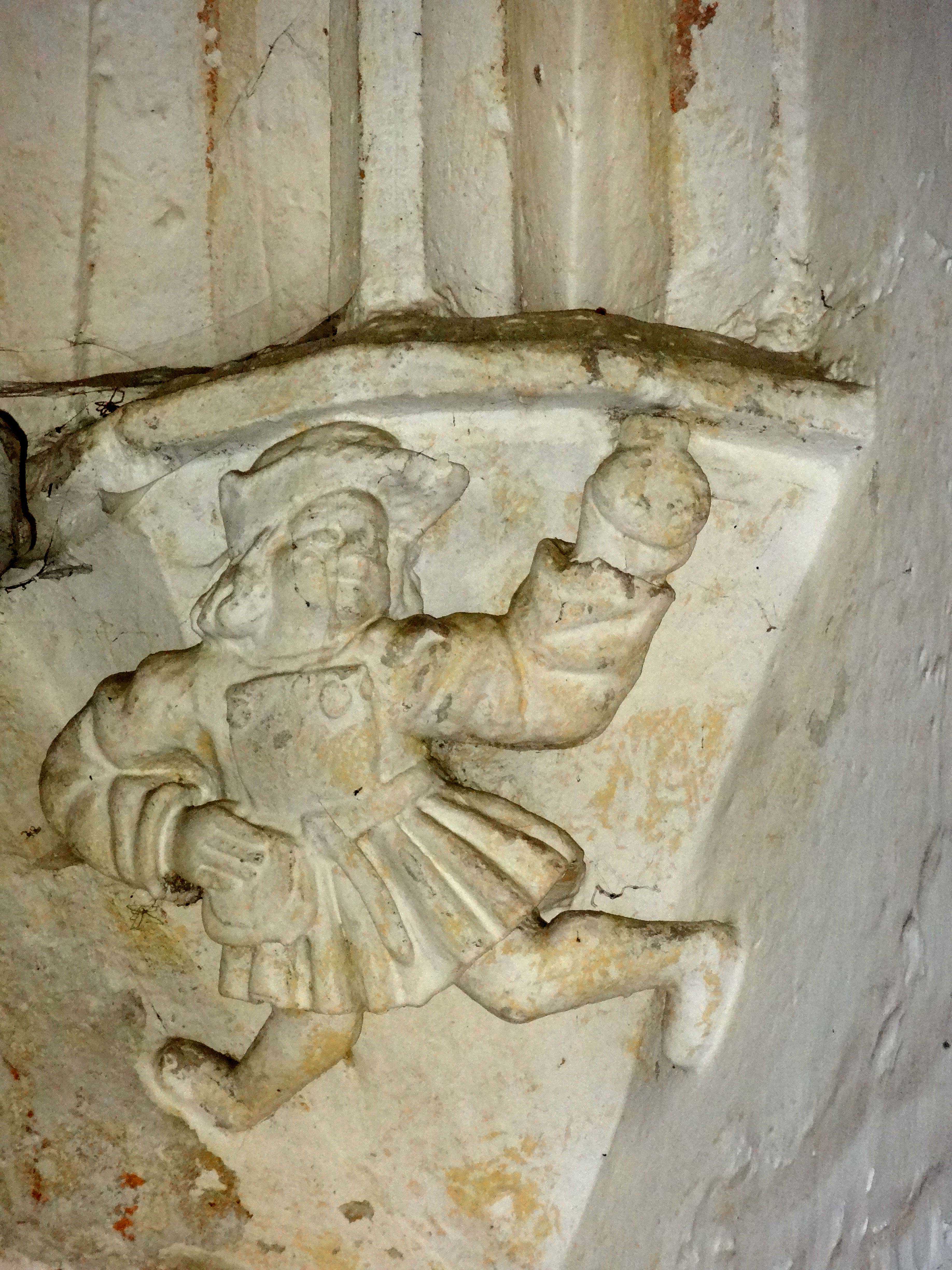
Chapelle nord, cul-de-lampe au sud-est.
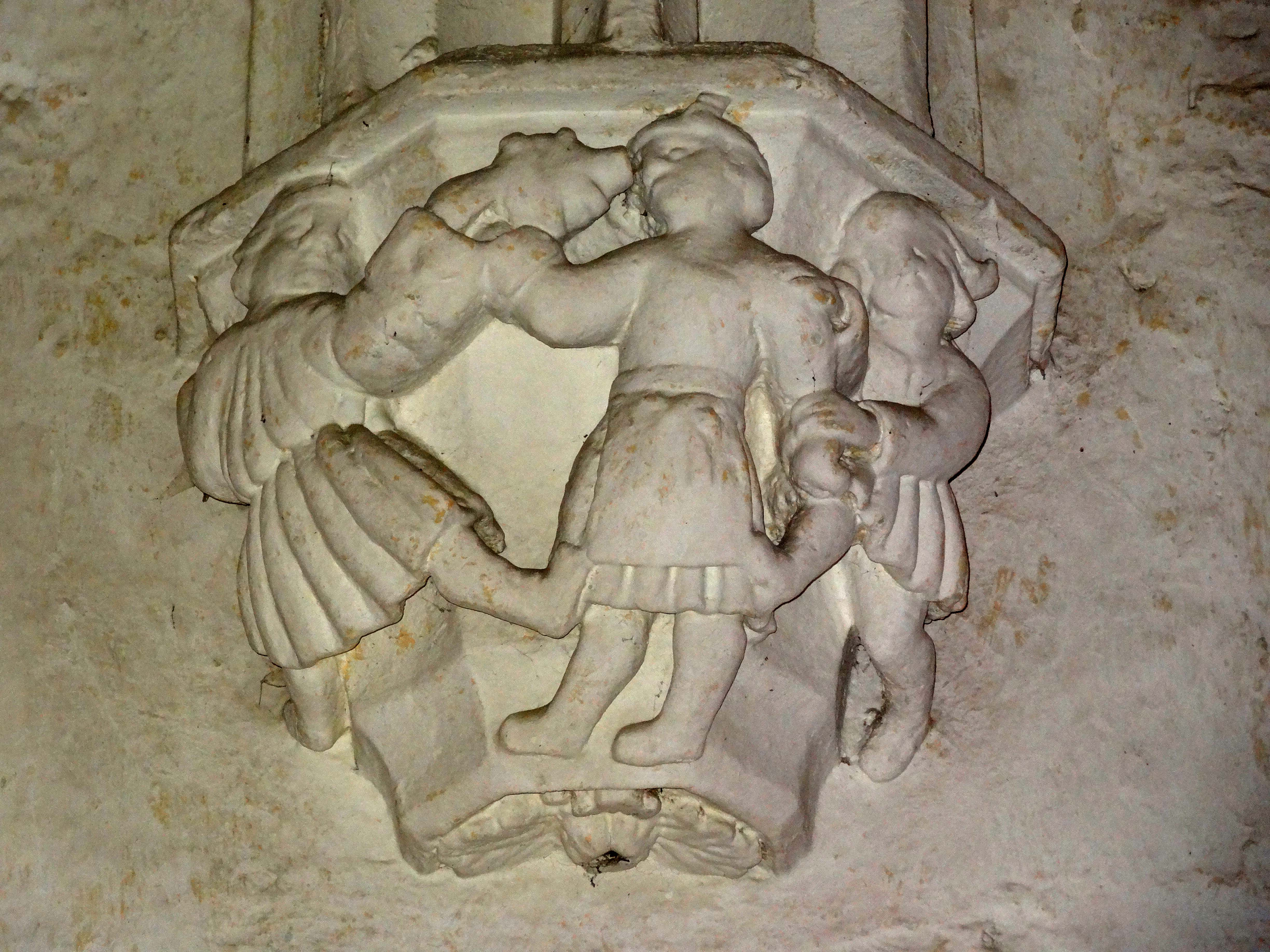
Chapelle nord, cul-de-lampe côté nord.

### Extérieur

#### Façade occidentale et élévations latérales

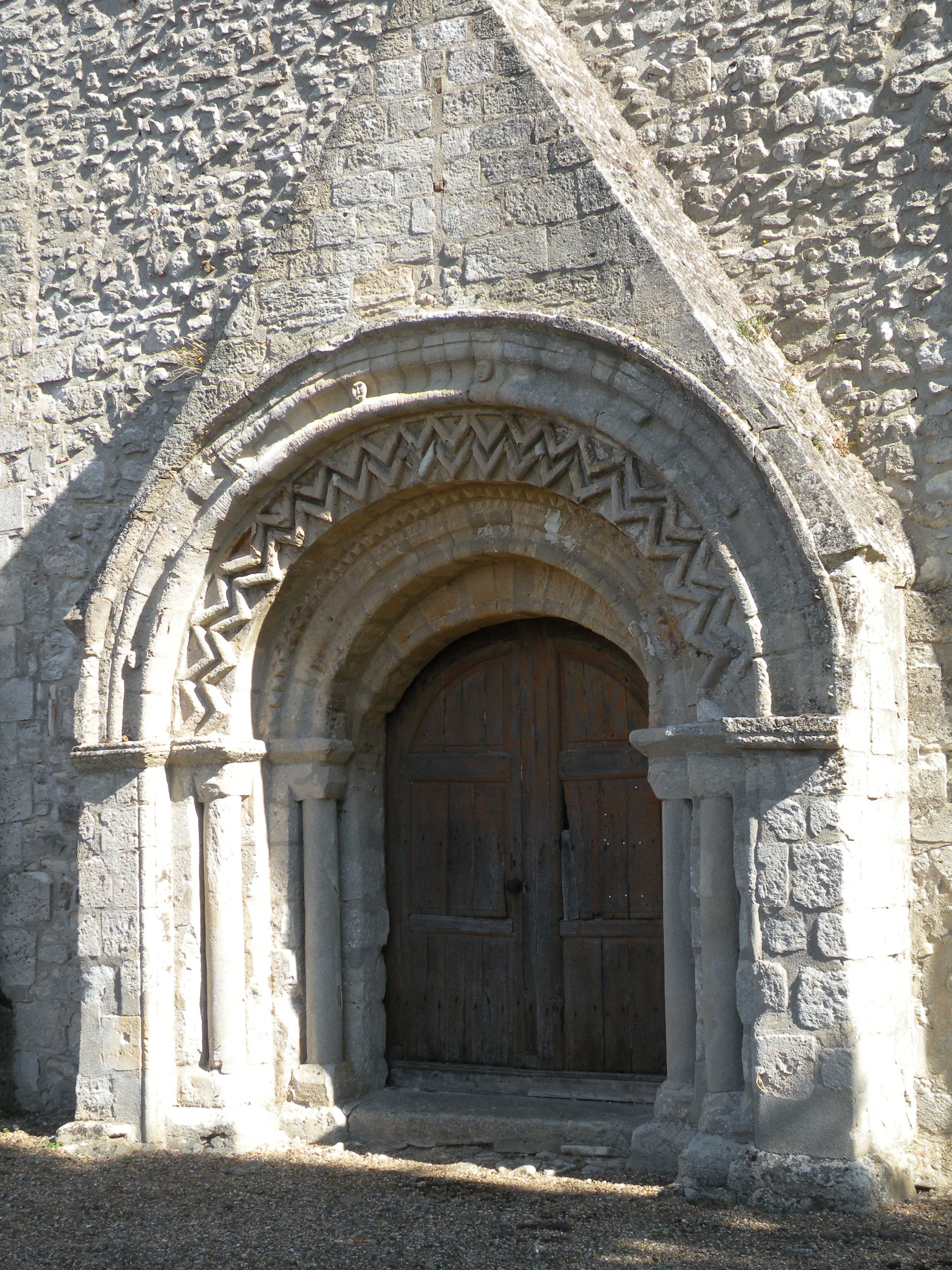
Portail occidental roman.

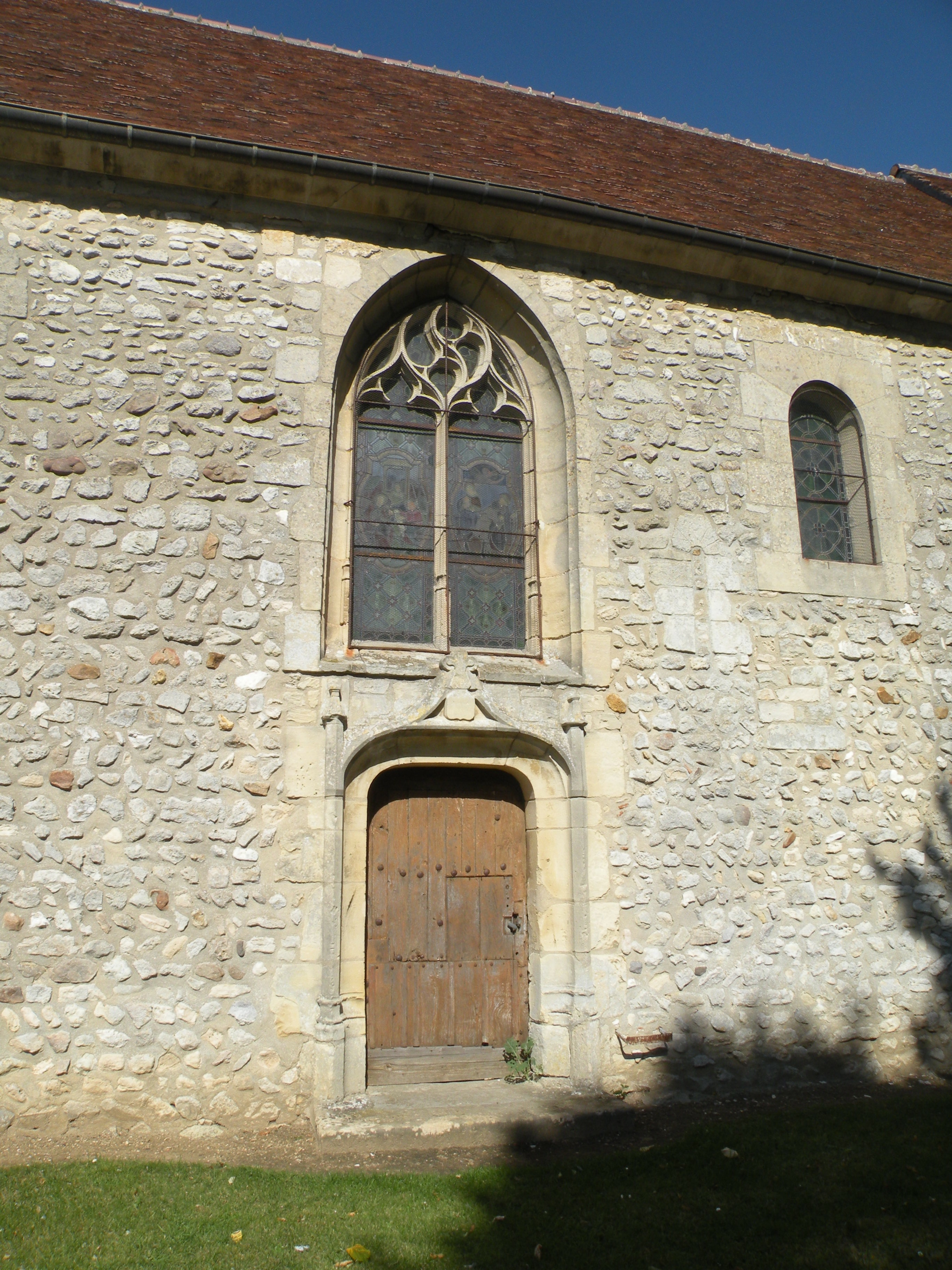
Portail méridional flamboyant.

La nef romane est bâtie de petits moellons irréguliers. La façade occidentale est néanmoins cantonnée de deux larges contreforts plats appareillés en pierre de taille. Peu avant leur sommet, ils se retraitent deux fois grâce à un fruit, puis s'amortissent par un court glacis. Ces contreforts sont susceptibles d'être contemporains du portail, qui fut plaqué devant la façade primitive au deuxième quart du XIIe siècle. Sa triple archivolte implique une profondeur considérable, et requiert un avant-corps, qui est amorti par un gâble aigu sans aucun ornement et un peu mal proportionné, puisque les parties inférieures de ses deux flancs tangent l'extrados de l'archivolte. Le portail passe en revanche pour être l'un des plus réussis du Vexin français, mais son effet est altéré par la circonstance que les chapiteaux de la voussure supérieure manquent, et que les quatre autres aient été remplacés par des blocs de béton, comme l'affirme Pierre Coquelle. Plus d'un siècle plus tard, ils évoquent des blocs de pierre sommairement épannelés, et ont pris la même teinte que la pierre. Les tailloirs des chapiteaux de la voussure inférieure ont également été refaits, et sont aujourd'hui de simples tablettes biseautées, tandis que les autres se composent, du haut vers le bas, de deux cordons torsadés et d'un biseau. Une particularité qui semble dater d'origine est que la voussure supérieure dispose de tailloirs, mais pas de chapiteaux, et que ses colonnettes soient plus fines que les quatre autres. Elles sont appareillées, et dépourvues de bases. Les colonnettes de la voussure médiane et de la voussure inférieure sont monolithiques, et n'ont retrouvé leurs bases à griffes que lors d'une récente restauration. Ce sont donc des reconstitutions, dont la modénature pas très clairement accusée traduit le souci des restaurateurs de ne pas tomber dans les hypothèses hasardeuses.
Contrairement aux piédroits, l'archivolte est bien conservée, et parfaitement authentique. La voussure inférieure présente, du bas vers le haut, une gorge entre deux tores ; un rang de dents-de-scie ; et un rang de têtes de clous ou pointes-de-diamant. À gauche, les claveaux de la voussure médiane n'ont pas été correctement taillés, et pour éviter un écart entre les deux voussures, l'on y a inséré un demi-rang de têtes de clous écrasés. La voussure médiane est sculptée de deux rangs de bâtons brisés en haut-relief. Ce motif d'origine anglo-normand est fortement répandu dans le Vexin et le Beauvaisis, et se rencontre aussi à Brignancourt, Davron, Le Heaulme (ancien portail nord), Lavilletertre, Marquemont, Santeuil (portail bouché du croisillon sud), etc., de même que parfois sur les baies des clochers et sur les grandes arcades, voire les nervures des voûtes, à l'intérieur des églises. Enfin, la voussure supérieure arbore une gorge entre deux tores, plus large que celle de la voussure inférieure, et garnie à l'origine de huit petites têtes sculptées. Deux seulement demeurent intactes ; d'autres ont entièrement disparu. La voussure supérieure est surmontée d'un bandeau doublement biseauté, qui a pour fonction d'écarter les eaux de ruissellement du portail. Pour venir à l'oculus supérieur et terminer ainsi l'étude de la façade, celui-ci est pourvu d'un fort ébrasement extérieur et entouré de larges pierres d'appareil non sculptées, puis à nette distance de l'ouverture, d'un cordon sculpté de lignes brisées entrecroisées et d'une baguette. L'excavation des intervalles est plus importante que sur les tailloirs du même profil quelques décennies auparavant, et le résultat est proche de l'effet des fleurs de violette excavées, souvent confondues avec des étoiles à quatre branches ou des dents de scie.
Le mur gouttereau sud de la nef romane comporte des éléments de diverses époques. L'unique contrefort, en faible glacis continu, est moderne. Au milieu, le portail en anse de panier et la fenêtre flamboyante qui le surmontent, sont les principaux éléments structurants. Le portail est entouré d'une voussure délimité extérieurement par une arête saillante, et tant la voussure que l'arête sont munies de bases analogues aux piliers des grandes arcades de la nef. L'extrados est décoré d'une petite accolade garni au milieu d'un écusson martelé et d'un trèfle, et cantonné de deux minces clochetons, qui se confondent, plus bas, avec les arêtes. La fenêtre, dont le remplage a déjà été signalé, est d'un bel effet, et son pourtour est mouluré. Ce n'est pas le cas des trois baies en plein cintre modernes, une à gauche et deux à droite. Il y a également les deux petites baies romanes archaïques, à linteau monolithique échancré gravé de claveaux simulés, qui sont très semblables, mais dont l'une est située nettement plus bas que l'autre. Comme déjà évoqué, seul l'ébrasement de la baie supérieure subsiste à l'intérieur de l'église. Non visible depuis l'intérieur est la porte en plein cintre bouchée près du clocher. La corniche actuelle est moderne. Résolument différentes sont les élévations extérieures du bas-côté nord flamboyant. Un unique contrefort biais flanque l'angle sud-ouest, ce qui est fréquent à la période flamboyante tardive, suggérée par le tracé proche du plein cintre des fenêtres. Elles ne sont pas entourées d'une fine moulure concave et d'une gorge, comme le sont la plupart des fenêtres flamboyantes, mais de deux gorges analogues. Un larmier souligne la limite des allèges, comme pratiquement toujours entre le second quart du XIIIe siècle et la fin de l'époque gothique, ainsi que la naissance du demi-pignon occidental. Le premier larmier passe autour des contreforts. Ceux-ci s'amortissent par un glacis formant larmier. Excepté pour les contreforts et les pourtours des baies, les murs sont bâtis en moellons noyés dans un mortier.

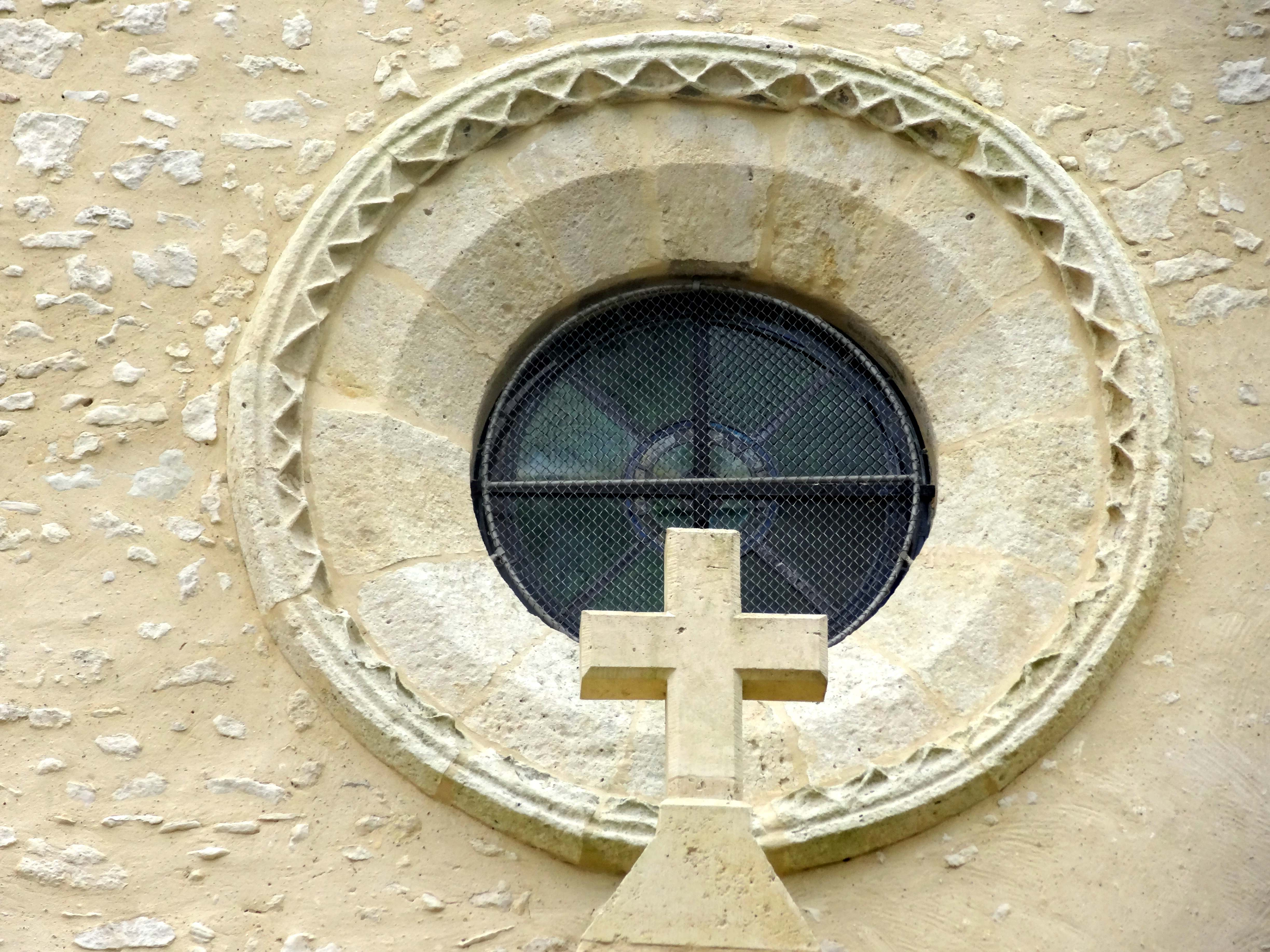
Oculus de la façade.
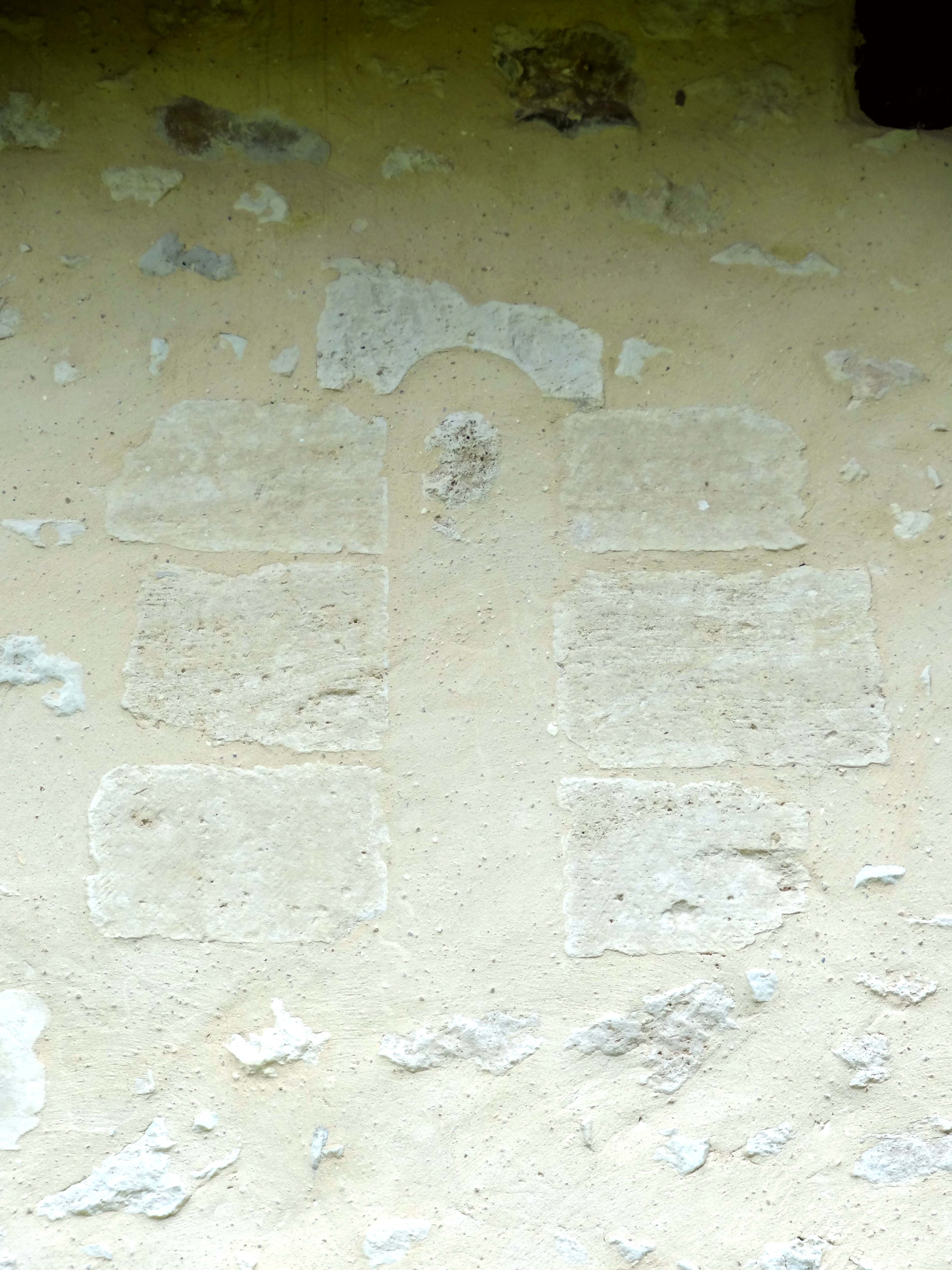
Baie romane supérieure.
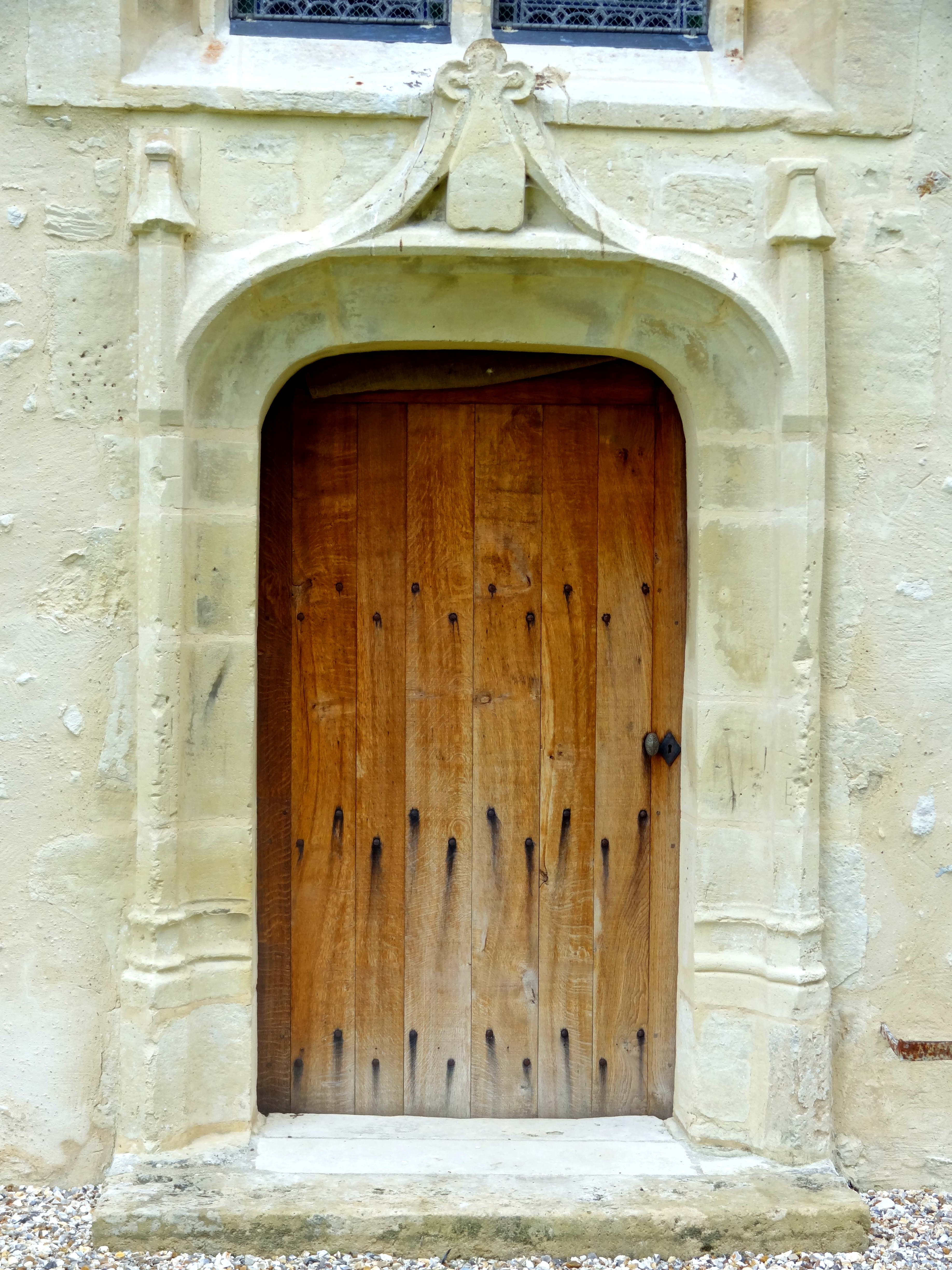
Portail latéral sud.
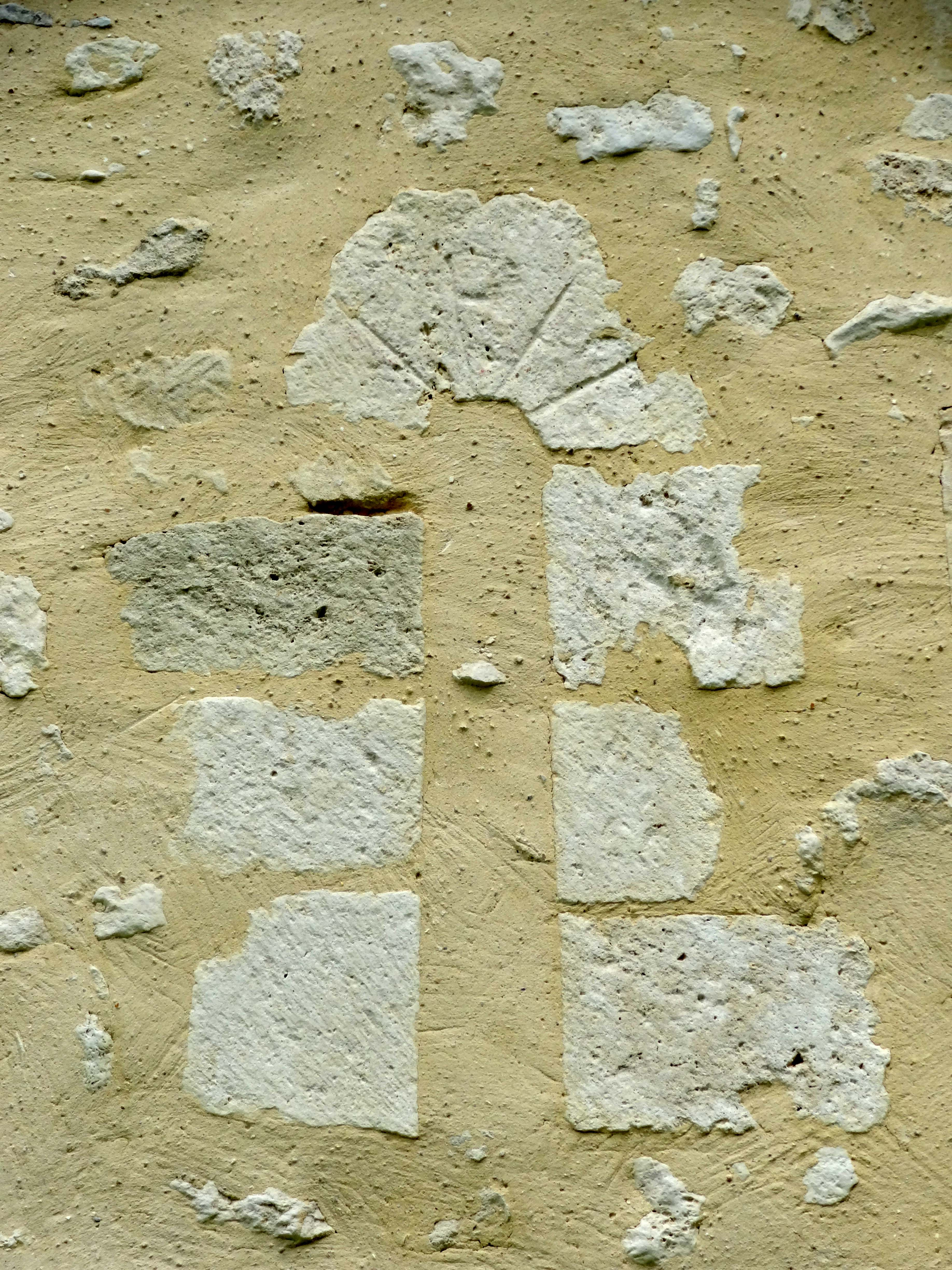
Baie romane inférieure.
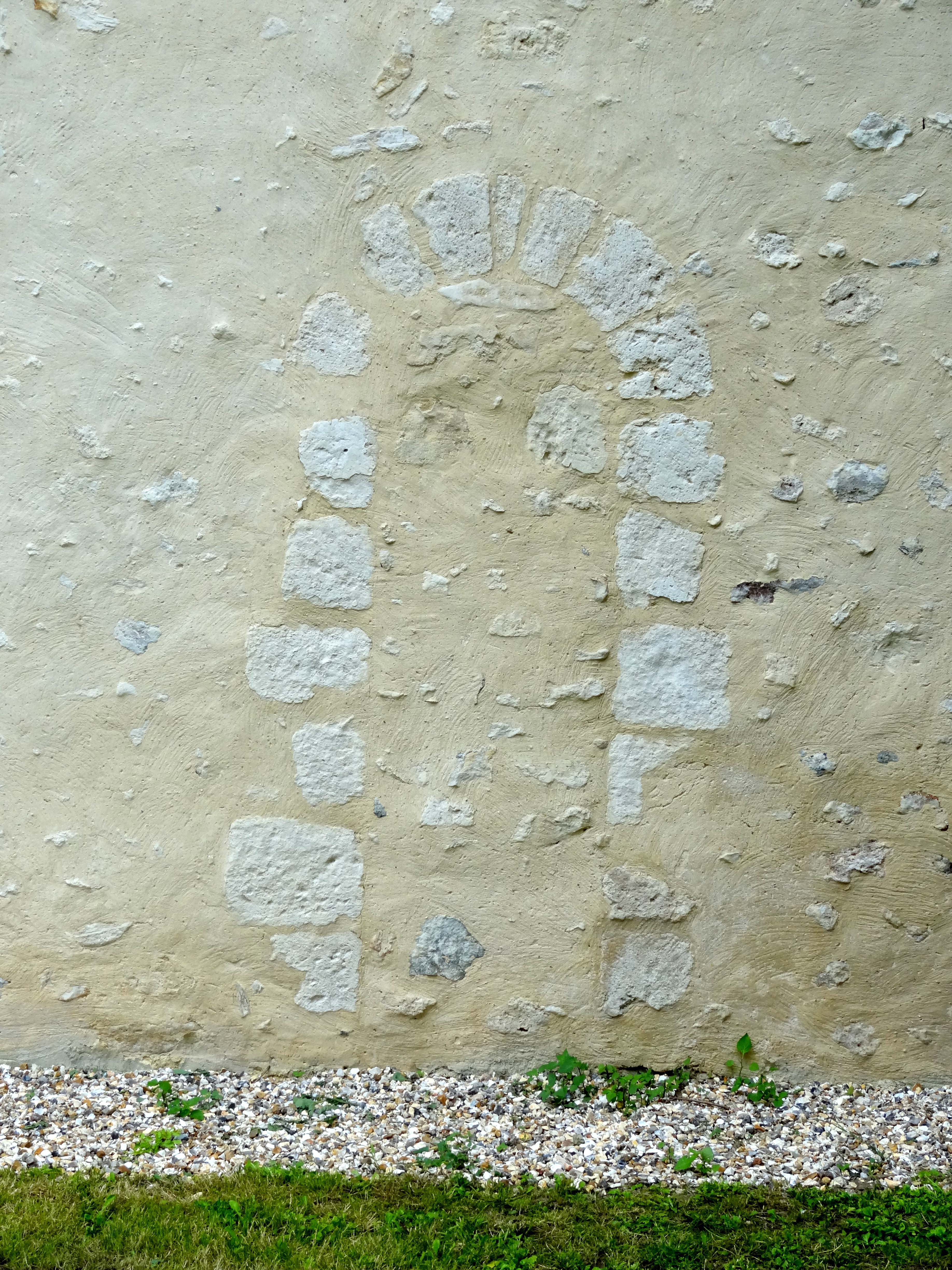
Ancien portail latéral.
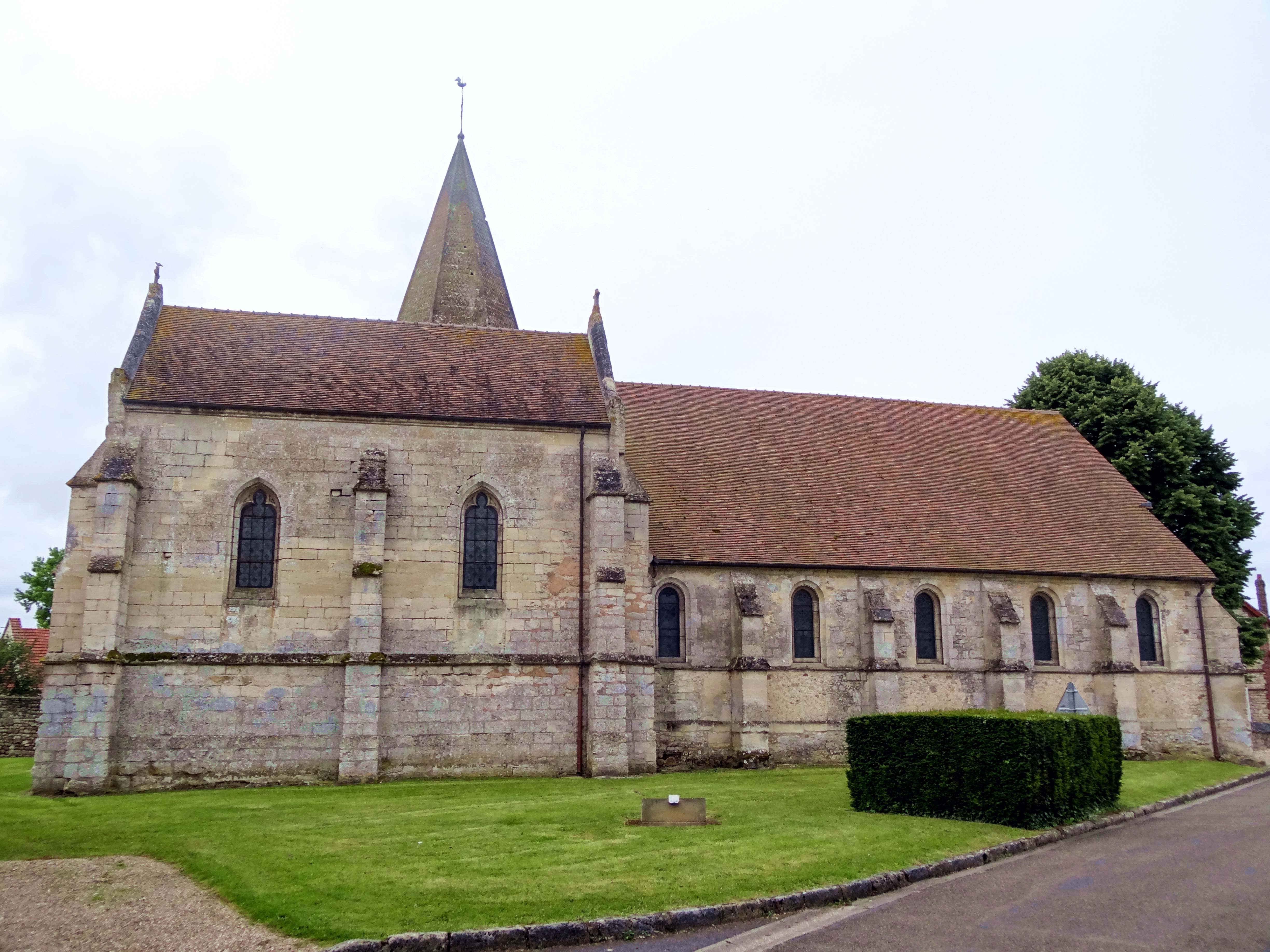
Vue depuis le nord.

#### Clocher, chapelles et chœur

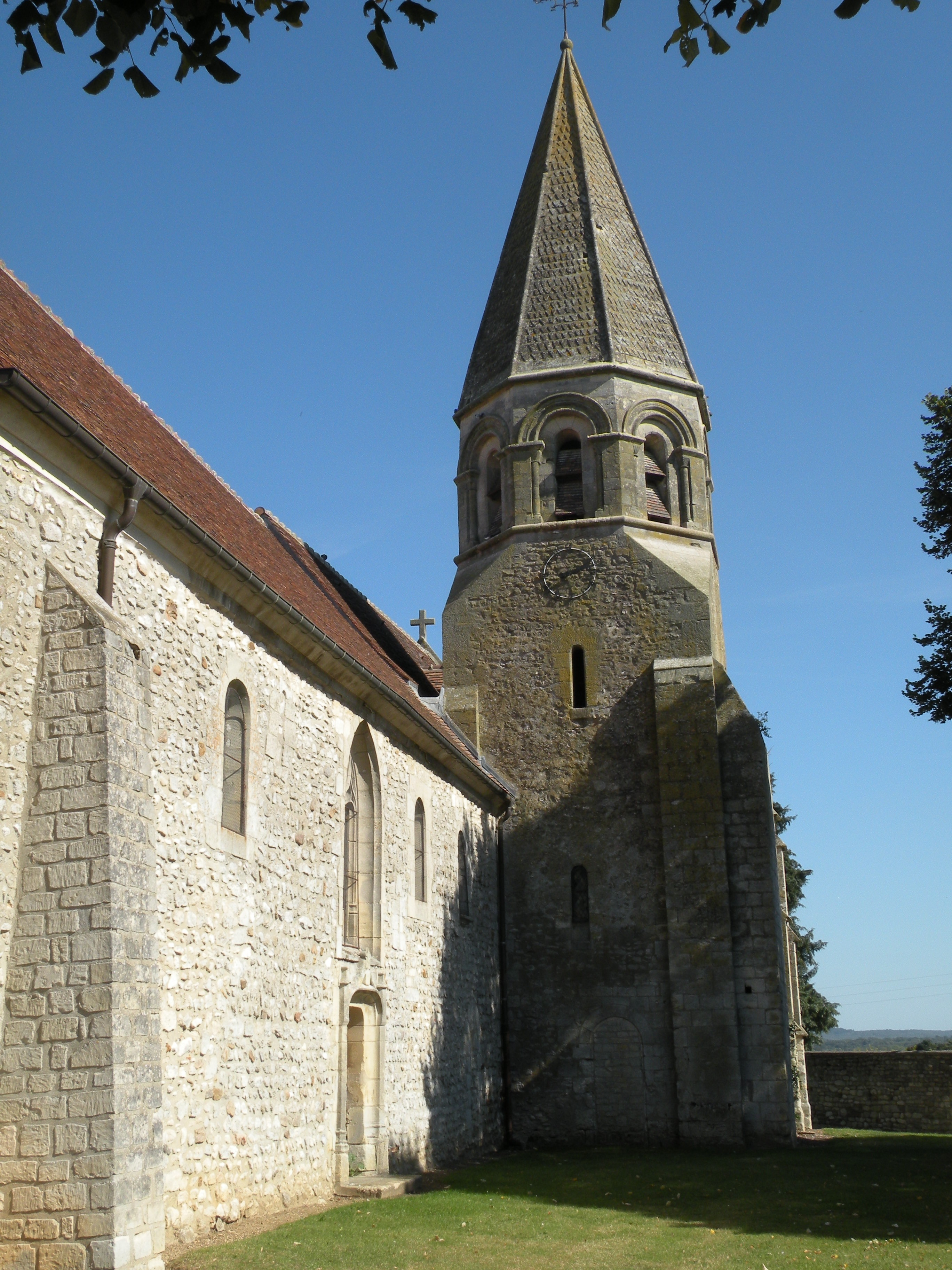
Clocher, côté ouest.

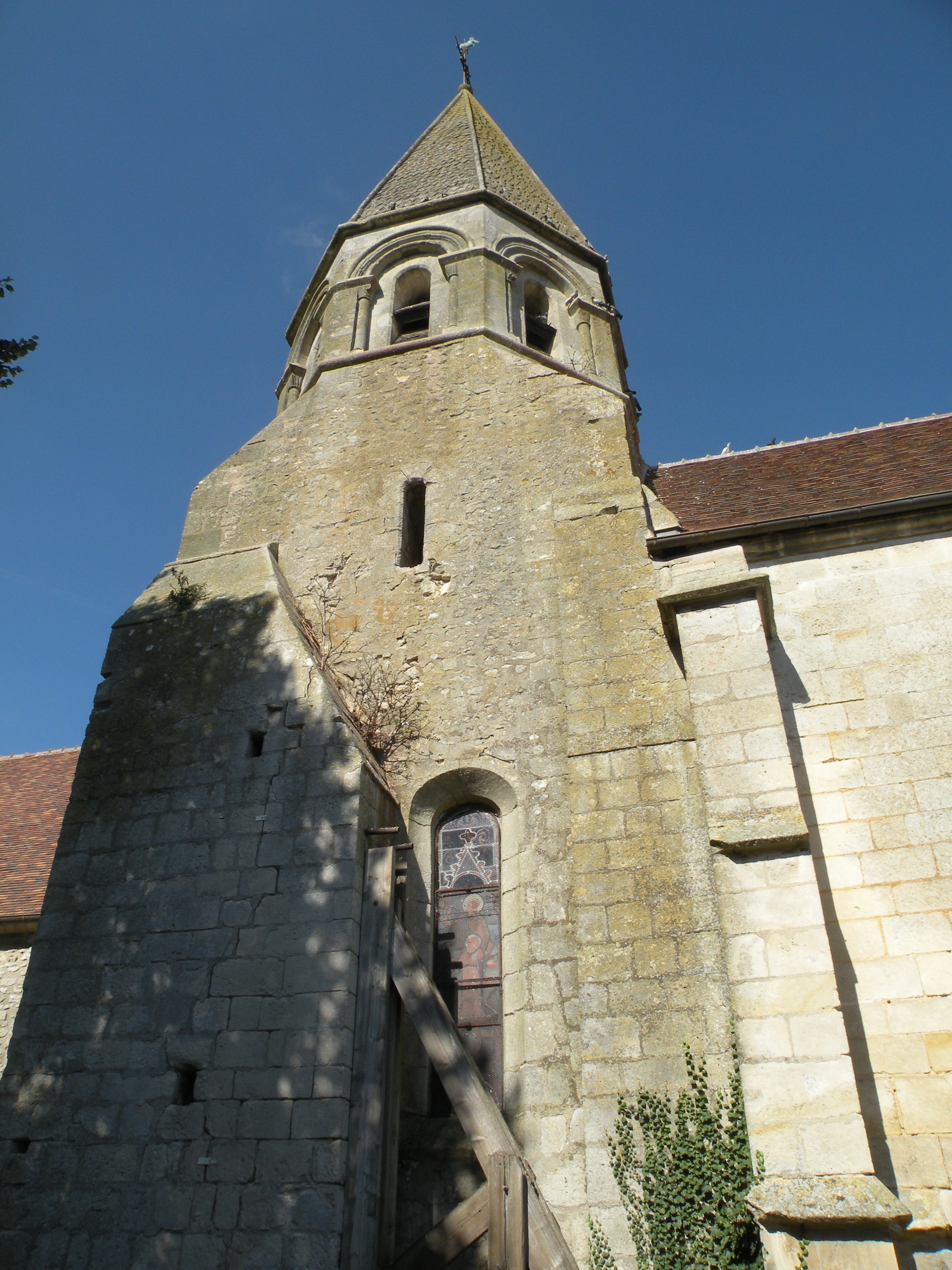
Clocher, côté sud.

Après le portail, l'élément le plus intéressant de l'église est sans conteste son clocher roman octogonal. Le Vexin français ne compte que quatre autres clochers octogonaux, à savoir Bouconvillers, Brueil-en-Vexin, Condécourt et Jambville, sans compter les clochetons et tourelles d'escalier. Il y a aussi les clochers qui passent vers un plan octogonal immédiatement en dessous de la flèche, à savoir Frémécourt et Tessancourt-sur-Aubette. Mais les clochers romans octogonaux sont loin d'être limités au Vexin : on peut également citer Achères, Acy-en-Multien, Cambronne-lès-Clermont, Cauvigny, Épône, Feucherolles, Orgeval, Poissy, Rieux (aujourd'hui mutilé), Tracy-le-Val. Il s'agit généralement de clochers centraux, à l'exception de Poissy, où le clocher se situe en façade ; d'Épône et Tracy-le-Val, où il occupe l'emplacement du croisillon nord ; et d'Acy, où la position est analogue à Lierville. Alors que l'implantation latérale est propice au développement des baies, qui ne risquent pas d'être dissimulées par les toitures même avec une hauteur modeste de la tour, l'on n'a prévu qu'un unique étage de beffroi. La transition vers le plan octogonal ne s'effectue qu'en haut du premier étage. Jusqu'ici, la tour est épaulée de deux contreforts plats par angle, sauf à gauche de l'élévation sud, où le rôle du contrefort est assumé par une cage d'escalier rectangulaire partiellement établie hors-œuvre. Les parties basses de la tour sont austères, et réalisées en moellons. Le premier étage est percé de petites baies romanes qui évoquent leurs homologues bouchées de la nef. La baie occidentale du rez-de-chaussée est un peu plus grande, s'ouvre au-dessus d'un glacis extérieur, ce qui est rare, et son archivolte est appareillée. Il y a à sa droite une porte bouchée assez similaire à celle de la nef. La baie méridionale du rez-de-chaussée révèle à l'extérieur sa nature flamboyante, puisque son pourtour est mouluré d'une gorge. La cage d'escalier est seulement éclairée par de petites ouvertures rectangulaires de la hauteur d'une seule assise.
Le passage du plan carré au plan octogonal s'opère en haut du premier étage, moyennant des glacis triangulaires aux quatre angles. Un gros boudin entoure la base de la partie octogonale, ou autrement dit, de l'étage de beffroi, qui est appareillé en pierre de taille. Comme pour les autres clochers octogonaux, chacune de ses faces est de largeur identique, et ajourée que d'une unique ouverture en plein cintre. Cette ouverture est en fait assez étroite, mais s'inscrit sous une archivolte beaucoup plus élevée et plus large. À l'instar de la voussure inférieure et de la voussure supérieure du portail, elle est moulurée d'une gorge entre deux tores, et complétée par un bandeau doublement biseautée. Elle repose sur une tablette biseautée, qui sert en même temps de tailloir aux chapiteaux, et passe tout autour du clocher au niveau des impostes des baies. Les chapiteaux, assez archaïques, sont sculptés de quatre motifs différents : des godrons, qui dénotent de l'influence normande ; des lignes diagonales se rencontrant à l'angle de sorte à former des chevrons ; des volutes d'angle, motif stéréotypé largement répandu ; et des têtes de reptile aux angles, dominant deux tiges entrelacées très rudimentaires. Il n'y a aucune corniche, et les faces de la pyramide octogonale sont simplement encadrées de tores engagés. Elles sont sculptées de dents de scie.
Contrairement à la nef, les chapelles ou collatéraux sont édifiés en pierres de taille. Leurs contreforts gothiques sont scandés de deux larmiers, répartis à intervalles réguliers, et s'amortissent par un glacis formant larmier. Le premier larmier passe tout autour des contreforts, et se poursuit latéralement sur les murs à la limite des allèges. Ce larmier reçoit également le seuil des fenêtres, qui prend la forme d'un glacis pentu. Le chœur, dont l'on n'aperçoit extérieurement que le chevet, est bâti en moellons à l'image des parties romanes et du bas-côté nord. Le chevet du chœur possède ses propres contreforts, qui jouxtent immédiatement ceux des collatéraux, ajoutés à partir du XIVe siècle. Moins saillants, ces contreforts d'allure romane se retraitent deux fois par un glacis pentu, et s'achèvent par un court glacis. Ils témoignent de la plus grande ancienneté du vaisseau central, contrairement à ce que suggèrent les fenêtres, toutes contemporaines des chapelles latérales. Entre les trois pignons, des gargouilles assurent l'évacuation des eaux pluviales des noues qui séparent les toitures des trois vaisseaux. Chacun des pignons est sommé d'une croix en antéfixe.

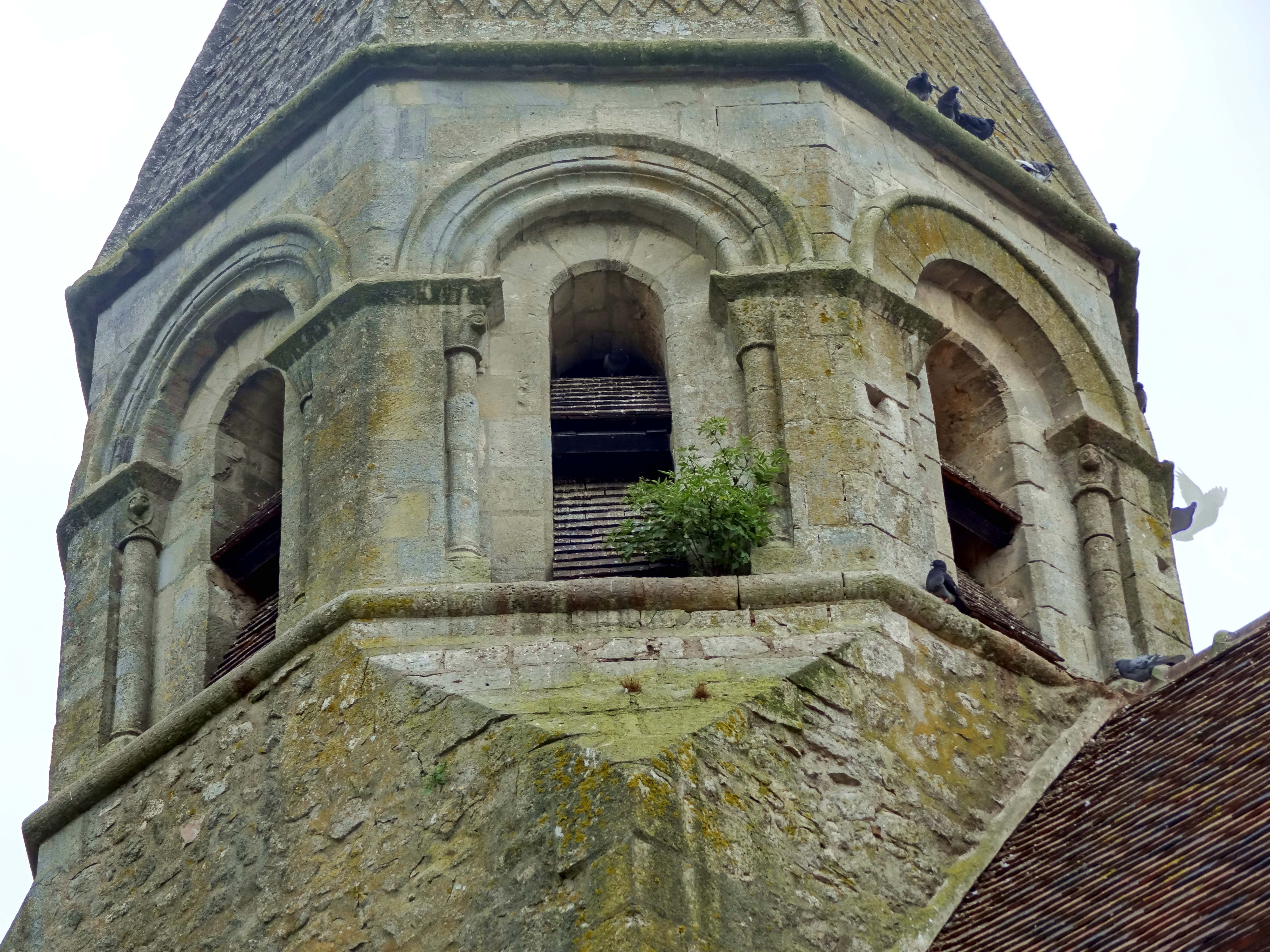
Clocher, étage de beffroi, vue depuis le sud-est.
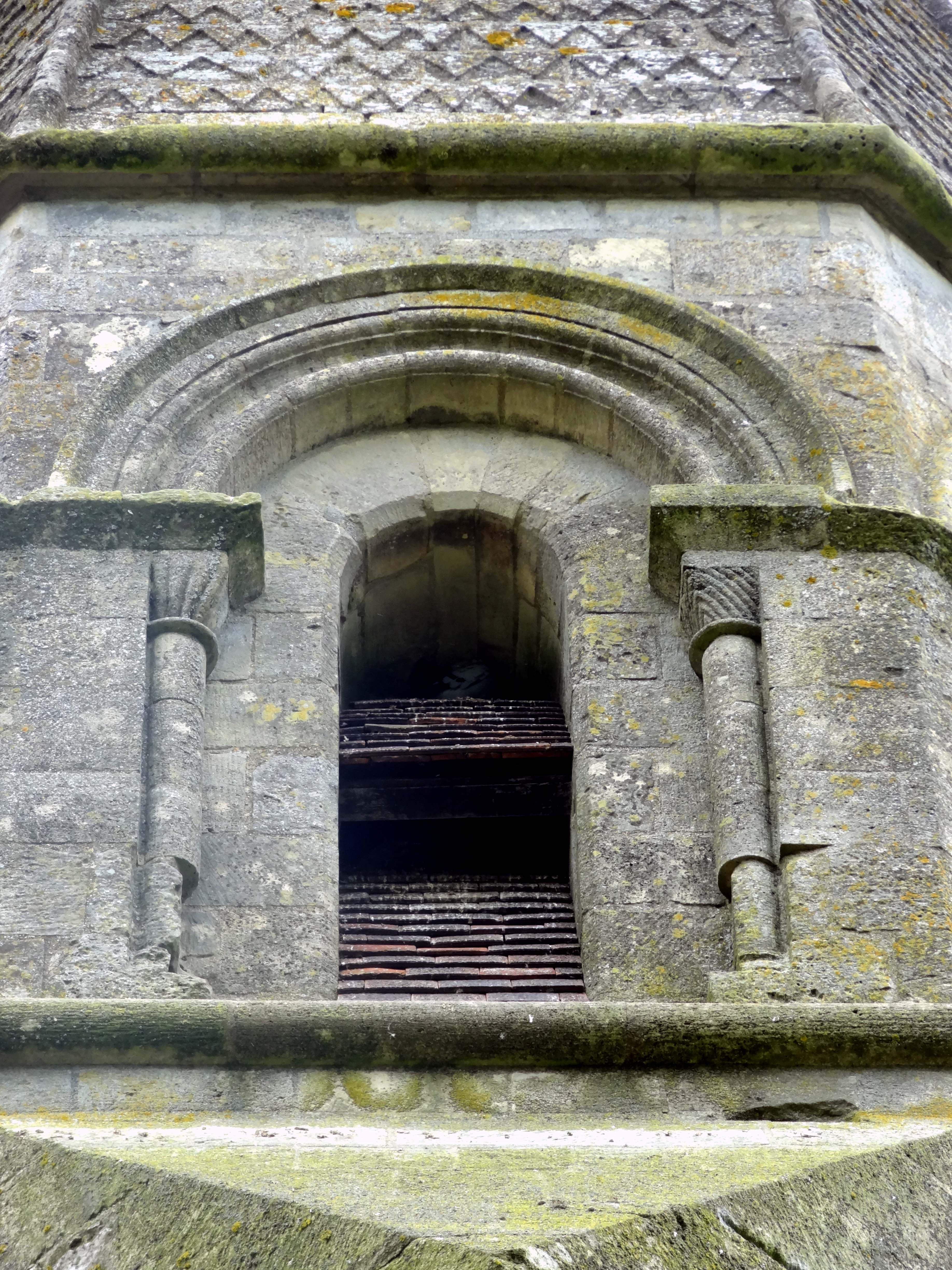
Clocher, étage de beffroi, baie sud-ouest.
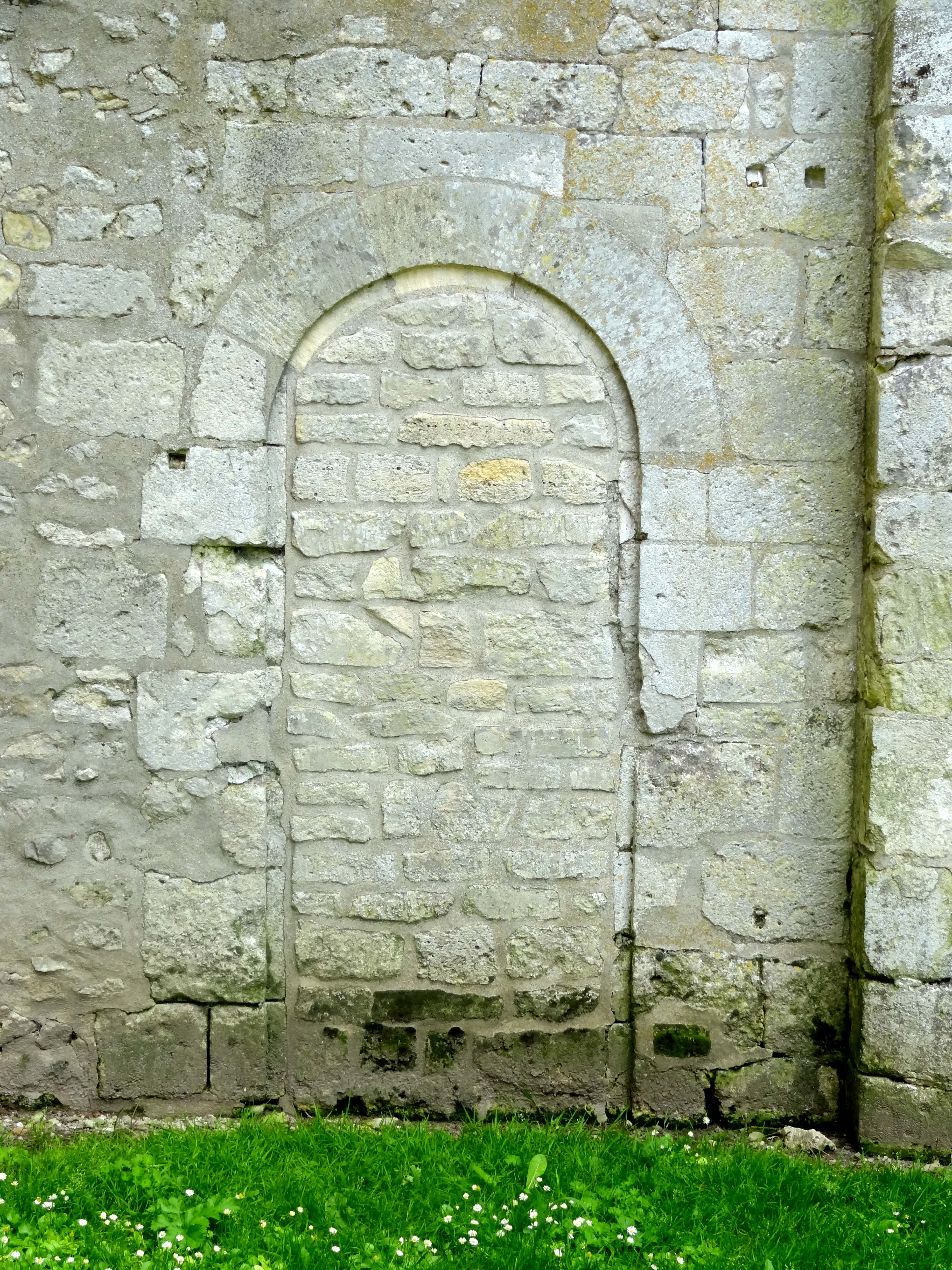
Base du clocher, porte bouchée côté ouest.
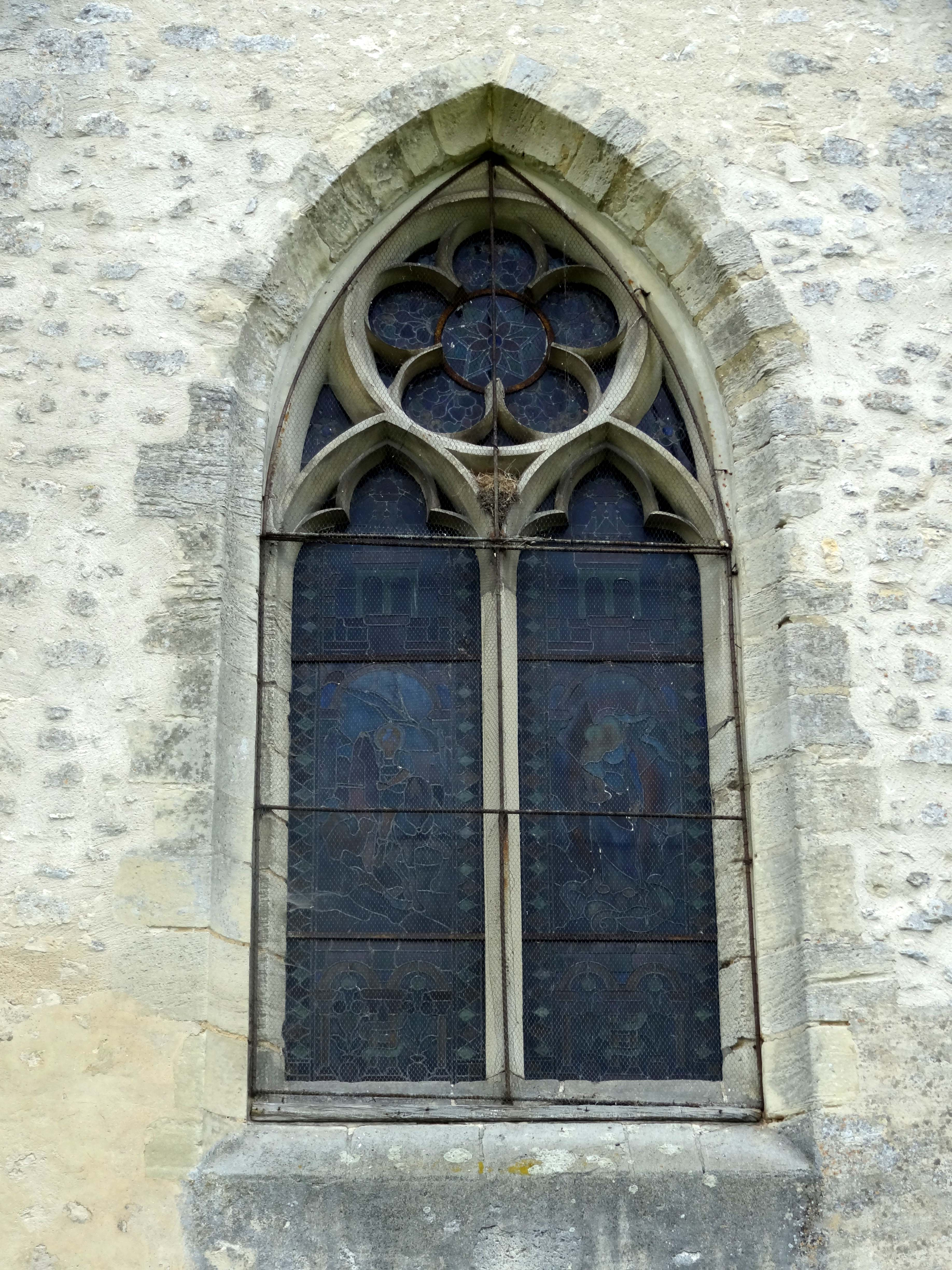
Chevet, baie d'axe.
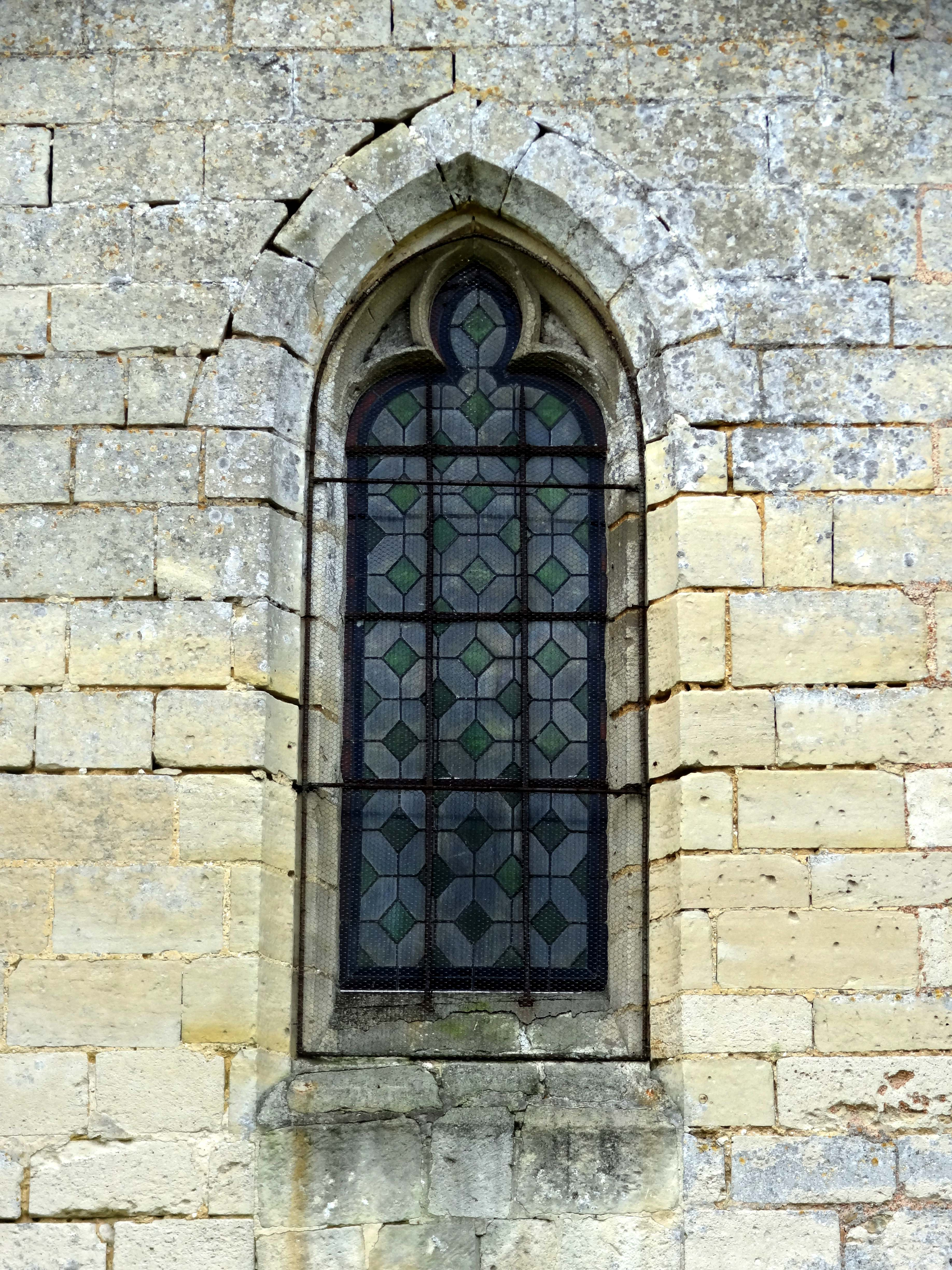
Collatéral nord, fenêtre latérale.
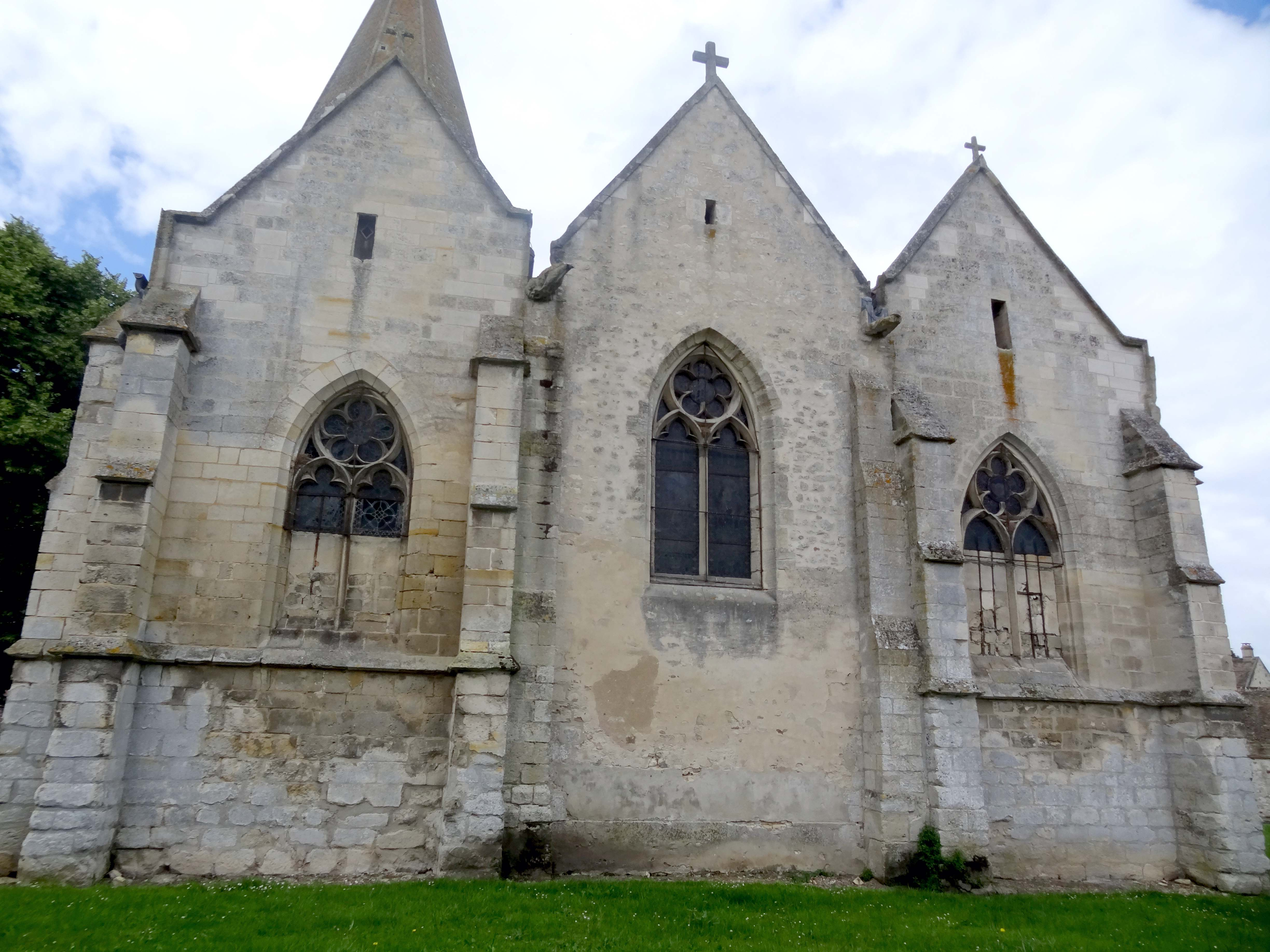
Chevet, vue générale.

## Mobilier

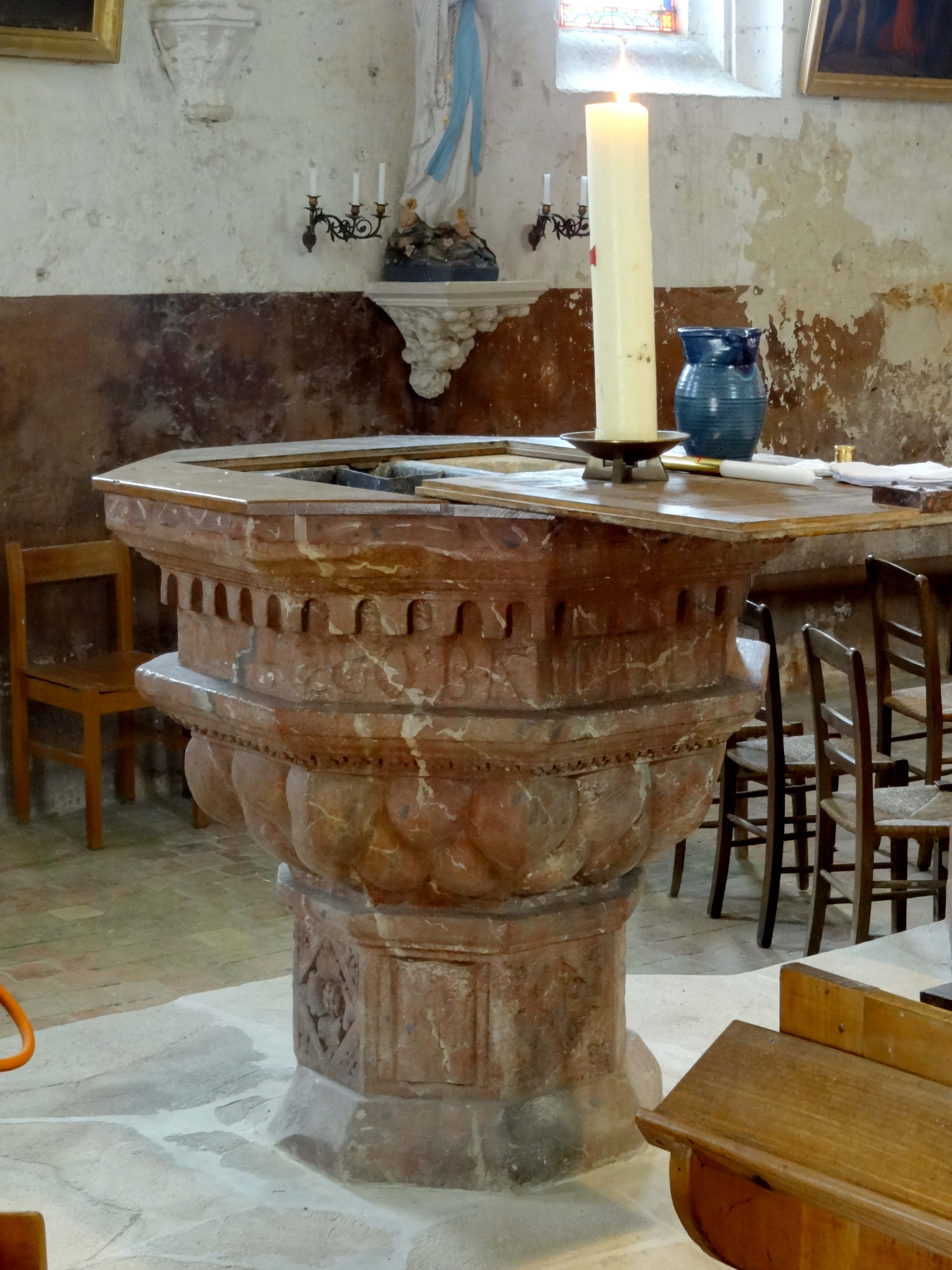
Fonts baptismaux.

Parmi le mobilier de l'église, dix éléments sont classés monuments historiques au titre objet, dont six sont des statues ou statuettes, et deux ont disparu.

### Fonts baptismaux
Les fonts baptismaux se présentent sous la forme d'une cuve baptismale à infusion octogonale placée sur un pied également de plan octogonal. Chacun des deux éléments est sculpté dans un bloc de marbre rouge veiné, matériau rarement utilisé dans le Vexin. Les autels et retables en paraissent assez souvent être en marbre, mais sont dans ce cas en bois ciré peint en faux-marbre. La cuve se divise en deux parties. La partie supérieure a des pans droits, et se termine et s'achève par une bordure moulurée, qu'il faut considérer comme la corniche et l'architrave d'un entablement de style Renaissance. En haut de la frise, court un rang de denticules reliées les unes aux autres par une arcature en plein cintre, ce qui est un trait original. D'une main mal assurée, une inscription en capitales a été gravée après coup sur la métope, restée initialement lisse. L'échine de l'architrave est garnie d'un rang de fleurettes à quatre pétales. La partie inférieure de la cuve est fuyante, et son diamètre diminue progressivement du haut vers le bas afin d'assurer la transition progressive vers le diamètre plus petit du pied. Cette partie de la cuve est sculptée, d'une manière insolite, de deux rangs de grosses nuées, telles que souvent utilisées dans le contexte des gloires, ou dans l'arrière-plan des bas-reliefs de retables. Le pied, de faible hauteur, comporte également en haut une bordure moulurée, ce qui est plutôt inusitée, et repose sur un socle nettement plus large, dont les arêtes sont taillées en biseau. Quatre faces du pied sont sculptées d'une rose s'inscrivant dans un losange, et de quatre petites roses à trois pétales s'inscrivant dans les quatre écoinçons triangulaires autour du losange. Les quatre faces obliques sont initialement restées vides, et ne comportent qu'un panneau entouré d'une baguette, mais la face nord-est affiche également une inscription apparemment ajoutée après coup. Dans le cadre de leur épigraphie du canton, Louis Régnier et J. Le Bret ont omis de relever les inscriptions. L'une comporte en tout cas la date de 1544. Le classement remonte à février 1912.

### Statues

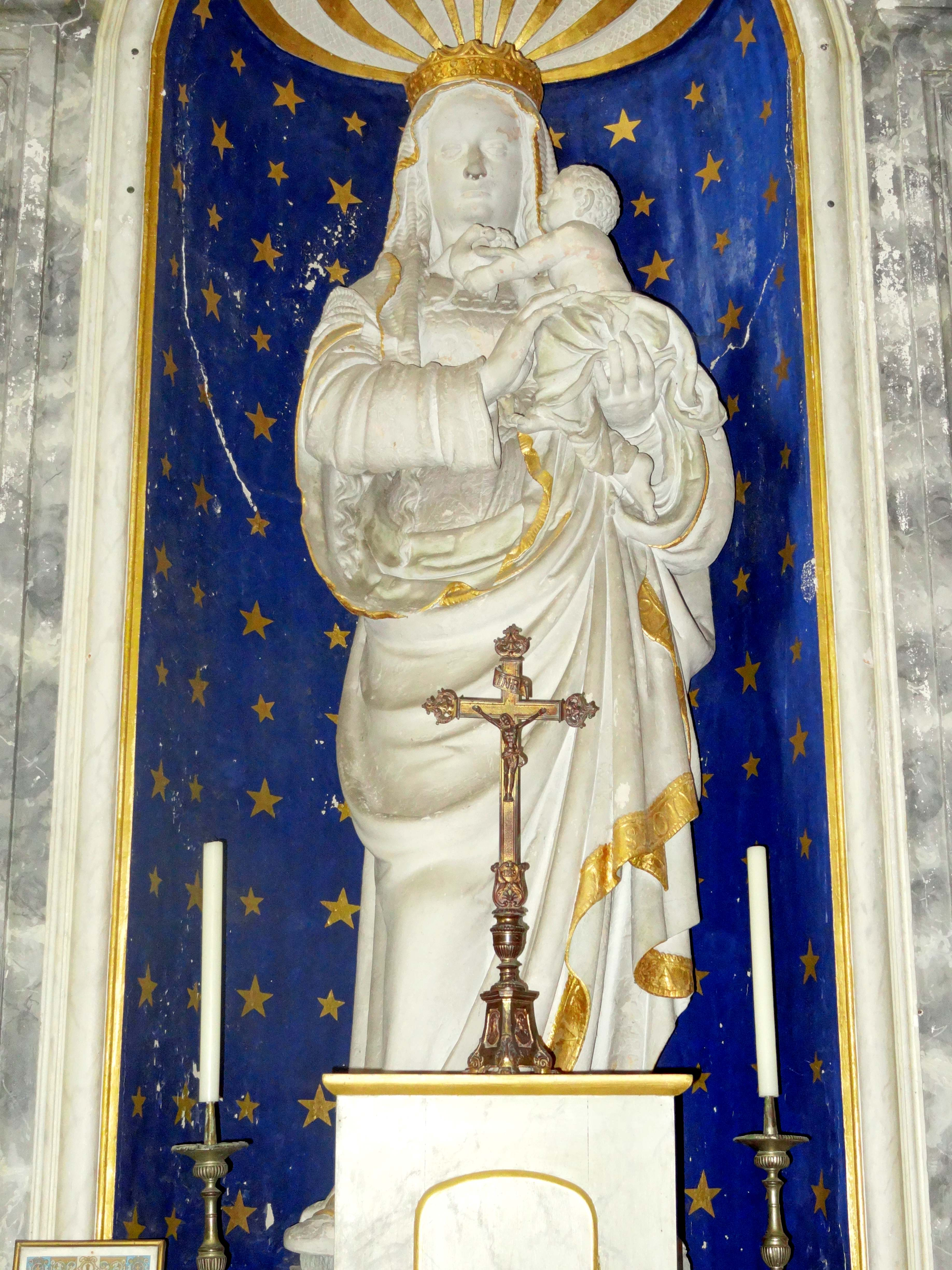
Vierge à l'Enfant.

- La statue de la Vierge à l'Enfant est en pierre taillée, et a le revers plat. Elle mesure 190 cm de hauteur, et date du premier quart du XVIe siècle. Initialement polychrome, elle a été badigeonnée de blanc au XIXe siècle, et la couronne, ainsi que les bordures du voile et du manteau ont été dorées. La Vierge se tient debout, dans une posture légèrement déhanchée. Le regard serein, un peu perdu, elle porte l'Enfant Jésus assis sur son avant-bras gauche, sans vraiment lui porter attention. Le Fils, simplement vêtu d'un drapé qui lui couvre les jambes, tient un oiseau dans sa main gauche et lui donne un fruit à manger de sa main droite, tout en approchant sa tête de celle de sa mère. Les fleurons de sa couronne sont cassés, et l'état global de l'œuvre est insatisfaisant. C'est l'une des deux premières statues de l'église qui ont été classées au titre objet en mai 1905[18].
- La statue représentant saint Sébastien ligoté à un tronc d'arbre écoté est en pierre taillée. Le revers est plat, et l'œuvre a été badigeonnée de gris. Elle mesure 145 cm de hauteur, et date de la seconde moitié du XVIe siècle. Son sculpteur a bien assimilé les préceptes de l'art Renaissance, et représenté le martyre dans une posture suggérant un mouvement, en dépit de l'incompatibilité avec le sujet. La maîtrise de l'anatomie est remarquable, en renvoie à la sculpture italienne. L'on note l'attention portée à la suggestion de l'ossature. Le contrapposto ainsi que le visage suggérant une acceptation sereine du martyre sont également les reflets d'un style volontairement italianisant. Le perizonium est travaillé avec souplesse. Par son visage antiquisant, l'on peut rapprocher le saint Sébastien au saint Jean de l'église de Parnes. Il est classé depuis juillet 2012 seulement[19].
- Les statuettes des saints Côme et Damien sont en pierre taillée, et sculptées en ronde-bosse. Elles mesurent 105 cm de hauteur, et datent du XVIe siècle. La polychromie ancienne est dissimulée sous une épaisse couche de badigeon gris. Saint Côme examine un urinal, et Damien tient un pot à onguent. Chacun est accompagné d'un petit malade. Depuis leur classement en mars 1955, les statuettes n'ont toujours pas été restaurées et se trouvent en mauvais état[20].
- La statue de l'archange Michel est en pierre taillée, et sculptée en ronde-bosse. L'épée, rapportée, est toutefois en bois. La sculpture mesure 126 cm de hauteur au niveau de la tête (ce qui n'en fait pas une œuvre grandeur nature, contrairement à ce qu'affirme le dossier de protection), et date du XVIe siècle. Saint Michel, patron des soldats, est vêtu d'une armure. Posant les pieds sur des nuages, il avance sa jambe gauche, et brandit une épée de la main droite, tout en se protégeant à l'aide d'un petit bouclier rond. Cette statue classée depuis novembre 1912 est mieux conservée que les précédentes[21].
- La statue de sainte Barbe est en pierre polychrome, et a le revers plat. Elle mesure 160 cm de hauteur, et date du XVIe siècle. Sainte Barbe se tient debout à côté de la tour dans laquelle elle a été emprisonnée par son père, et qui lui sert de principal attribut. Contrairement à l'usage pour les attributs, la tour est plus grande que la sainte. Dans sa main droite, sainte Barbe tient la palme du martyre. Sa main gauche est ouverte, et s'avance vers le spectateur. Il est possible que cette main tenait un autre objet. Ses bouts des doigts sont cassés. La statue a été repeinte à plusieurs reprises. Son classement remonte à mai 1905[22].
- L'église possède également une poutre de gloire à sa place traditionnelle sous l'arc triomphal séparant la nef du chœur. La poutre, dont la peinture s'écaille, n'est pas sculptée, et arbore seulement un écusson vierge en son centre. Elle supporte en son centre le Christ en croix, qui est accompagné de la Vierge de douleur, à gauche, et de saint Jean, à droite. Les trois statues sont en bois polychrome. Seul le crucifix n'est pas peint. Il est assemblé de deux planches, et remplace vraisemblablement la croix d'origine. Le Christ est un peu raide, et sa mère et saint Jean sont d'une facture naïve et populaire. Leurs têtes, mal proportionnées, sont un peu disgracieuses. Cette œuvre n'est pas protégée au titre des monuments historiques.

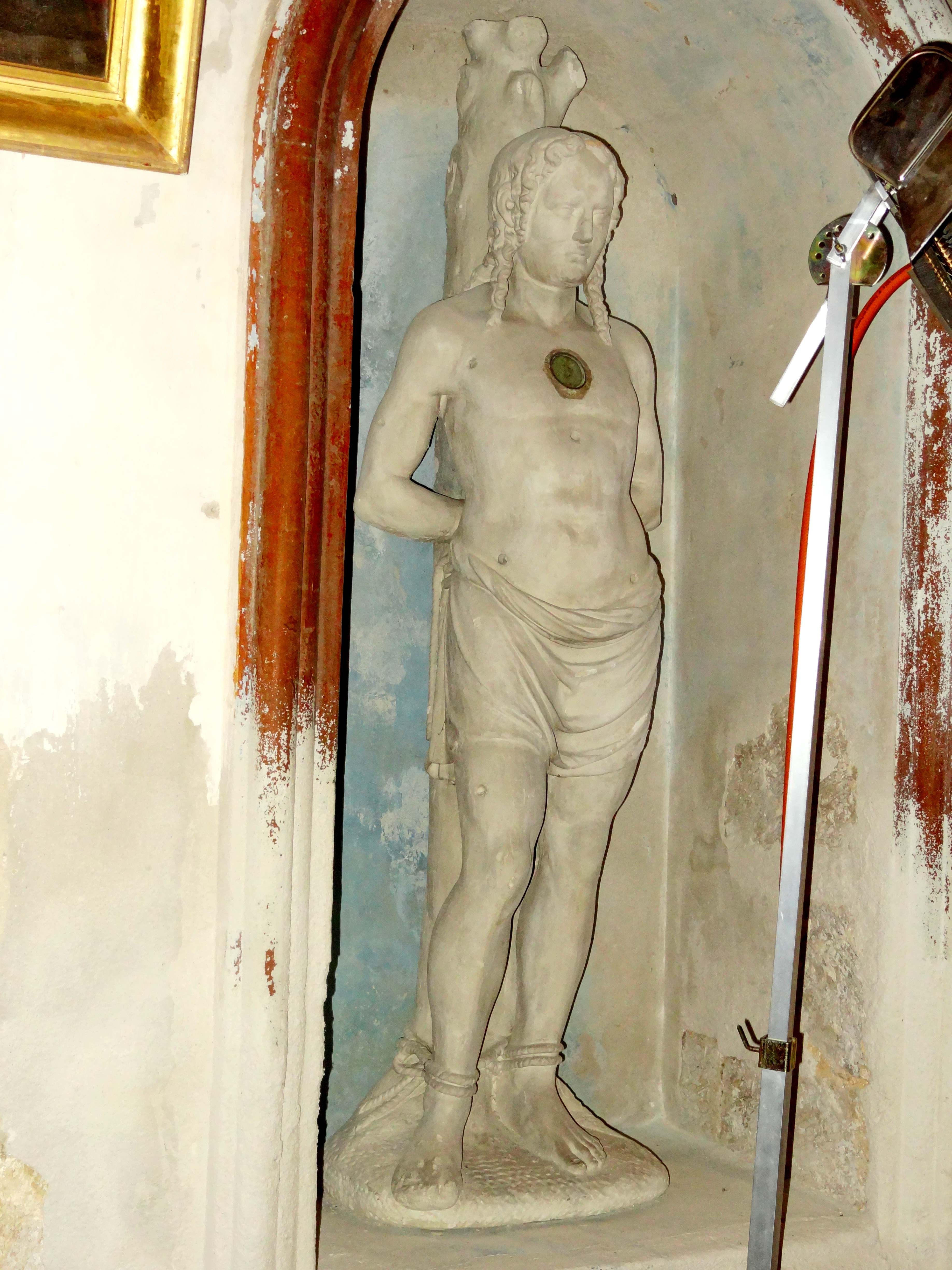
Saint Sébastien.
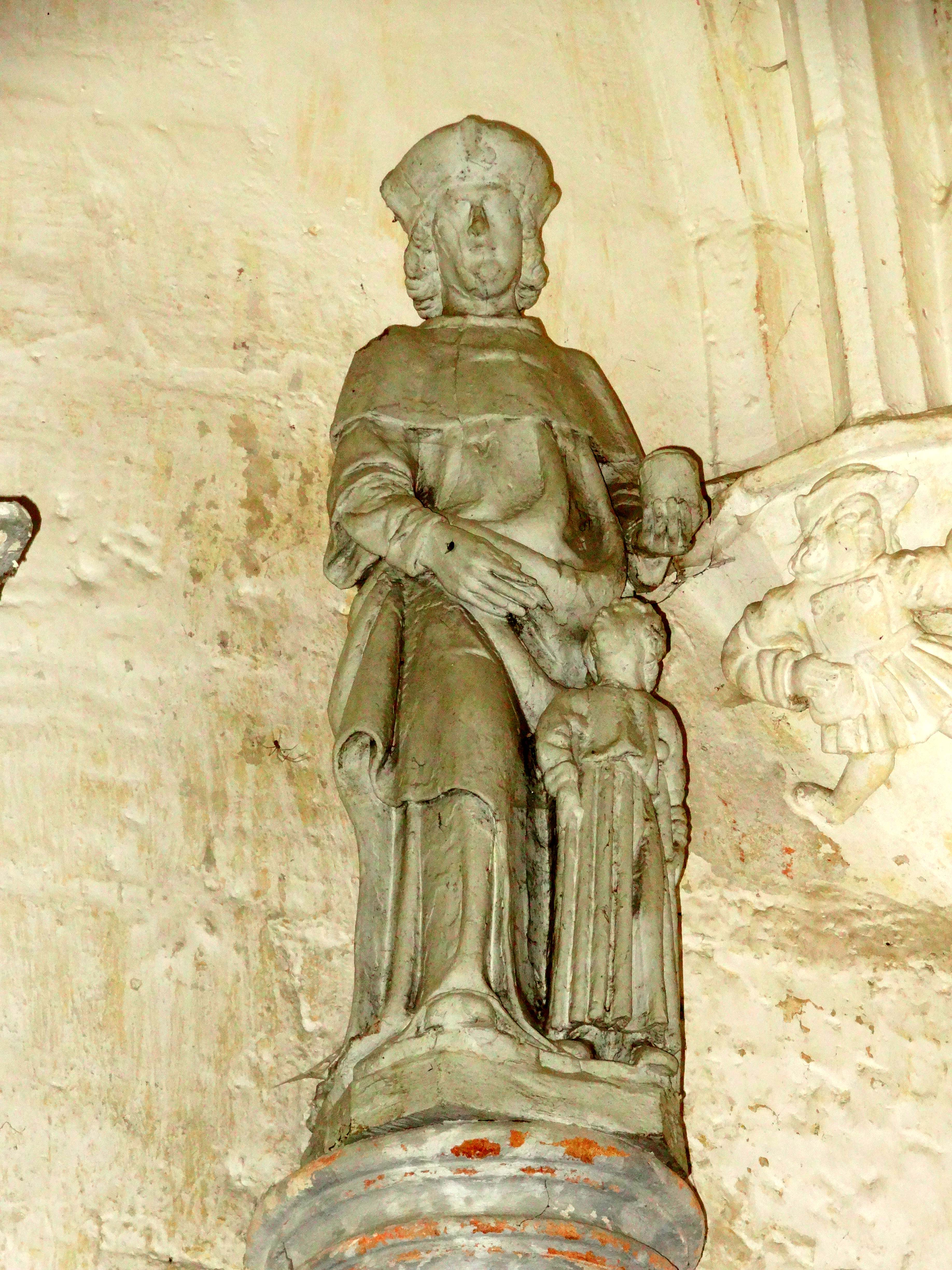
Saint Côme.
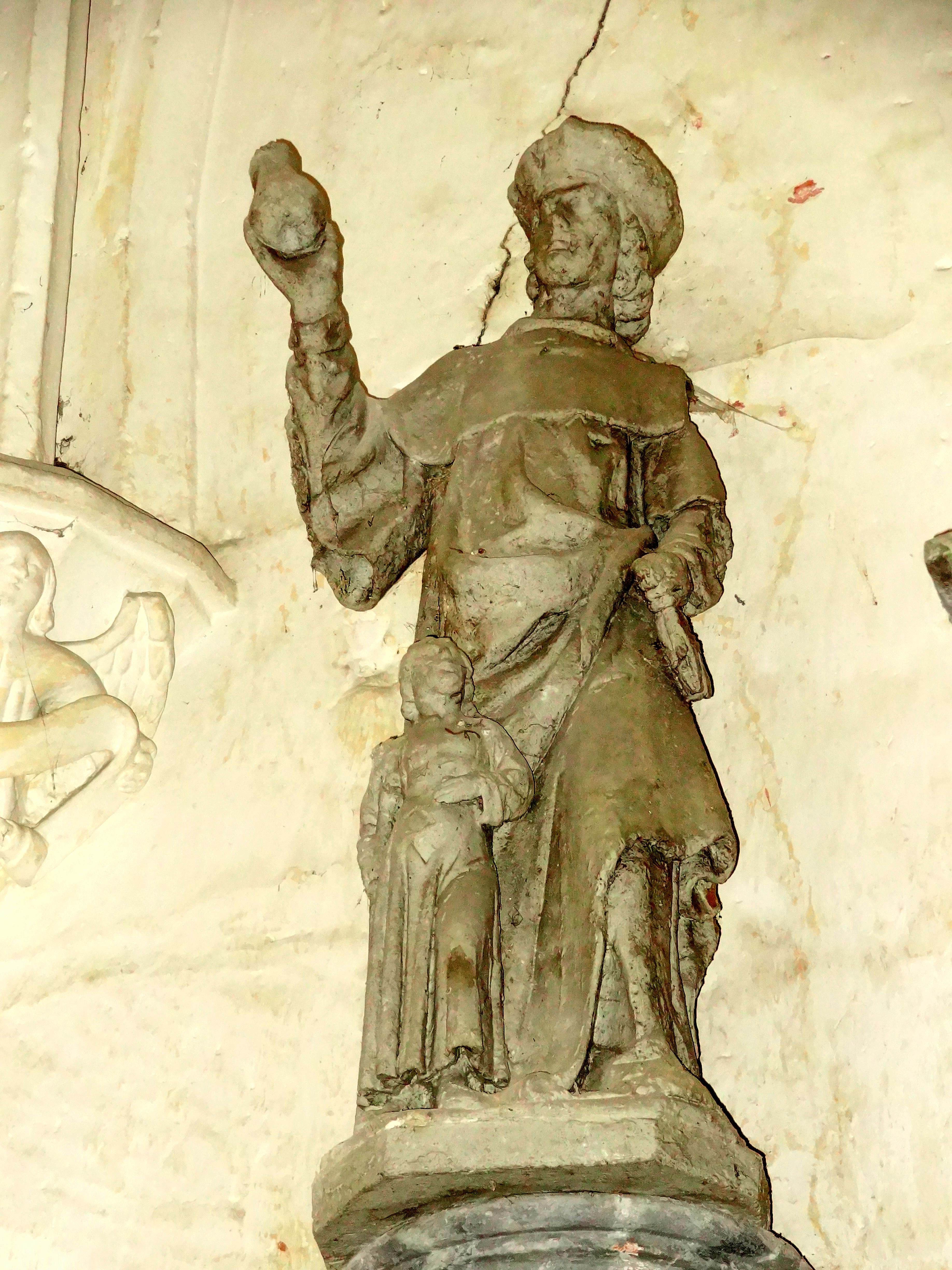
Saint Damien.
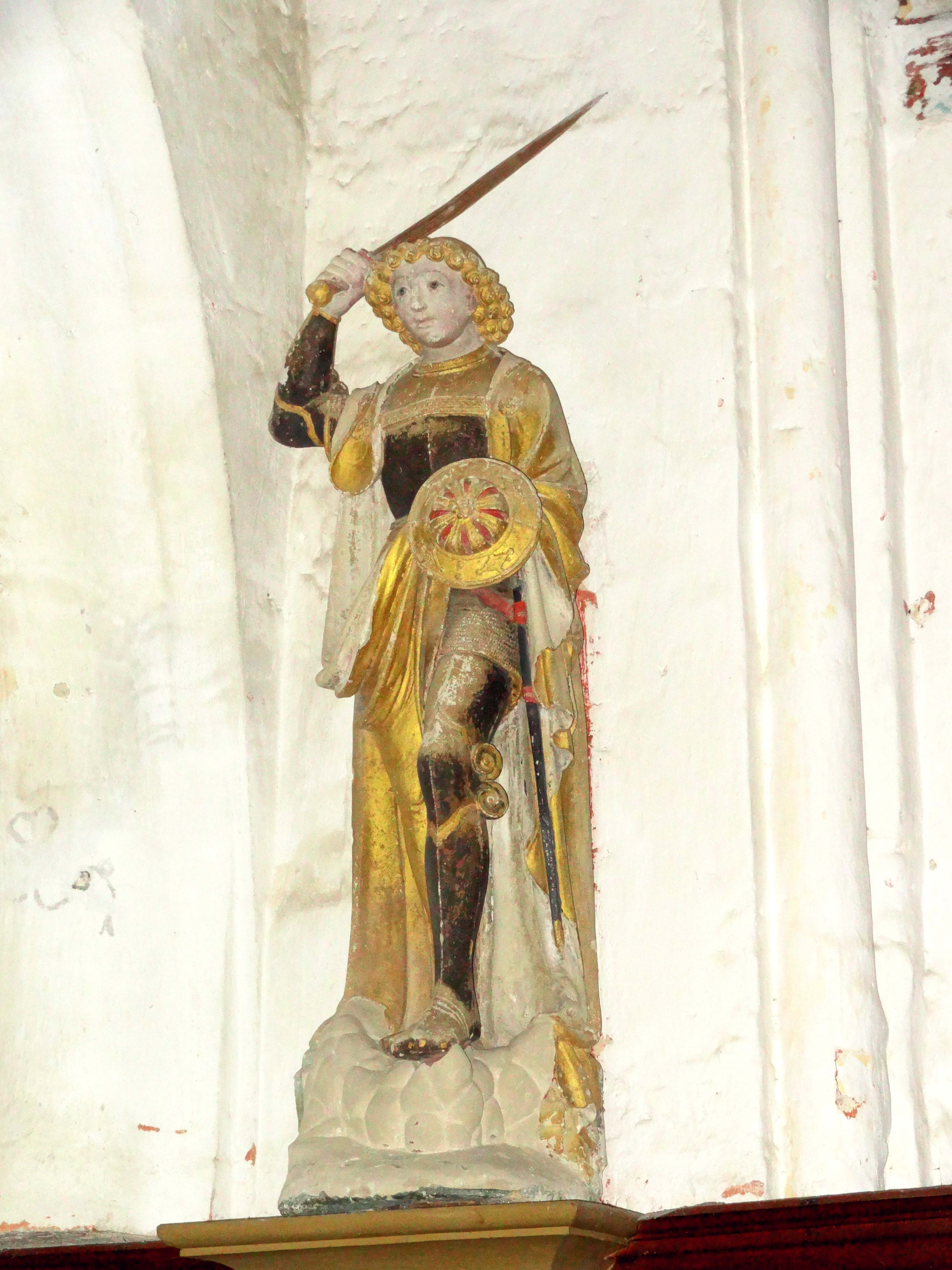
Saint Michel archange.
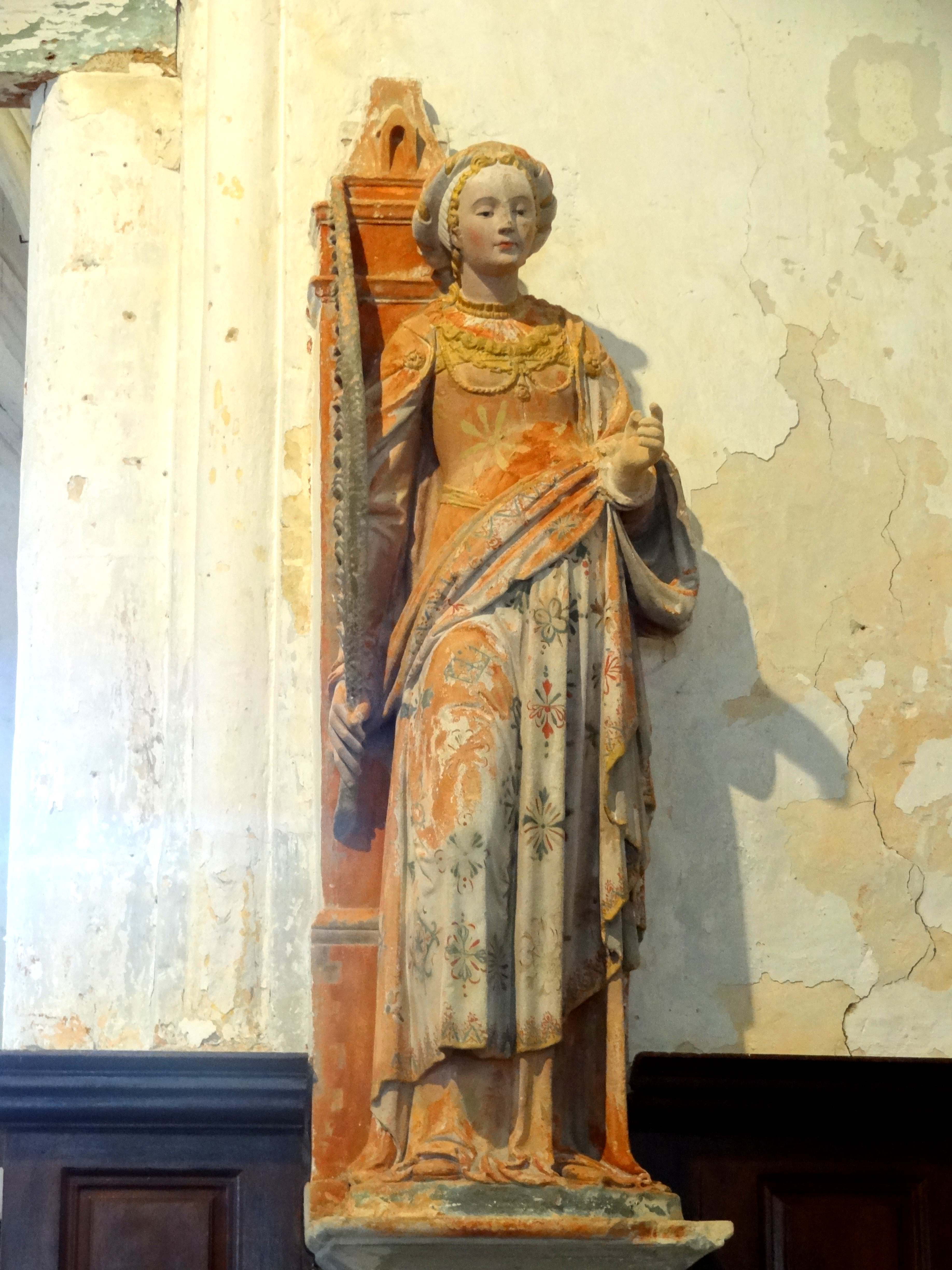
Sainte Barbe.
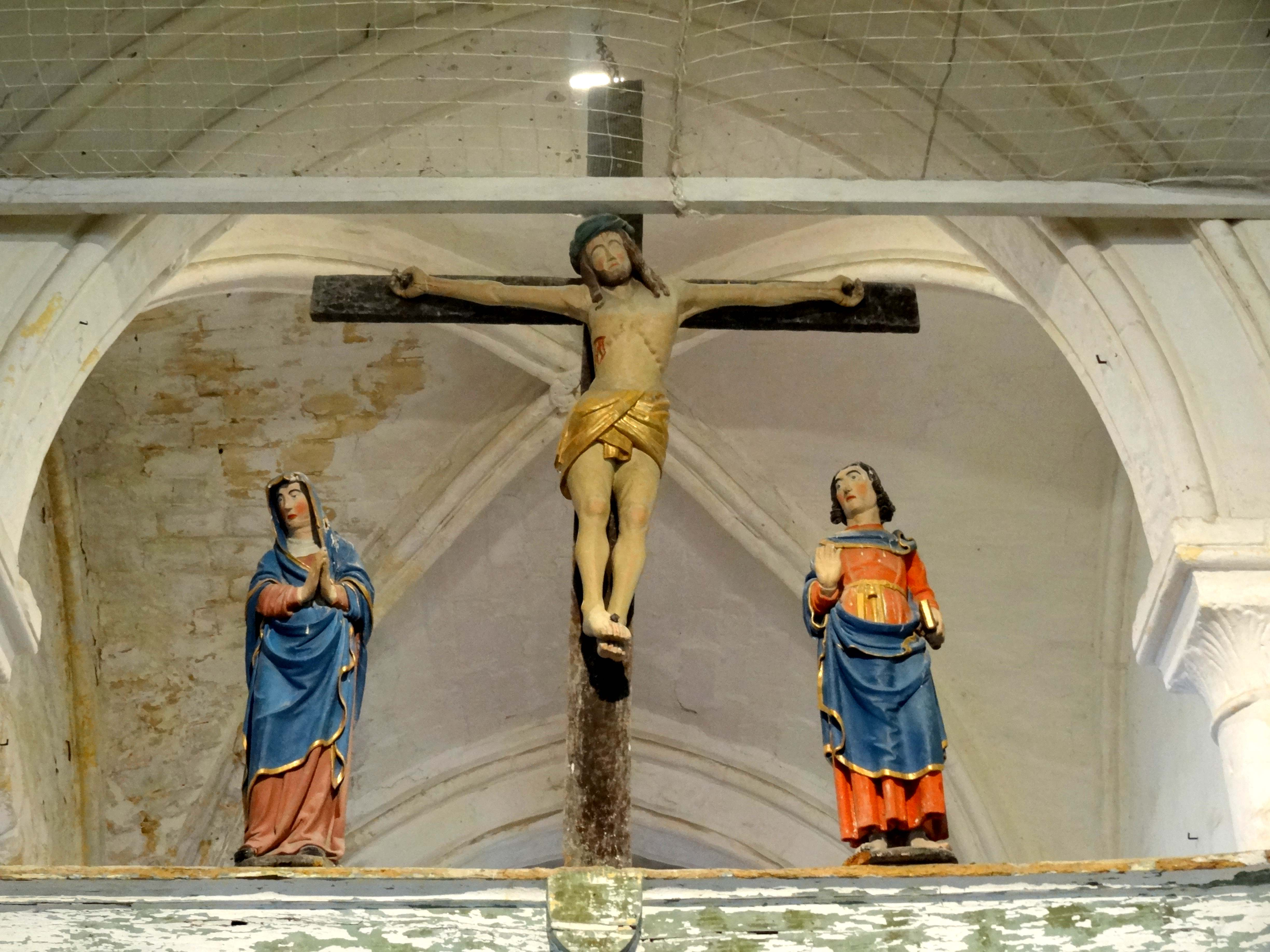
Poutre de gloire.

### Divers
- Le fauteuil de célébrant de style Louis XV, en bois sculpté avec garniture en tapisserie au point, datait du XVIIIe siècle. La tapisserie représente des guirlandes. Classée depuis novembre 1912, l'œuvre a disparu à un moment indéterminée, en tout cas avant le récolement de 1999[23].
- La clôture du chœur du XVIe siècle se composait de deux segments, qui fermaient l'une des arcades du nord et l'une des arcades du sud. Le segment du côté nord mesurait 101 cm de hauteur pour 185 cm de largeur, et celui du sud, 128 cm de hauteur et 206 cm de largeur. Ils étaient tous les deux recomposés. Chaque segment comportait deux registres. Le registre inférieur était décoré de panneaux sculptés de plis de serviette, et le registre supérieur se composait de onze balustres au nord, et treize au sud. Les balustres, qui prenaient la forme de colonnettes à chapiteaux, étaient en outre décorés différemment : cannelures torses, fleurs de lys, losanges, tronc écoté, feuilles, grappes de raisin, écailles de poissons, etc. La clôture est classée depuis novembre 1912 également. Encore présente lors du récolement de 1999[24], elle a été déposée depuis, et n'est plus présente dans l'église.
- La cloche en bronze date de 1708, et mesure 120 cm de diamètre (ou 109 cm selon Louis Régnier). Elle porte l'inscription suivante : « † LAN 1733 IAY JAY ETE BENIE [SIC] PAR MRE ALEXIS PREVOST CURE DE LIER- / VILLE & NOMMEE MARIE LOUISE PAR MRE LOUIS PIERRE ROBERT CONSER AU / PARLEMENT SEIGR DE LIERVILLE BOULEAUME BOUBIET MONNE- / VILLE MARQUEMONT BOUT DE BOIS  & AUTRES LIEUX & DAME MARIE LOUISE / CHIBERT / EPOUSE DE RE GARS CONSER AU PARLEMENT SEIGR DE FREMAIN- / VILLE & AUTRES LIEUX ». Sur la panse, autour d'un cartouche circulaire contenant une cloche, est porté le nom du fondeur : « P CHARLES MOREL ». Cette cloche est donc du même fondeur que celles de Jaméricourt et de Lattainville. Son classement est également intervenu en novembre 1912[25],[26].